# Emléktáblák Debrecenben
- A Wikimédia Commons tartalmaz Emléktáblák Debrecenben témájú kategóriát.

Debrecen szócikkhez kapcsolódó képgaléria, mely helyi, országos vagy nemzetközi hírű személyekkel, valamint épületekkel, műtárgyakkal, helynevekkel és eseményekkel összefüggő emléktáblákat tartalmaz.

## Galéria

### Emléktáblák

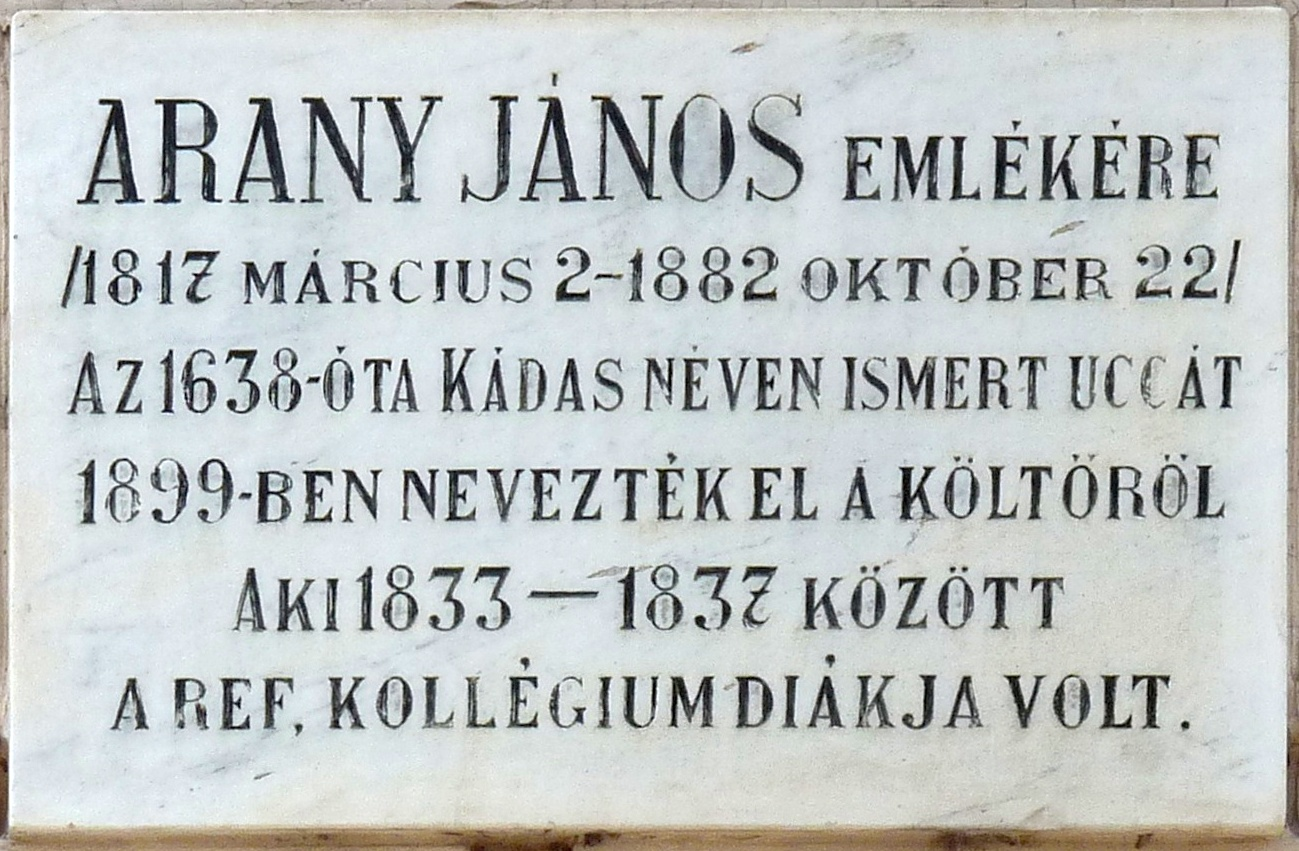
Arany János, Arany János utca 1.
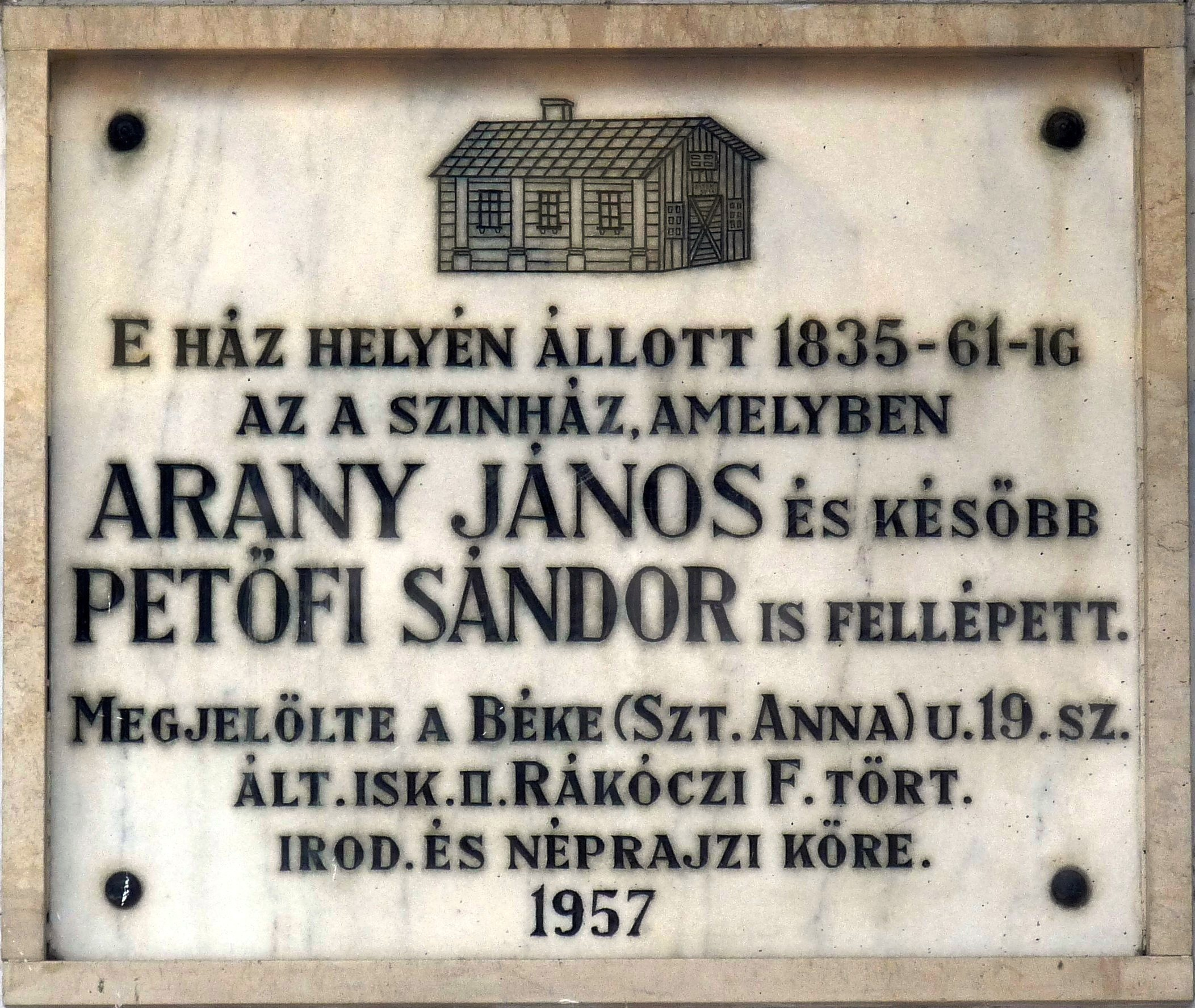
Arany János, Batthyány utca 11/c.
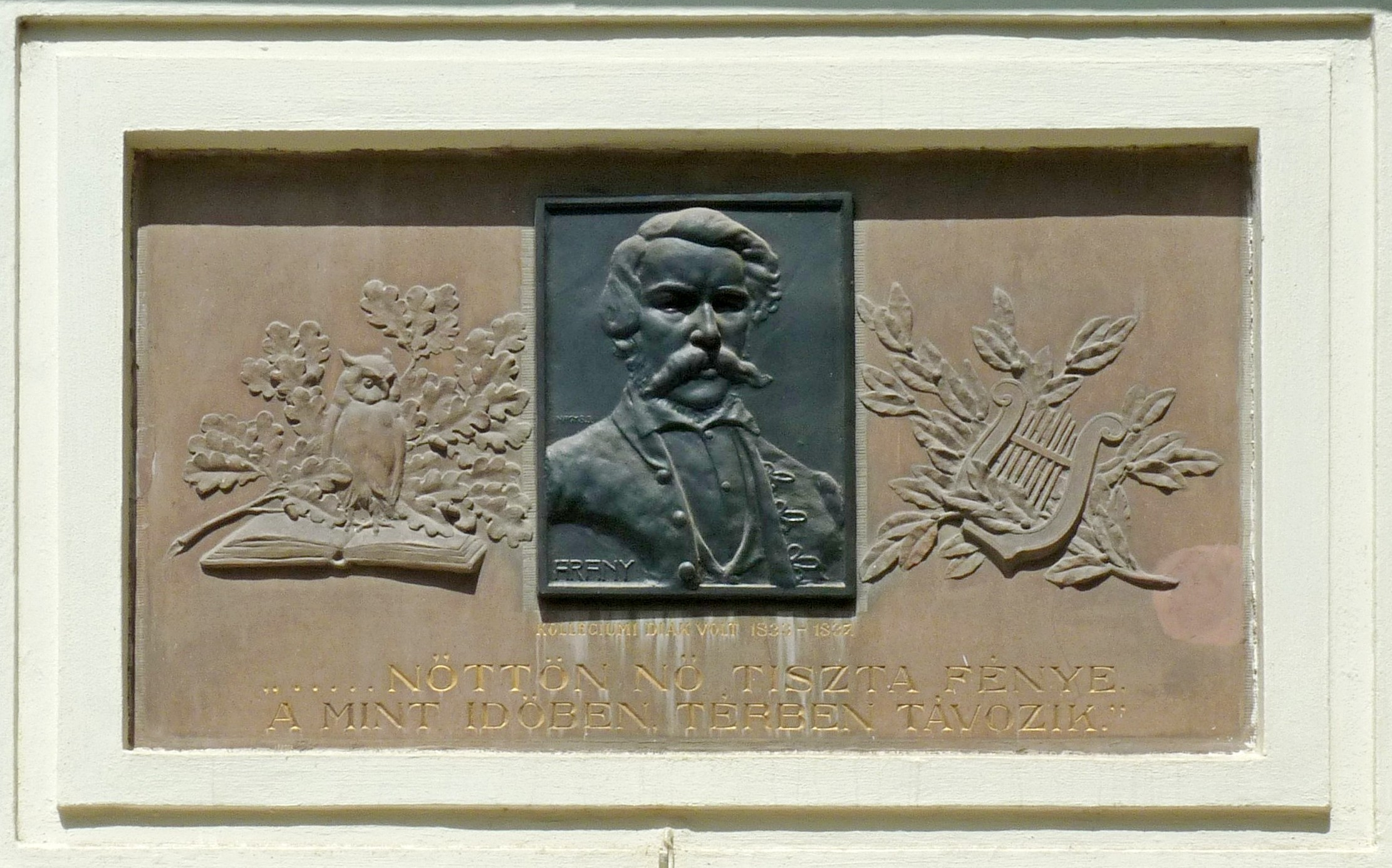
Arany János, Kálvin tér 16. alkotó: Nagy Sándor János
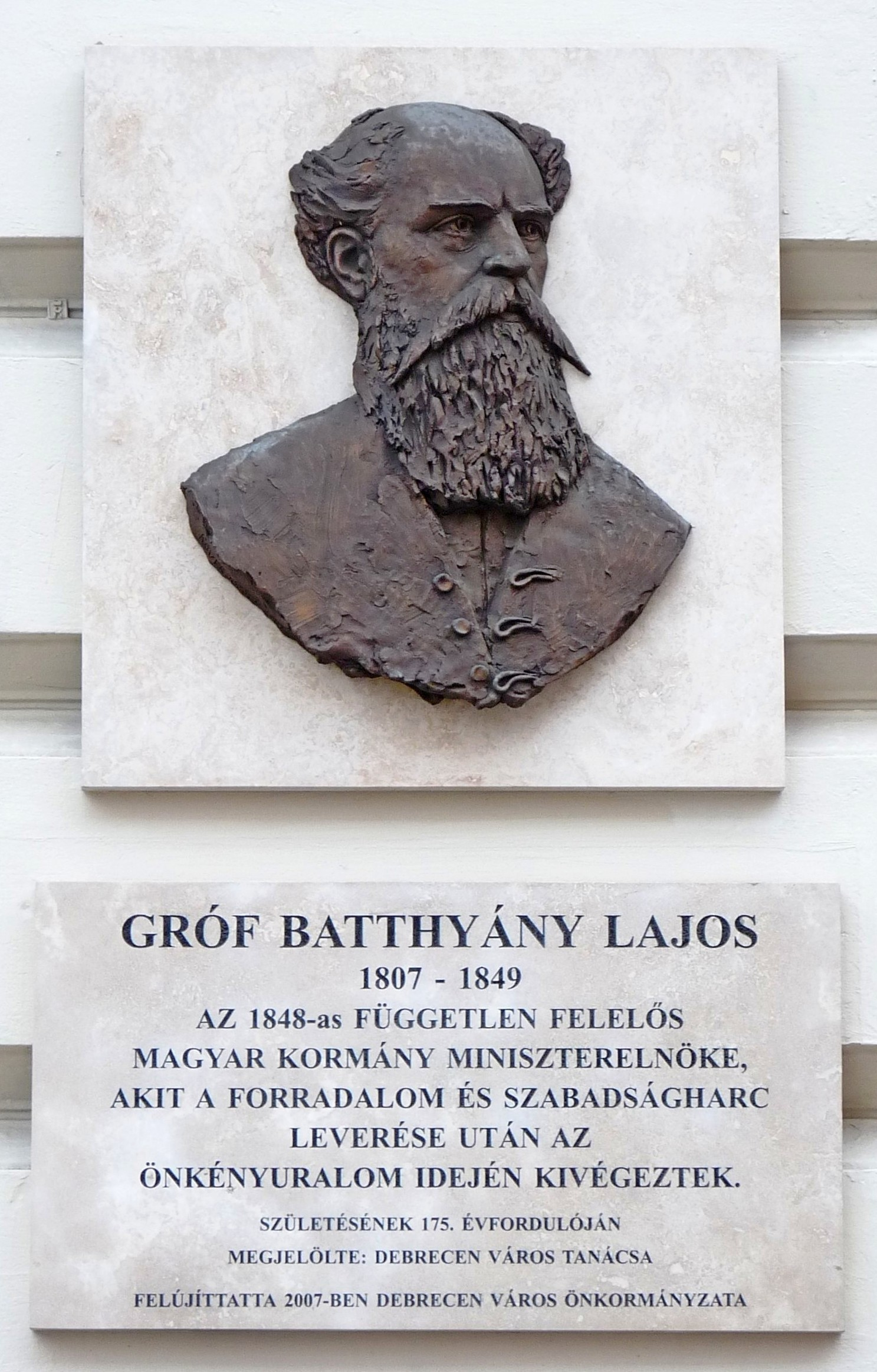
Batthyány Lajos, Batthyány utca 2. alkotó: Kövér József
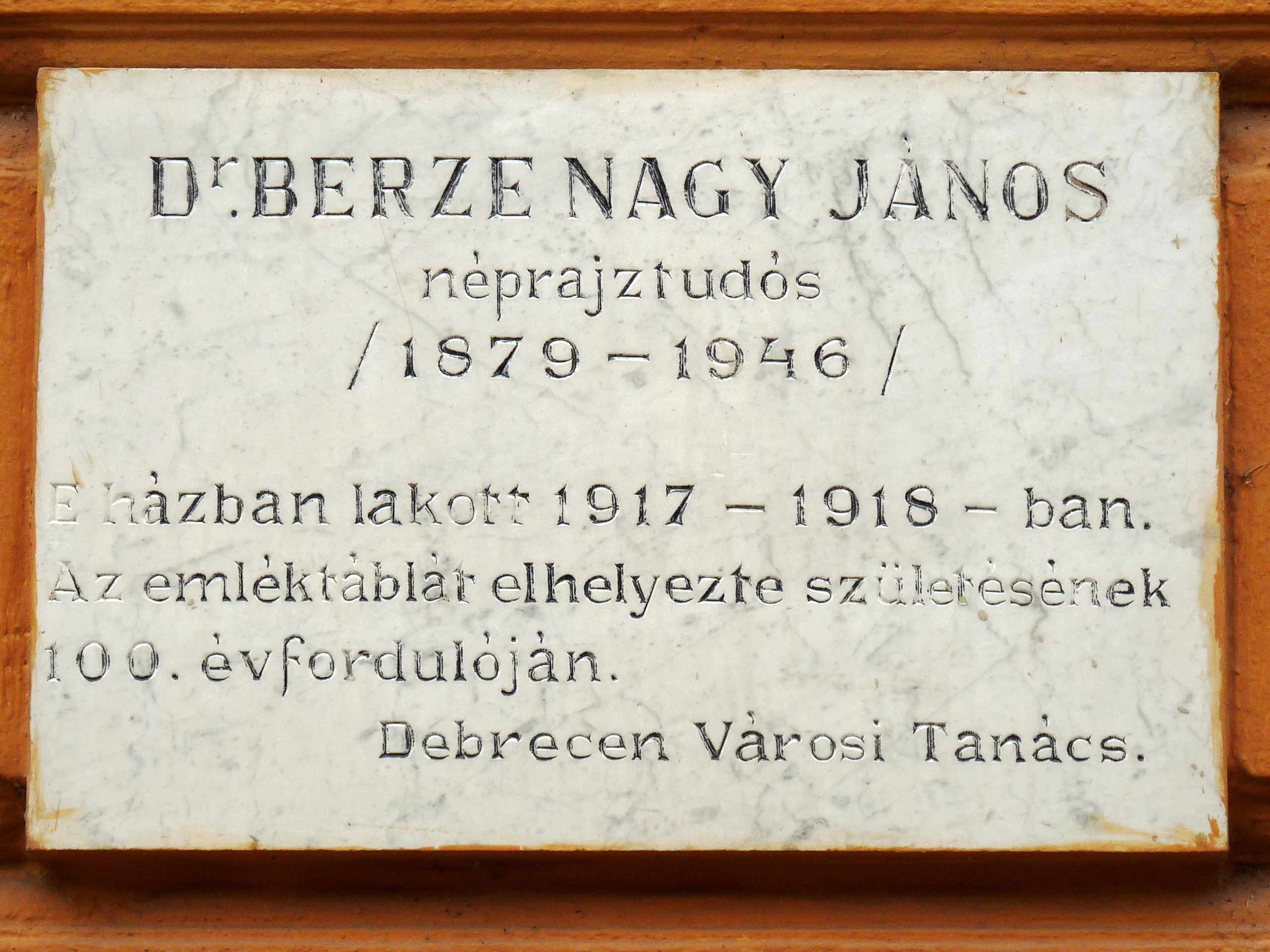
Berze Nagy János, Batthyány utca 1.
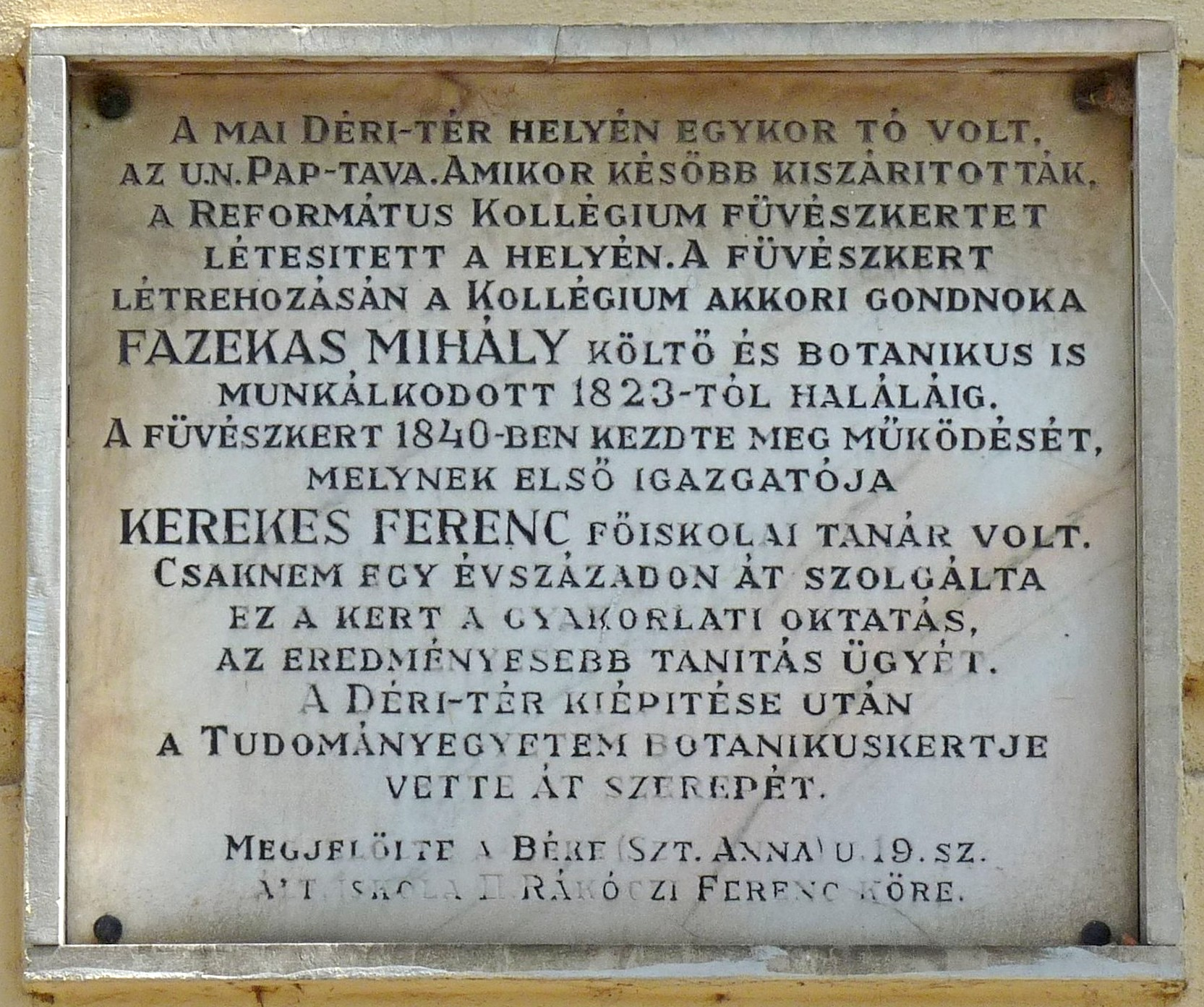
Füvészkert, Kálvin tér 16.
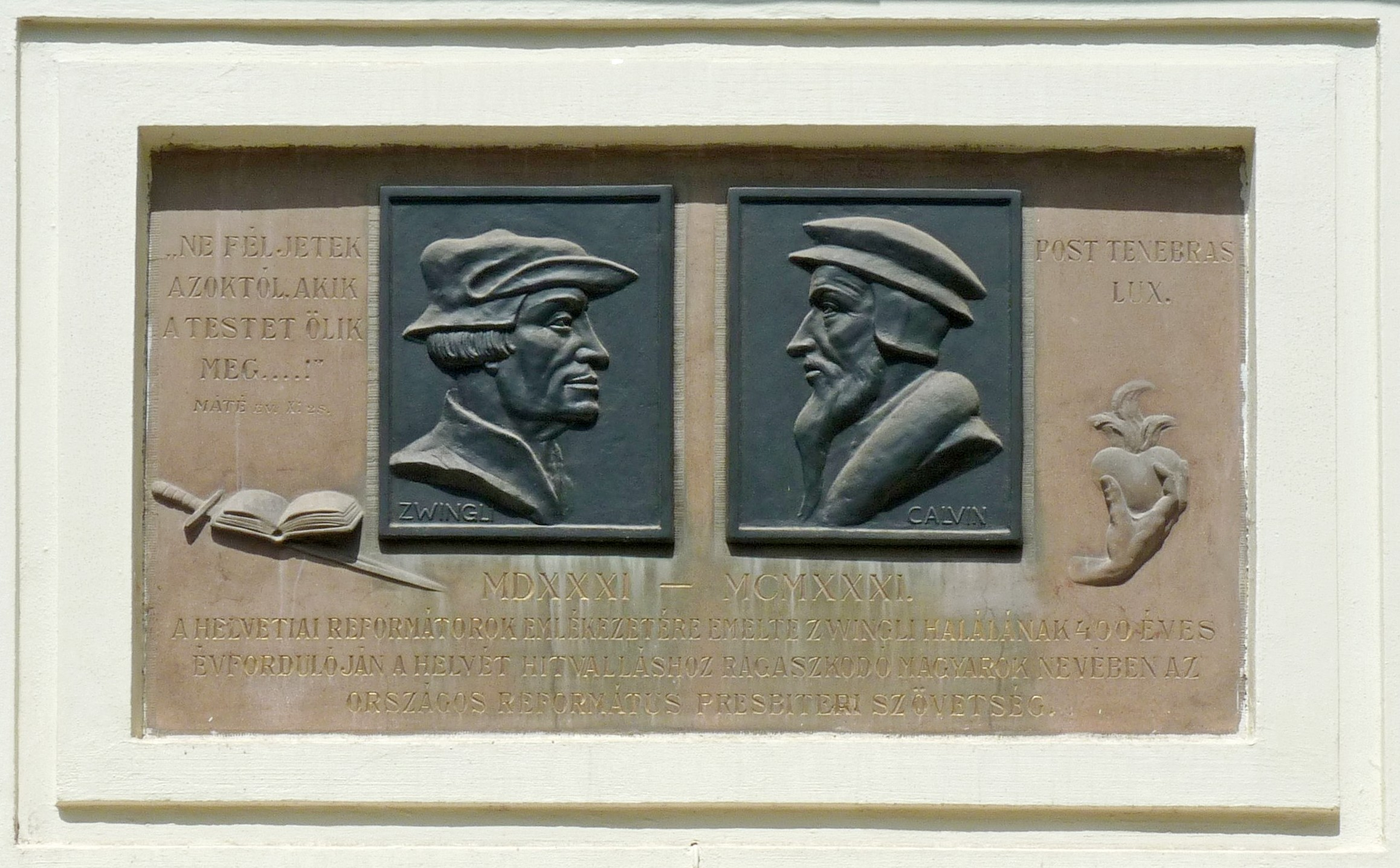
Kálvin János, Kálvin tér 16. alkotó: Nagy Sándor János
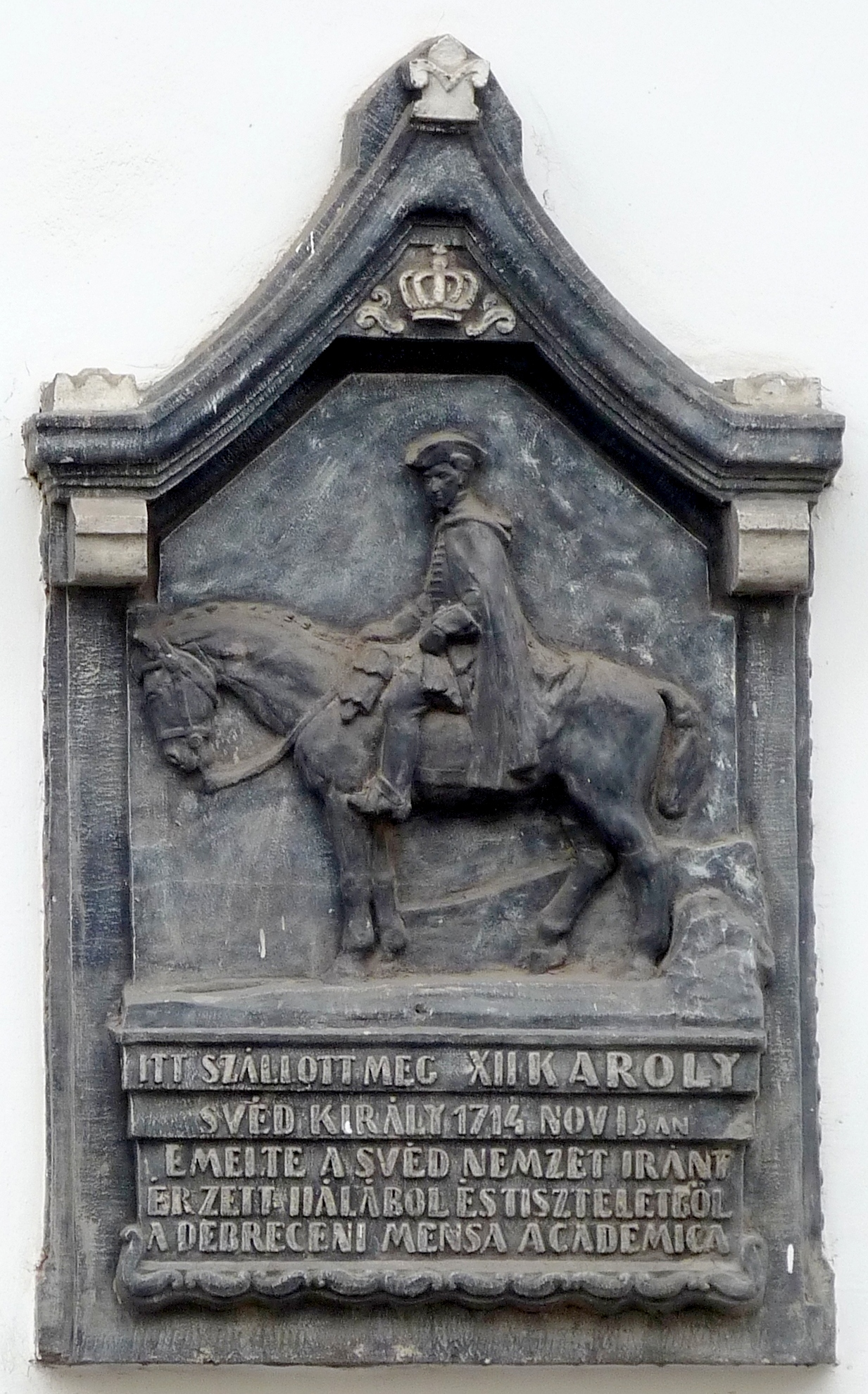
XII. Károly svéd király, Széchenyi utca 6. alkotó: Füredi Richárd
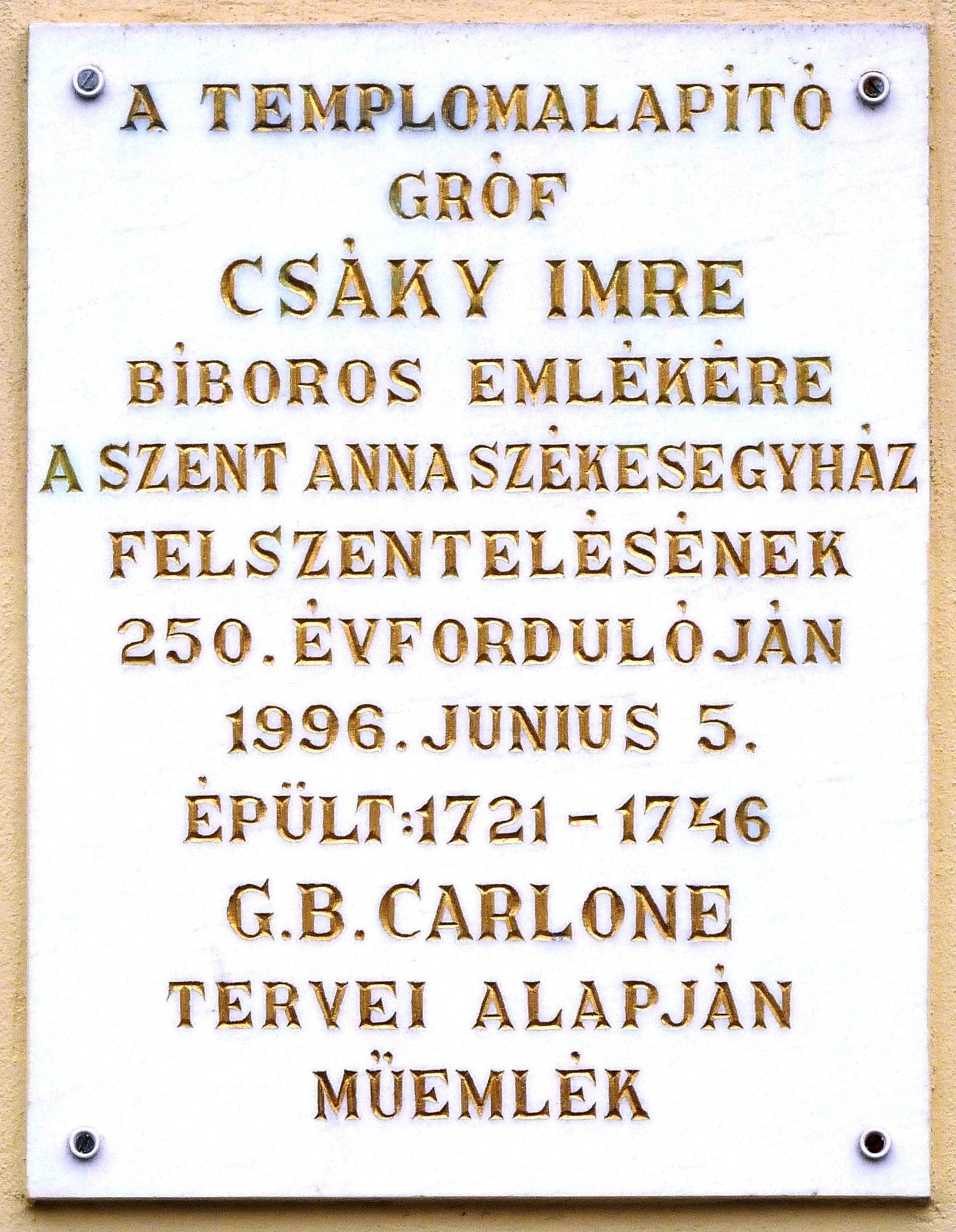
Csáky Imre, Szent Anna utca 15.
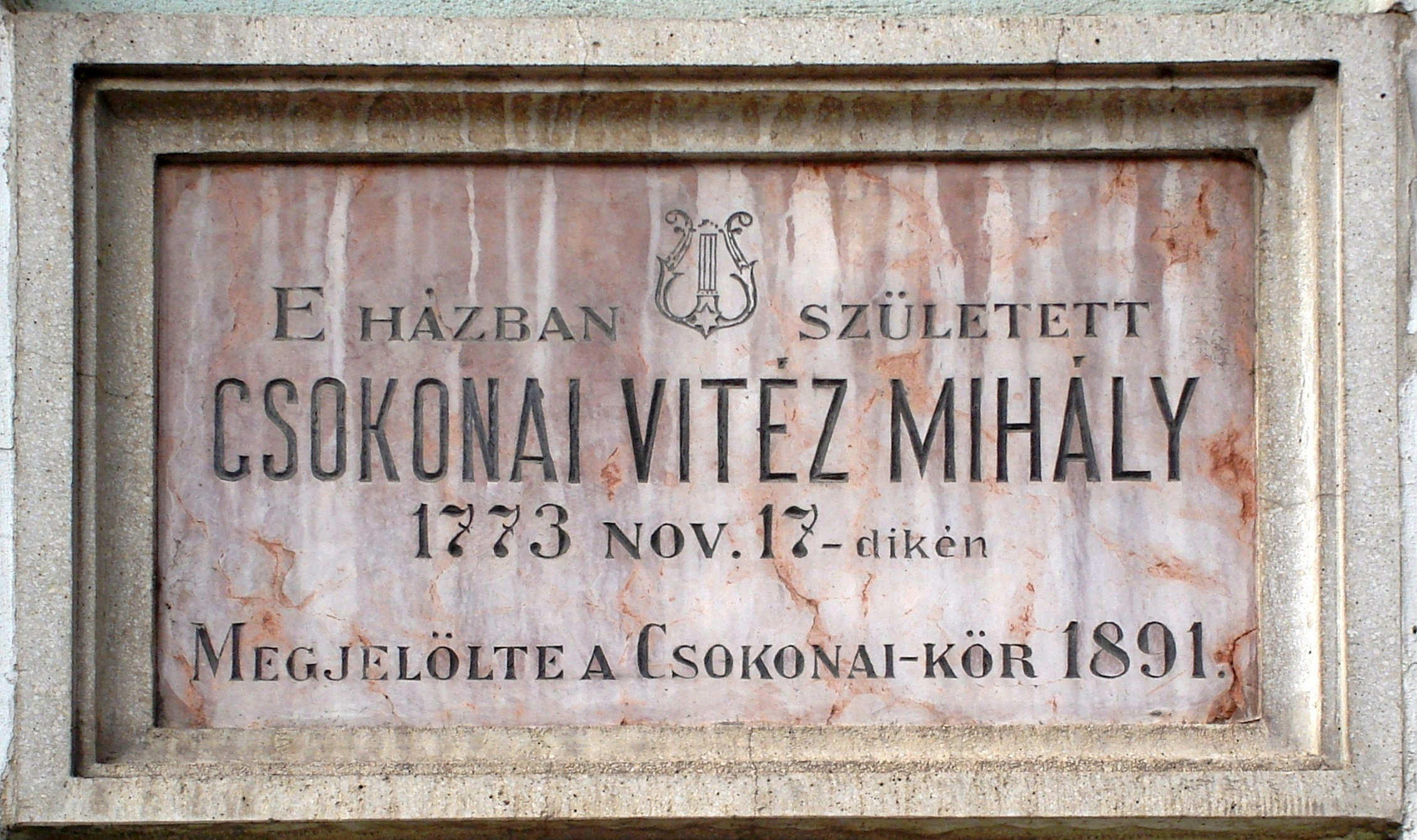
Csokonai Vitéz Mihály, Hatvan utca 23.
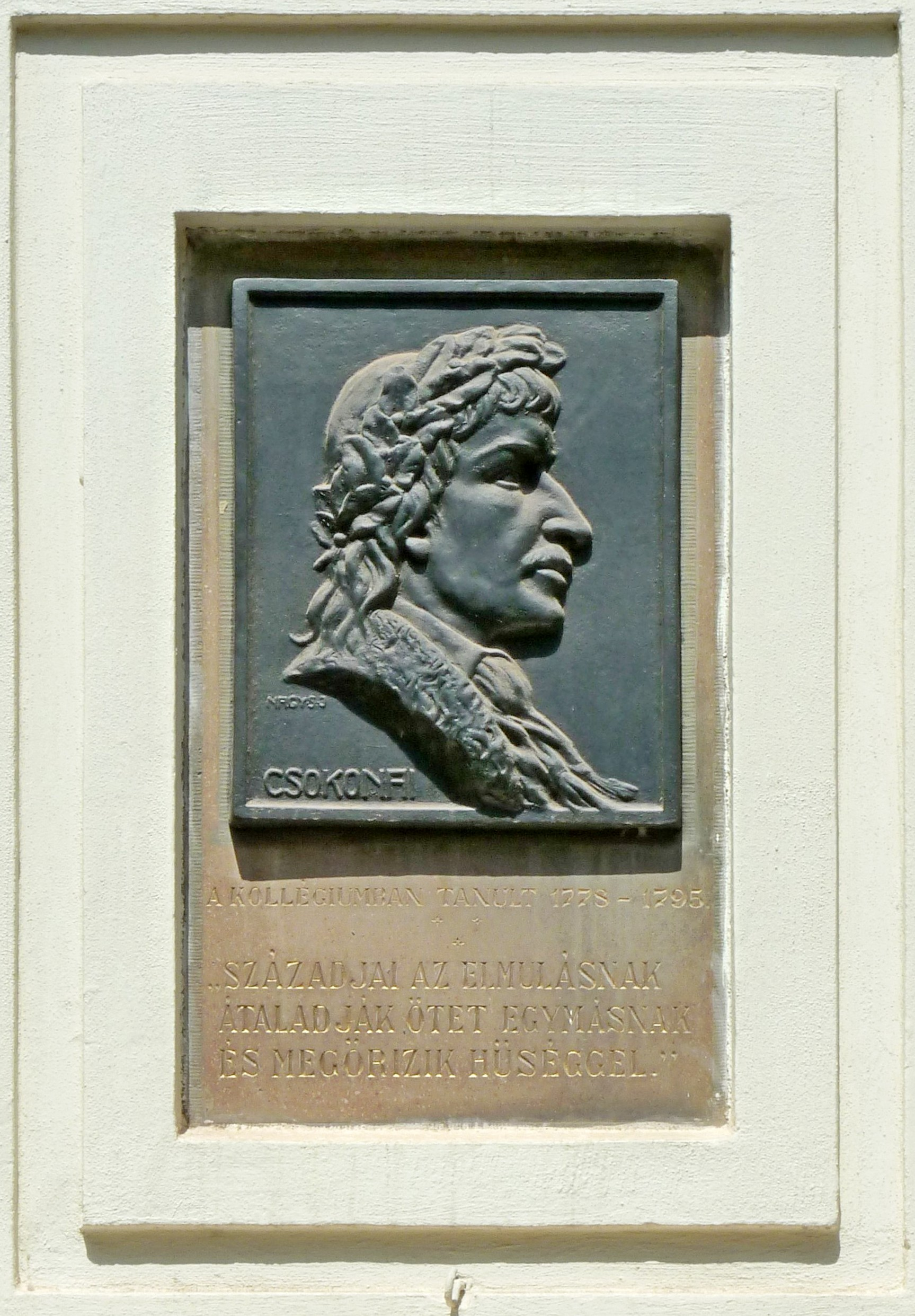
Csokonai Vitéz Mihály, Kálvin tér 16. alkotó: Nagy Sándor János
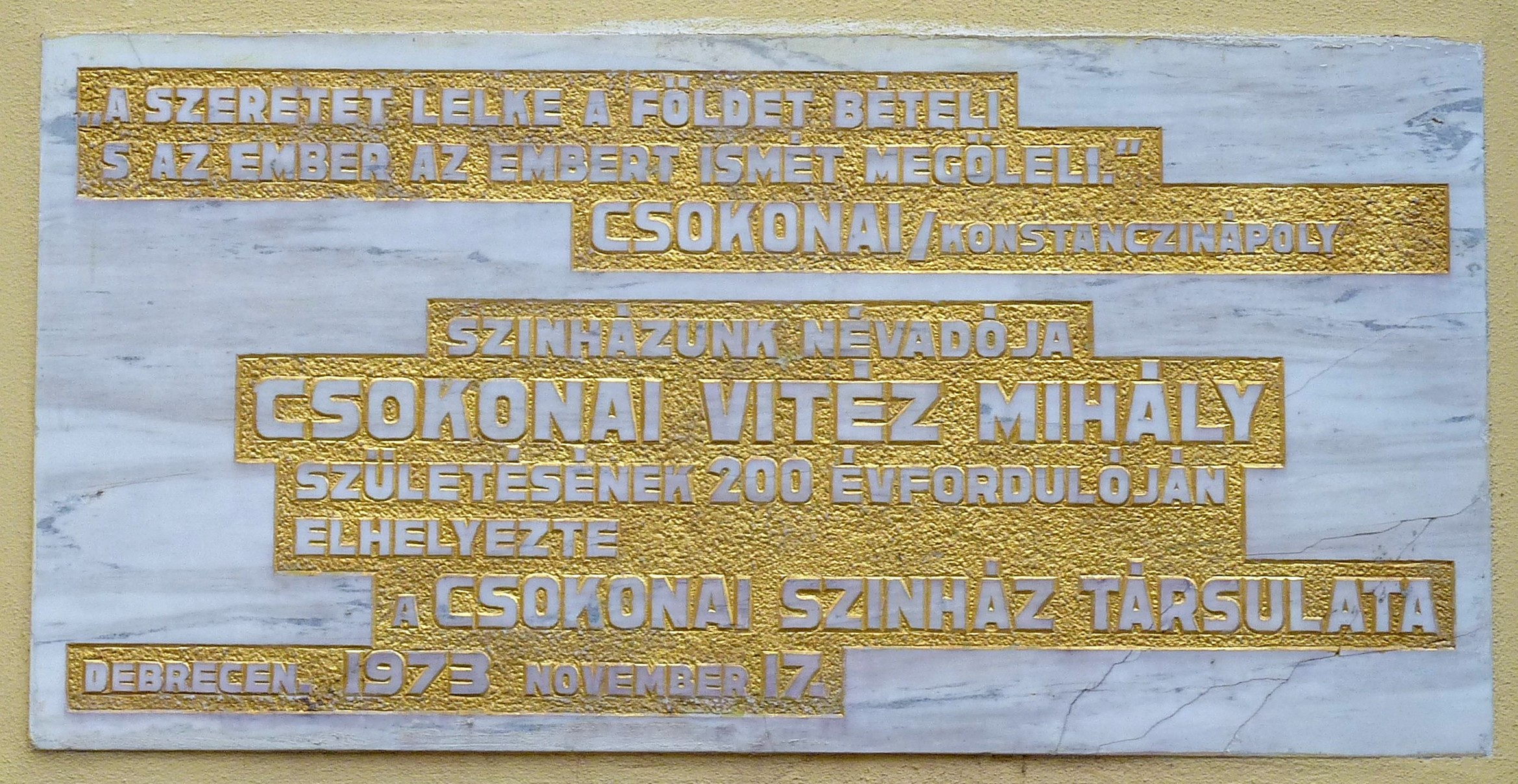
Csokonai Vitéz Mihály, Kossuth utca 10.
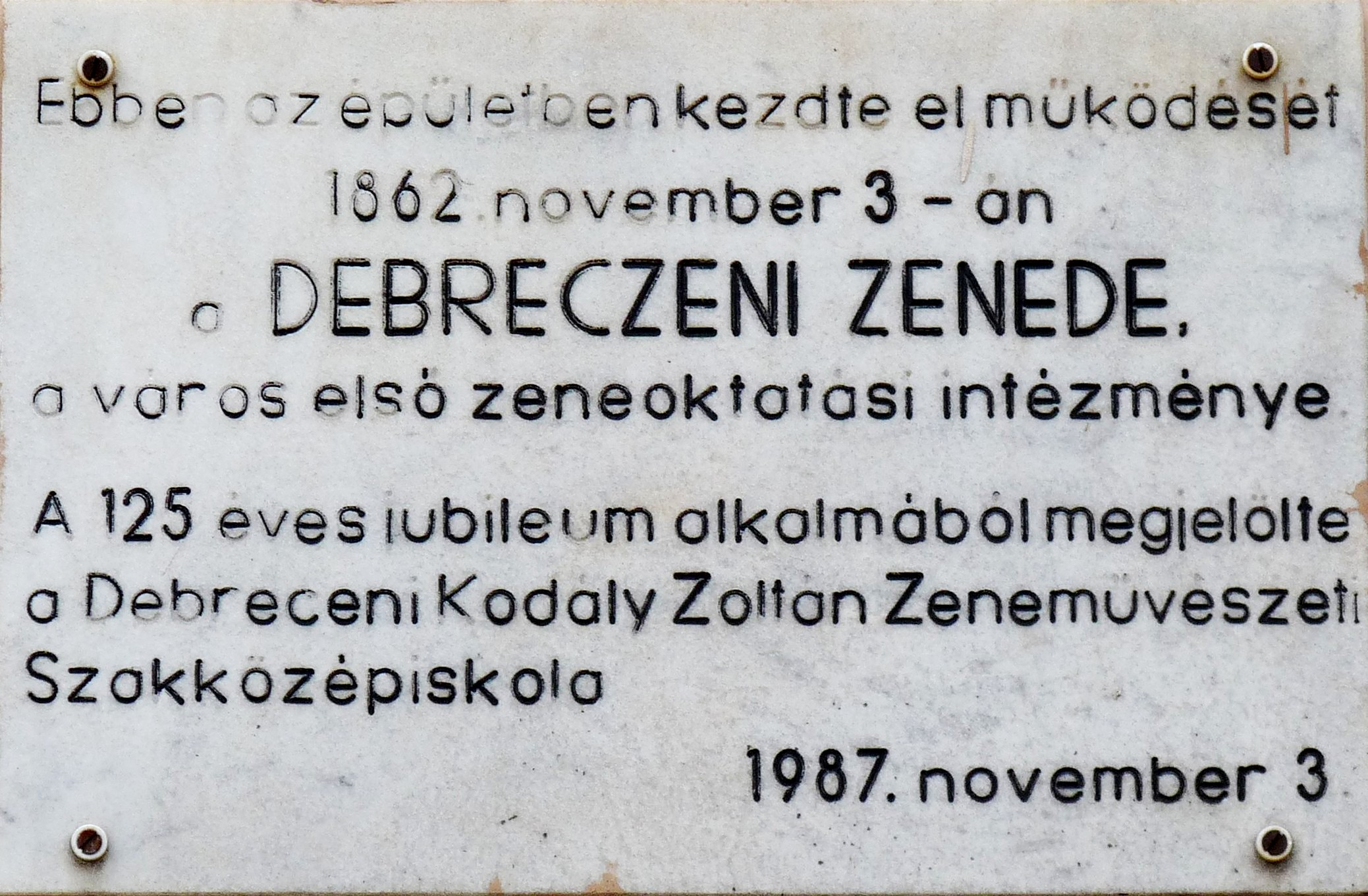
Debreceni Zenede, Piac utca 18.
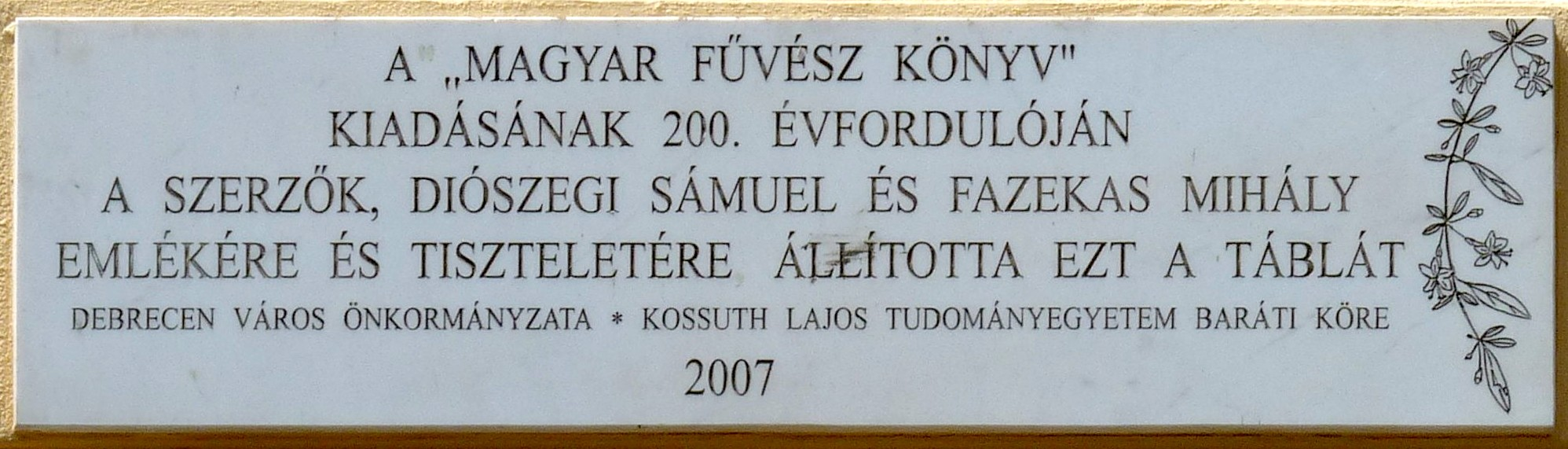
Diószegi Sámuel, Füvészkert utca 2.
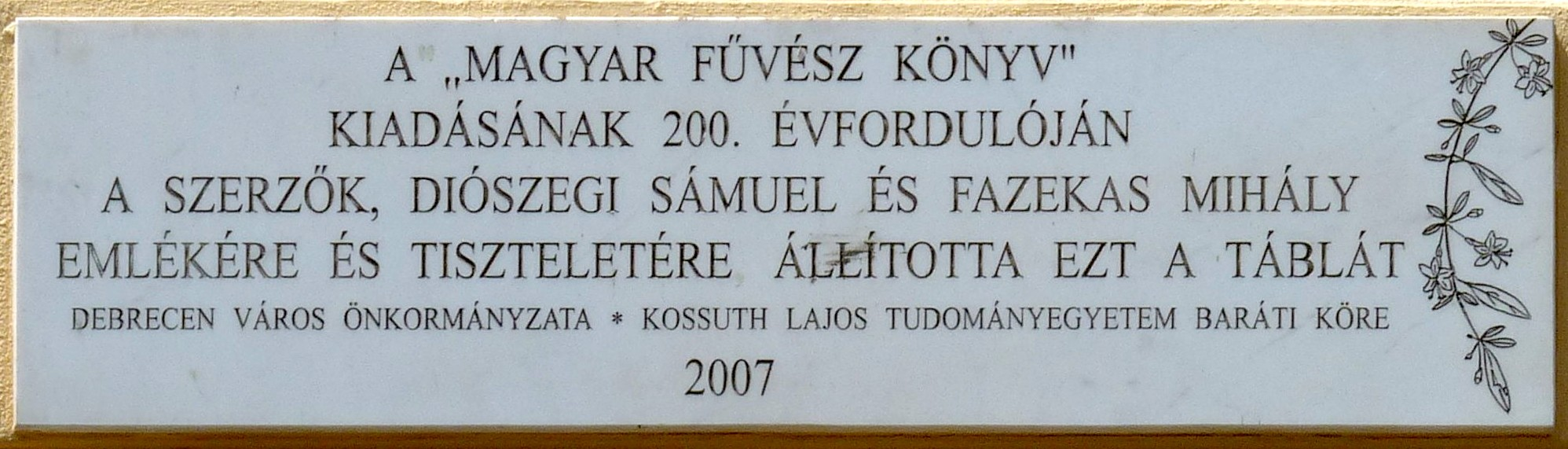
Fazekas Mihály, Füvészkert utca 2.
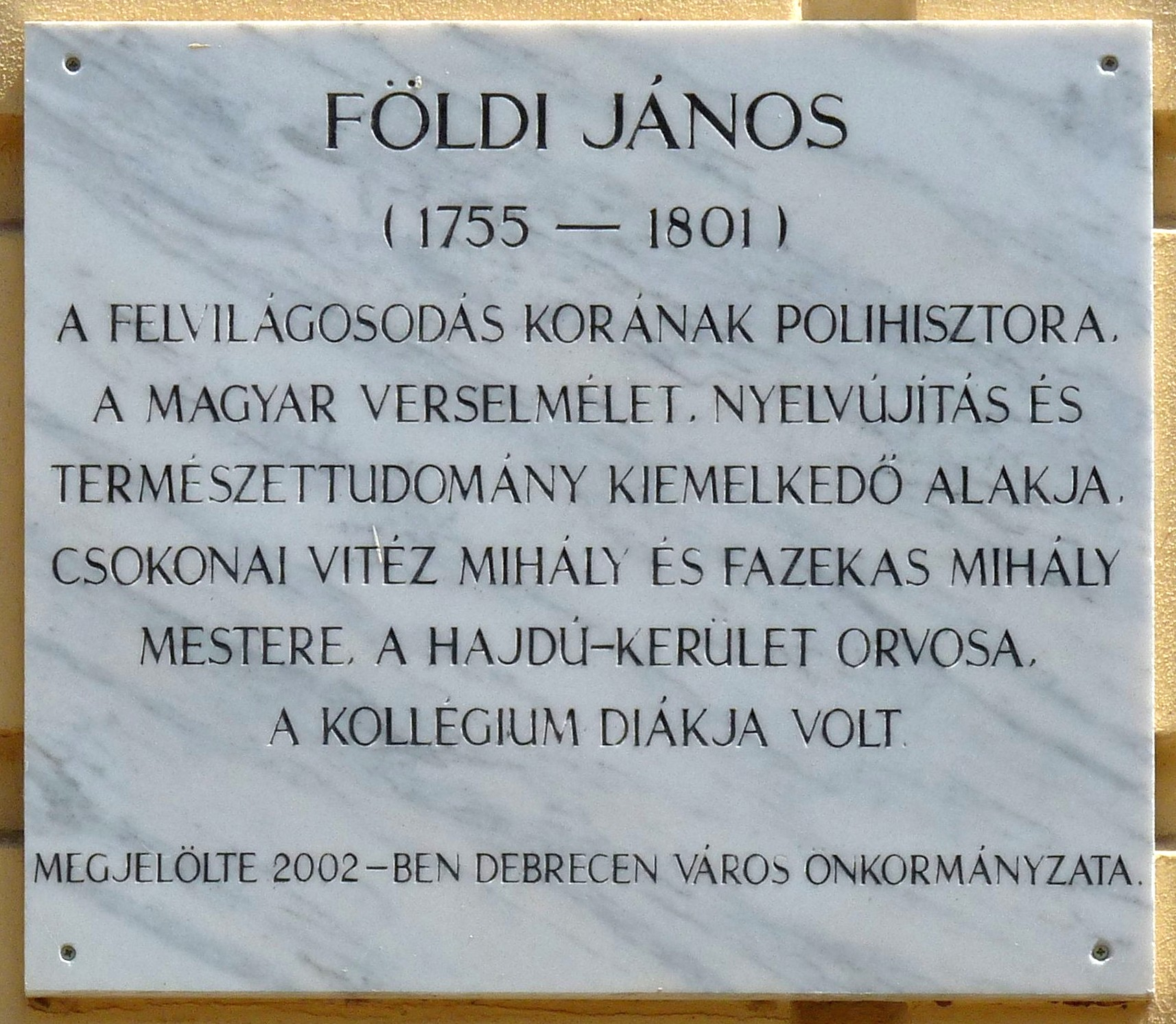
Földi János, Kálvin tér 16.
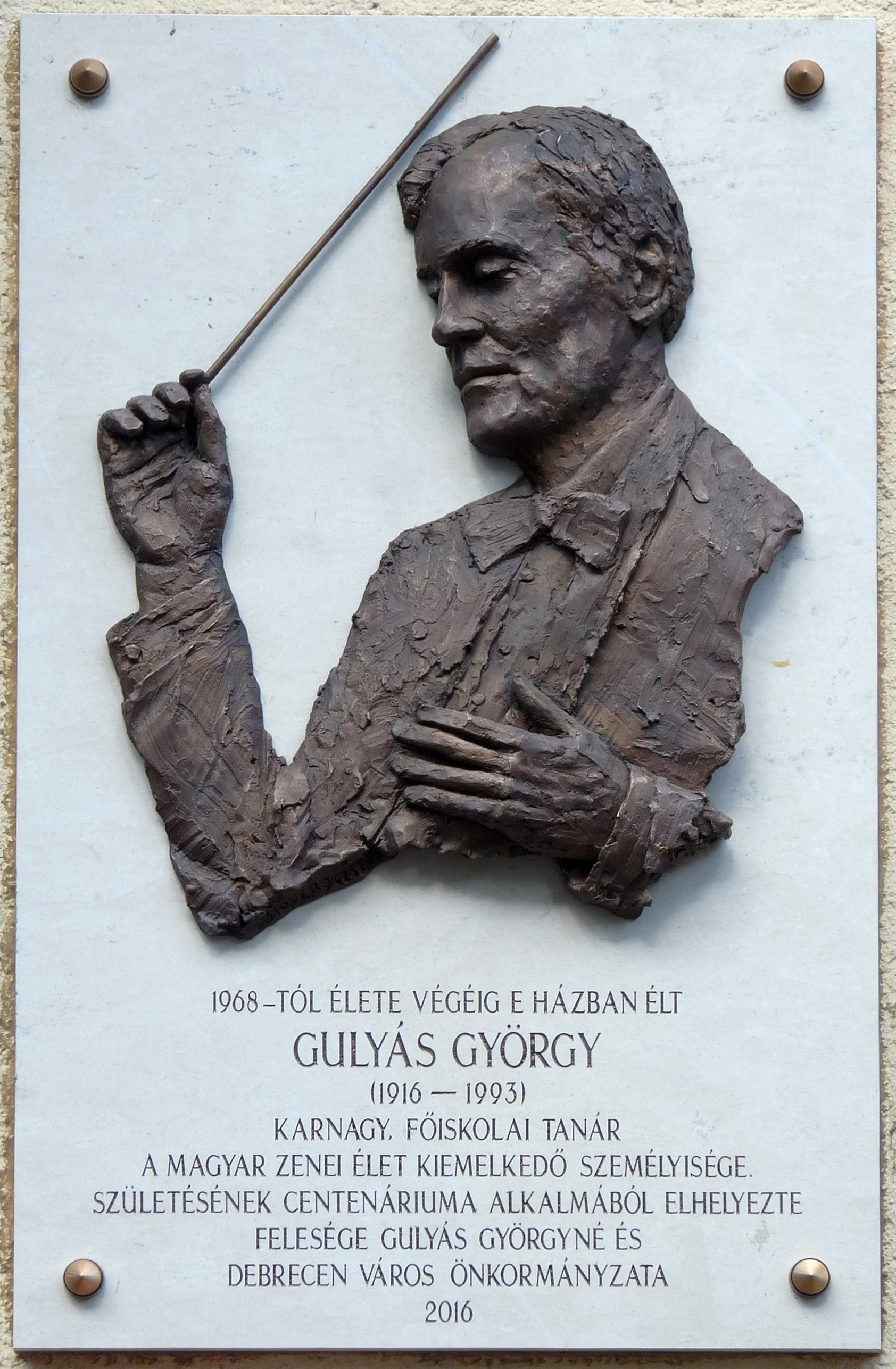
Gulyás György, Blaháné utca 8. alkotó: Kövér József
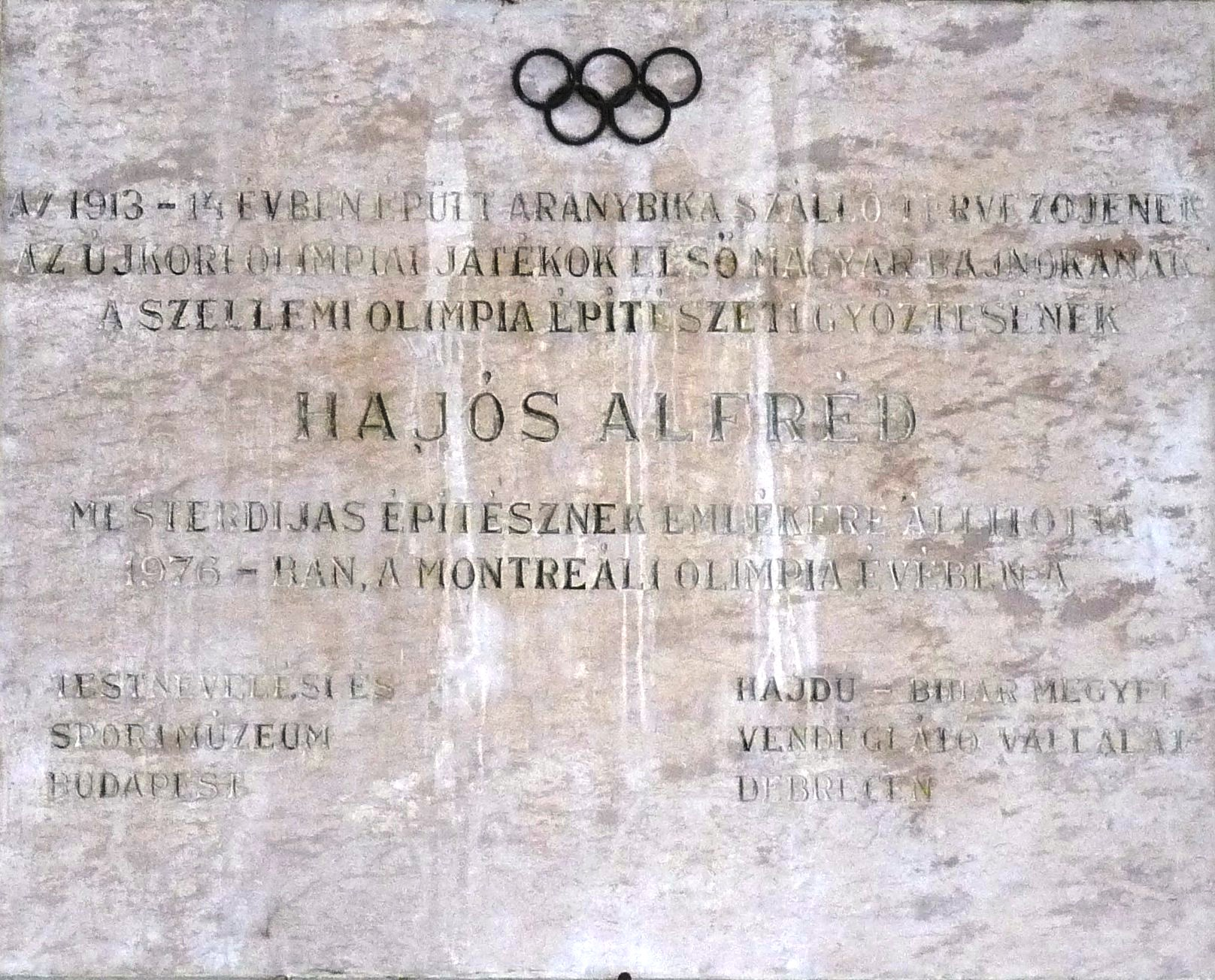
Hajós Alfréd, Piac utca 11-15.
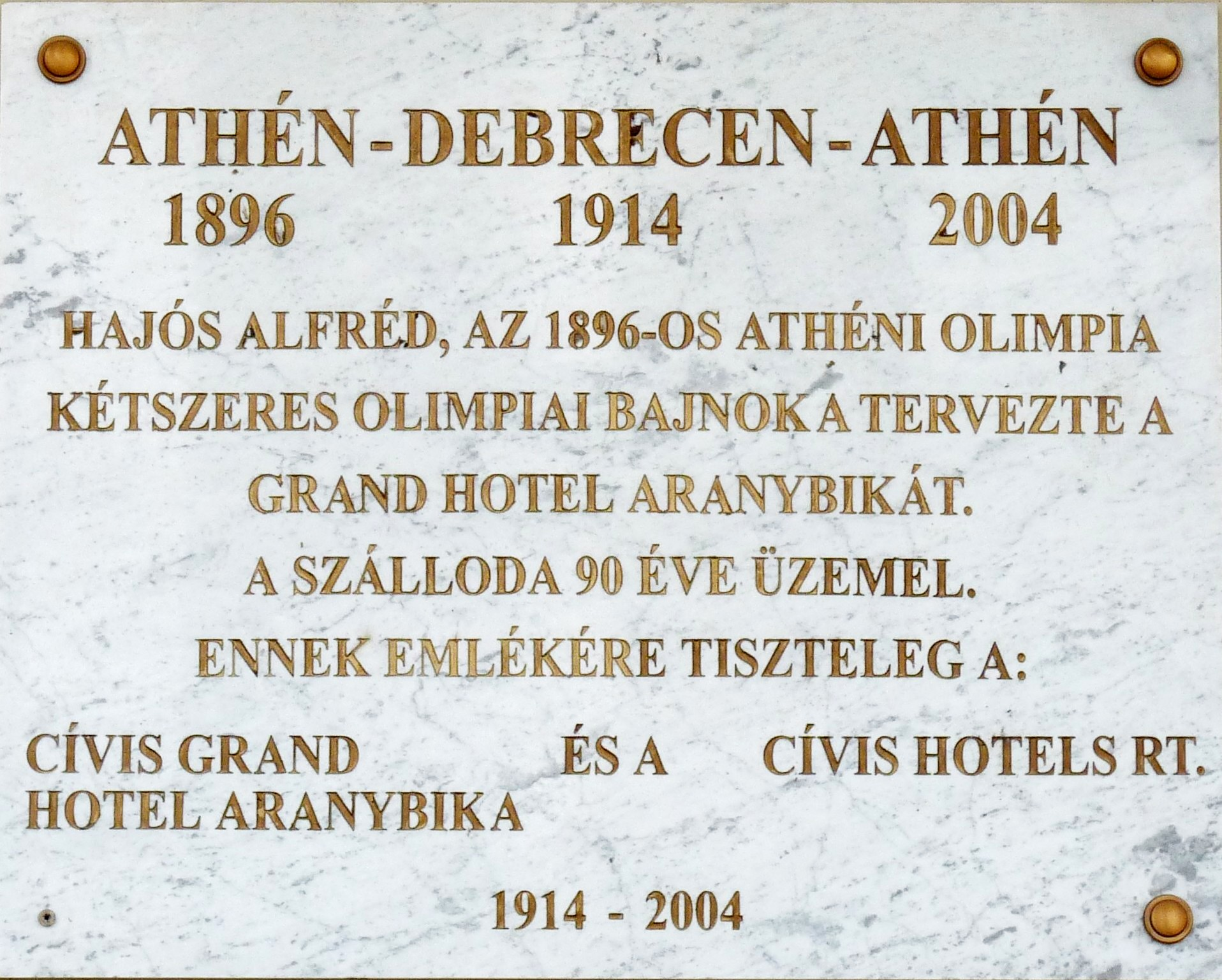
Hajós Alfréd, Piac utca 11-15.
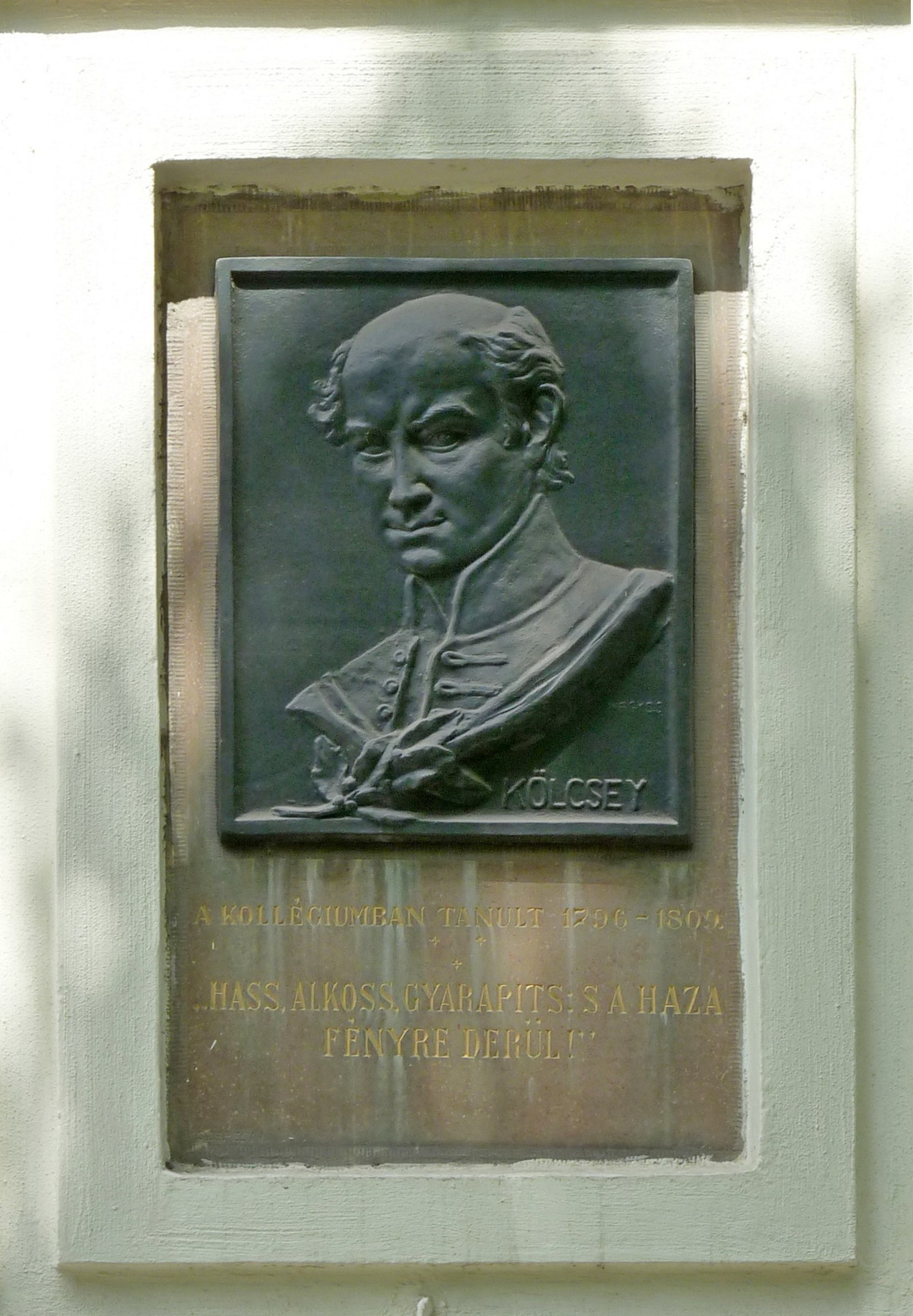
Kölcsey Ferenc, Kálvin tér 16. alkotó: Nagy Sándor János
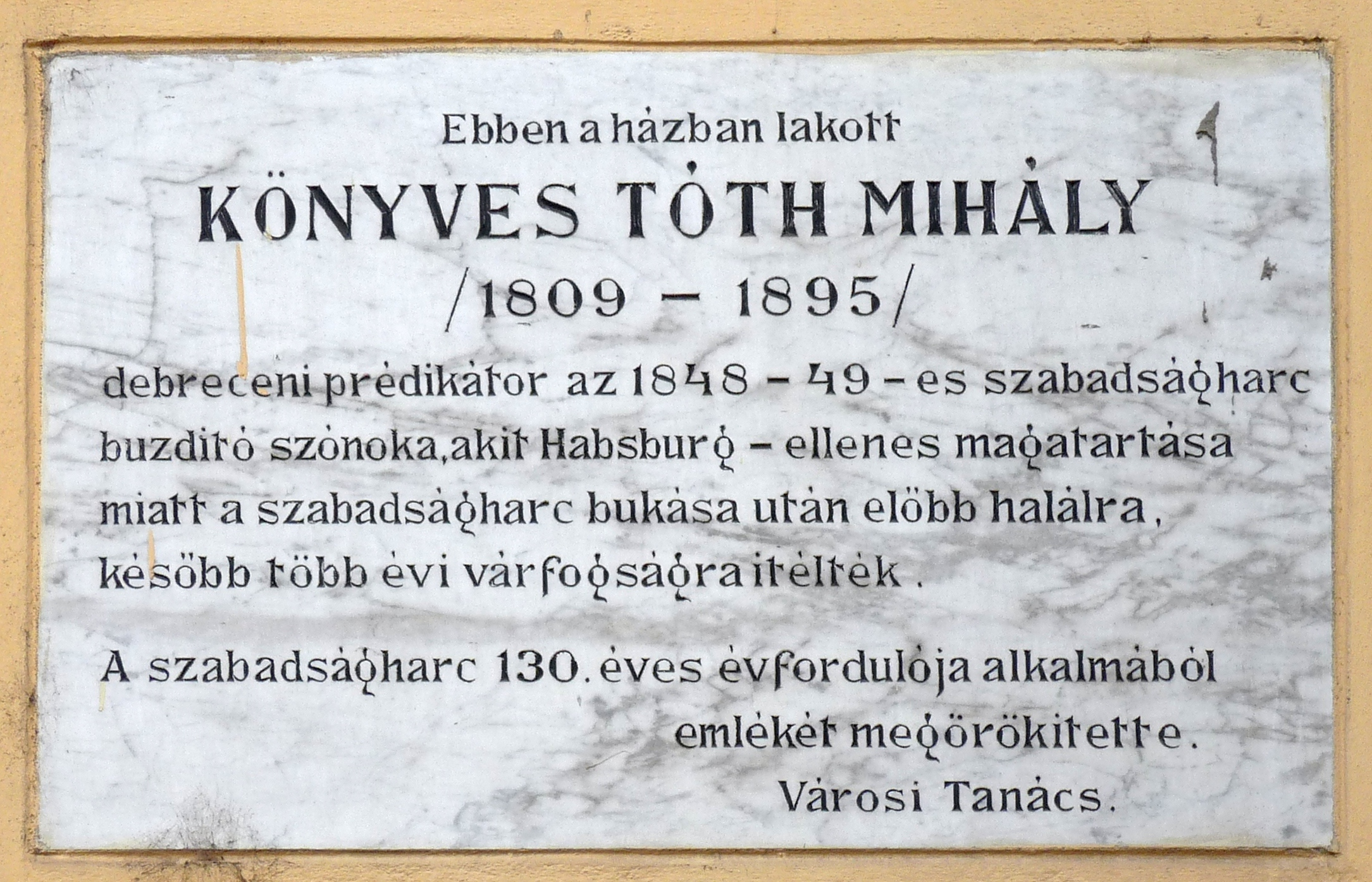
Könyves Tóth Mihály, Széchenyi u 4.
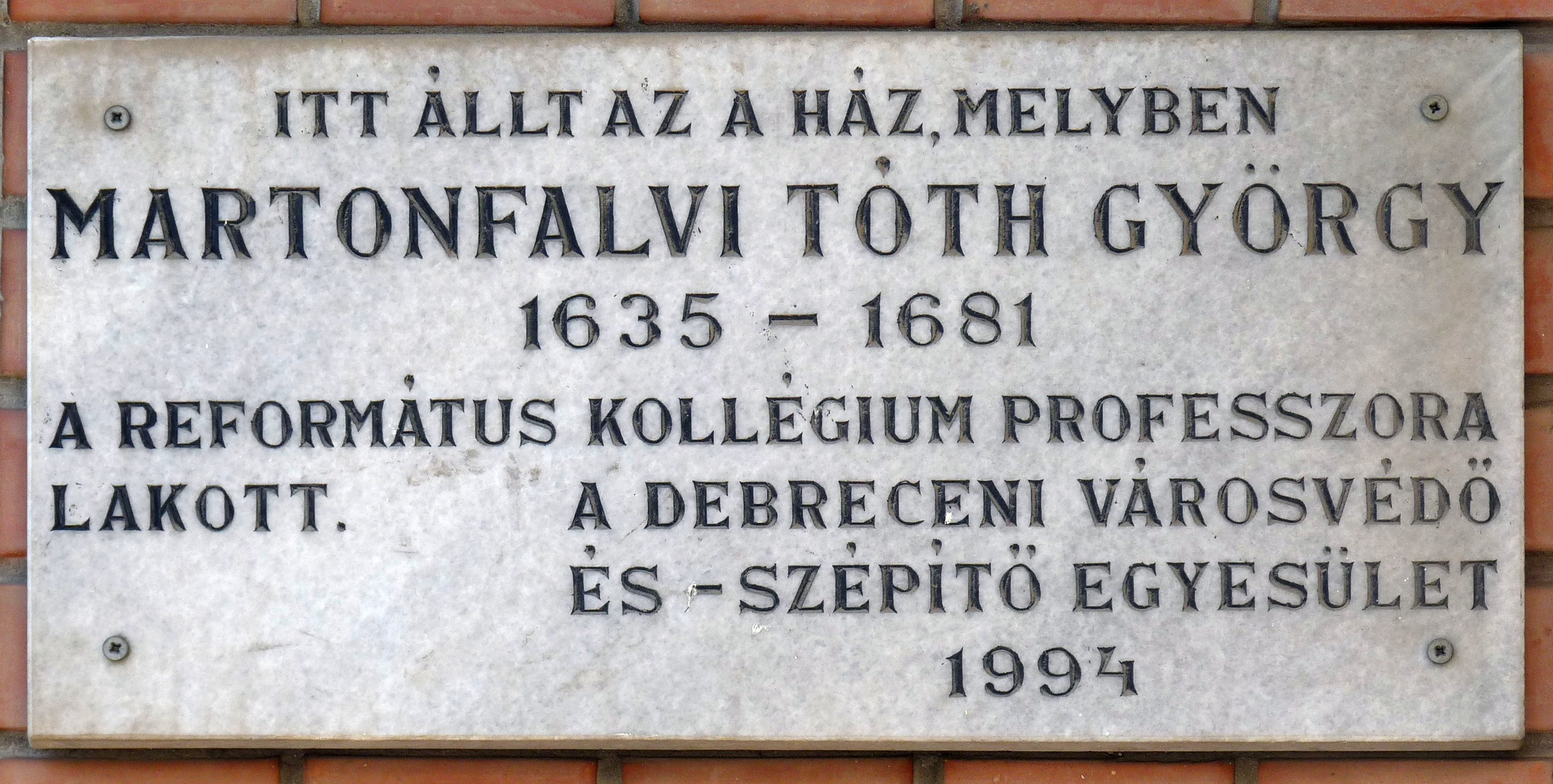
Martonfalvi Tóth György, Vár utca 2.
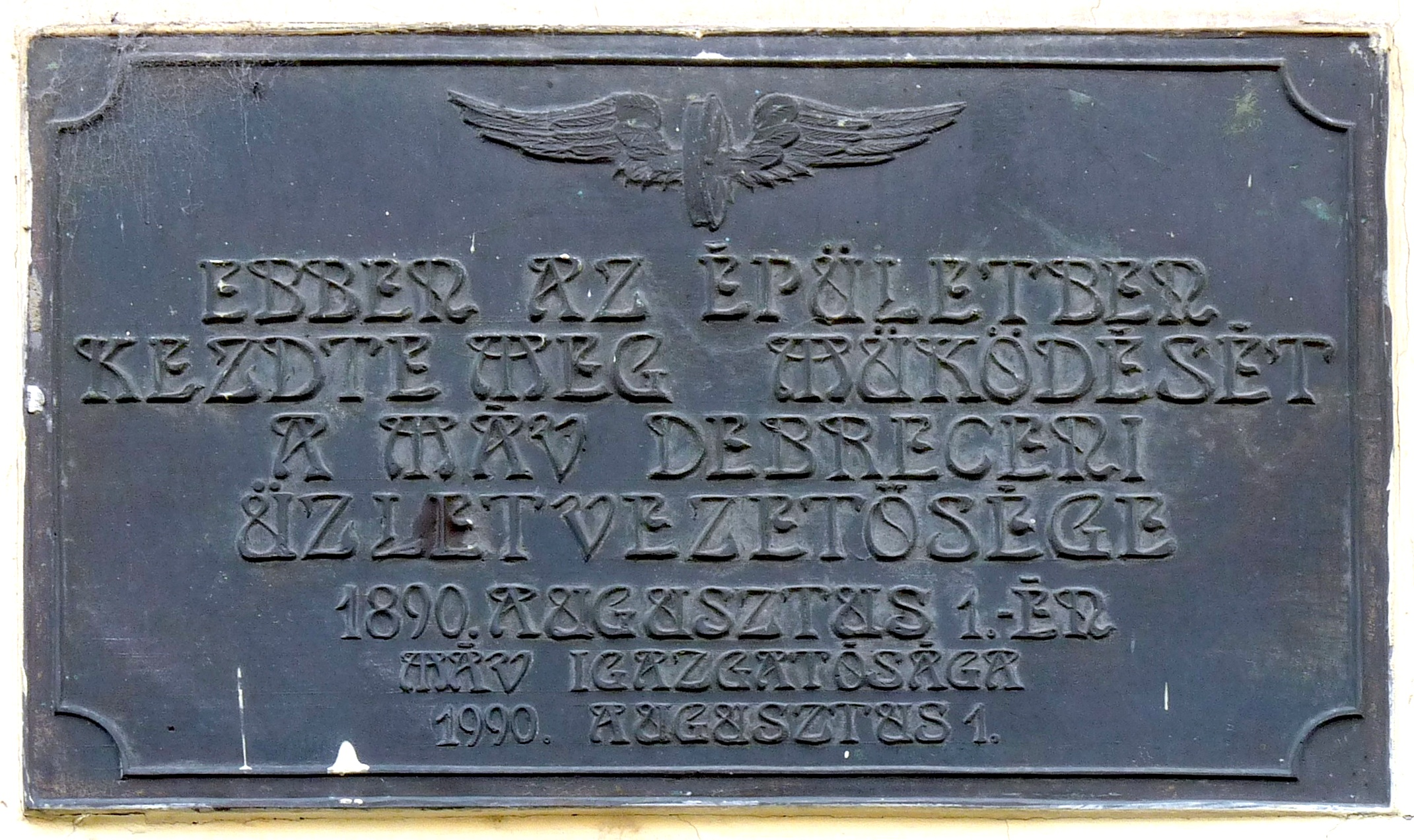
MÁV kirendeltség, Piac utca 53.
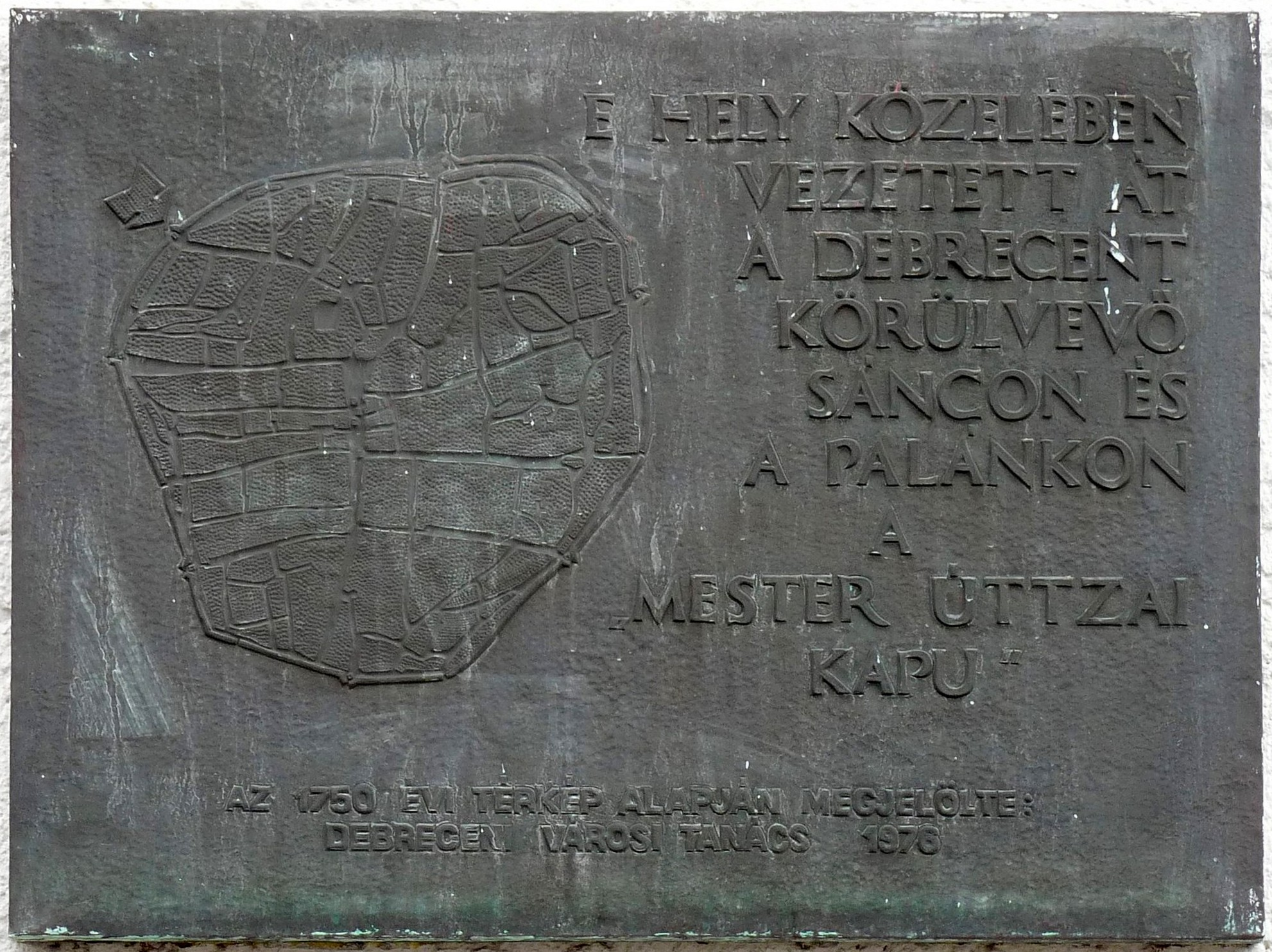
Mester utcai kapu, Mester utca 45.
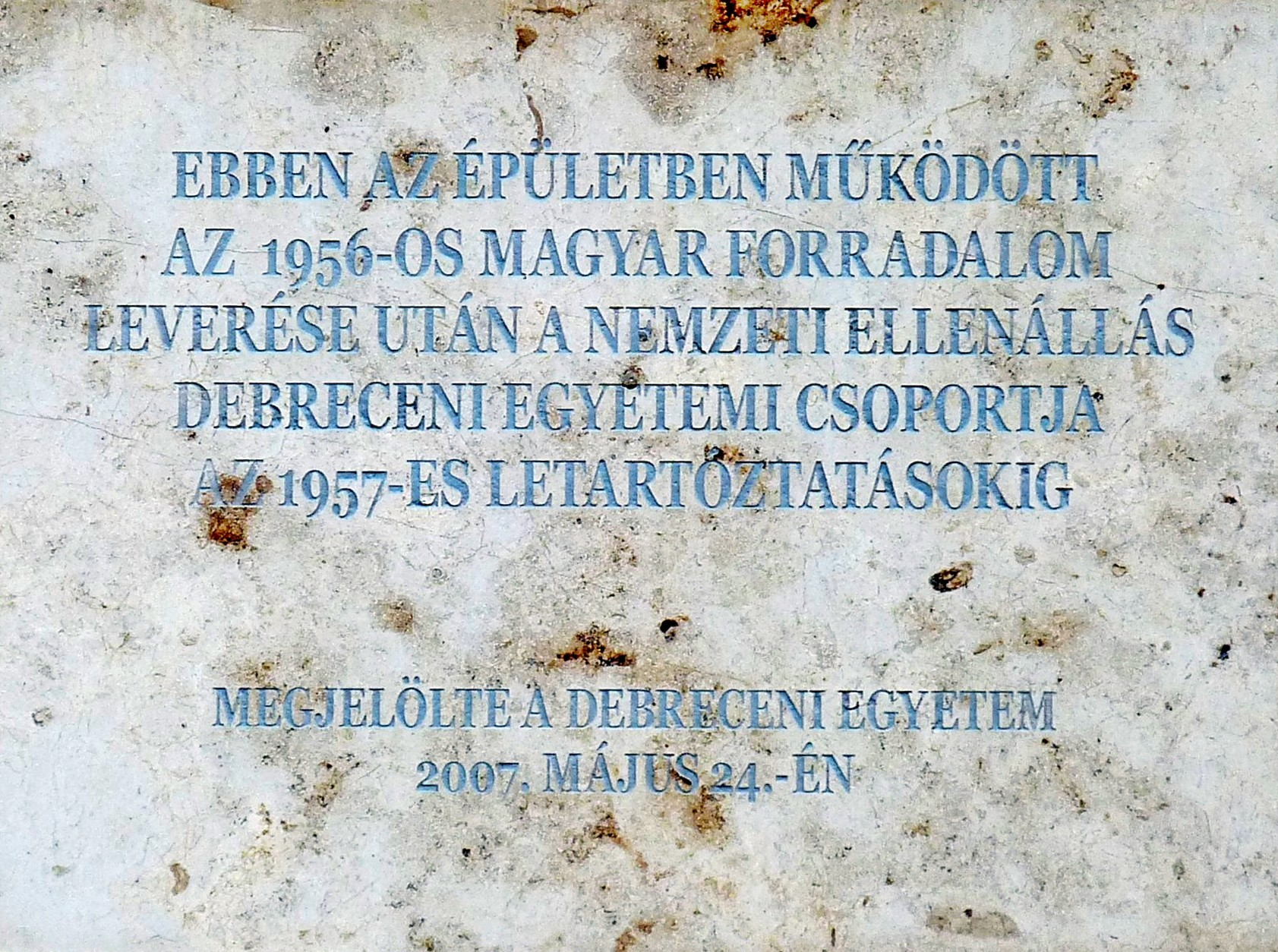
1956-os nemzeti ellenállás, Bem tér 17.
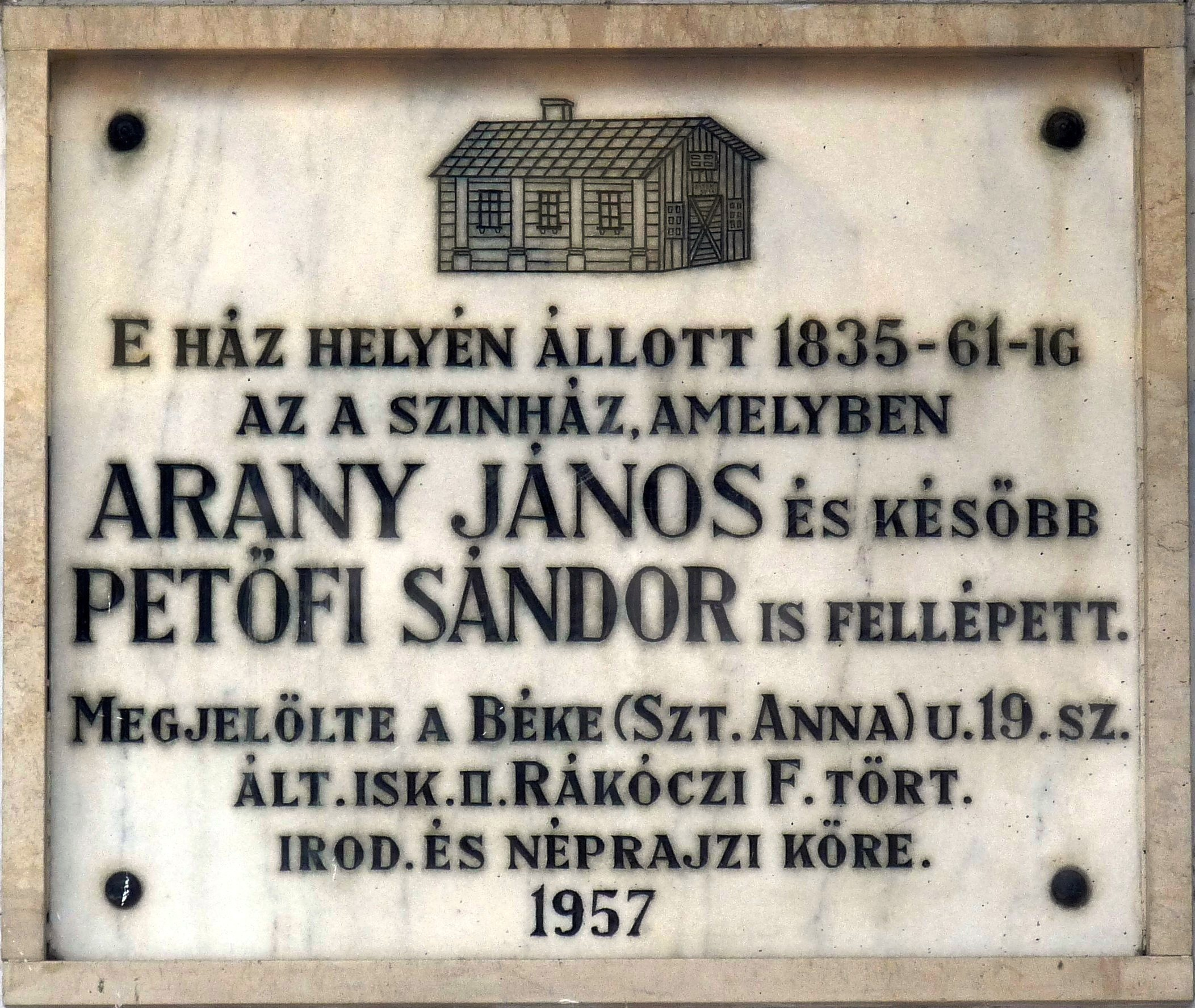
Petőfi Sándor, Batthyány utca 11/c.
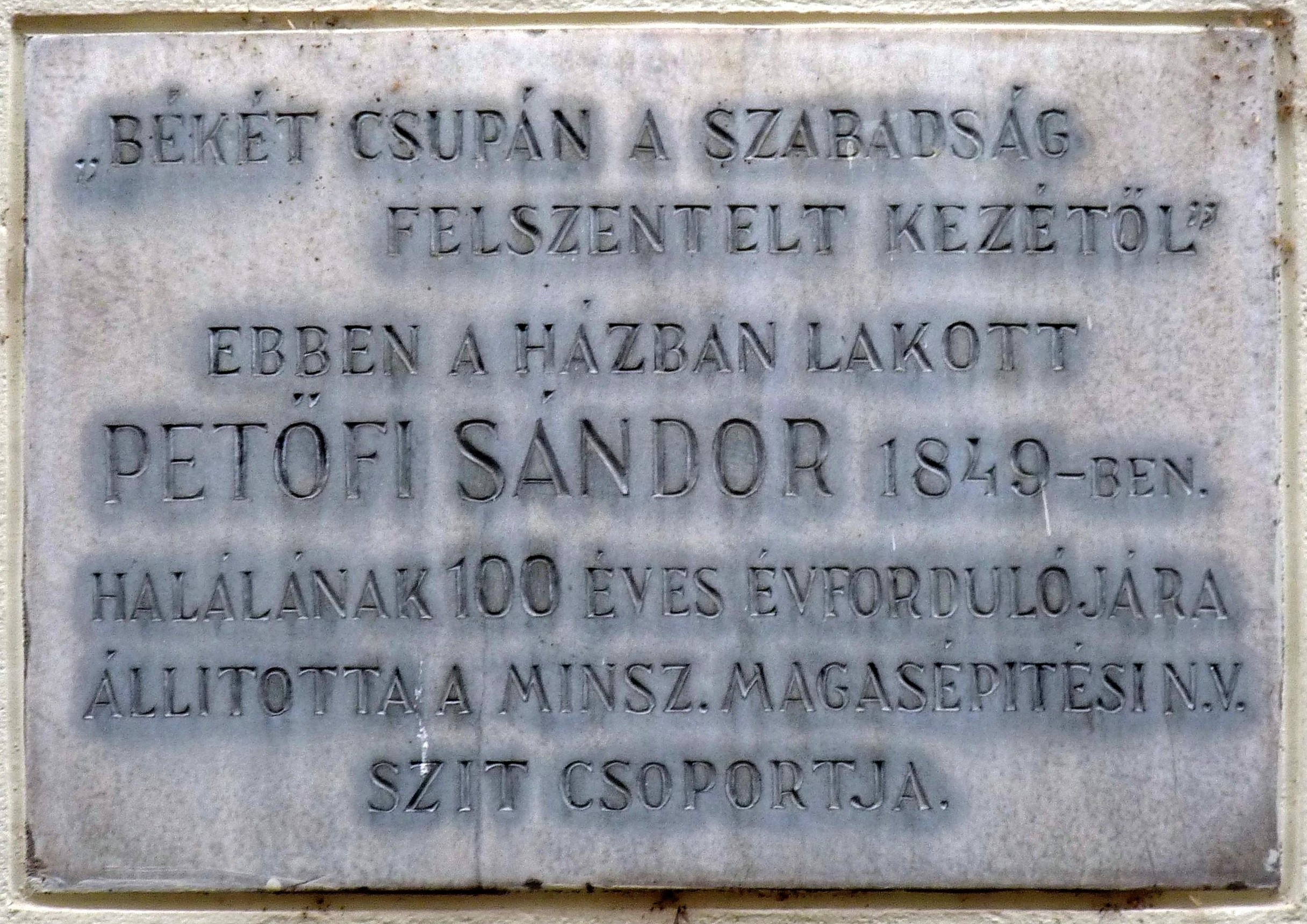
Petőfi Sándor, Batthyány utca 16.
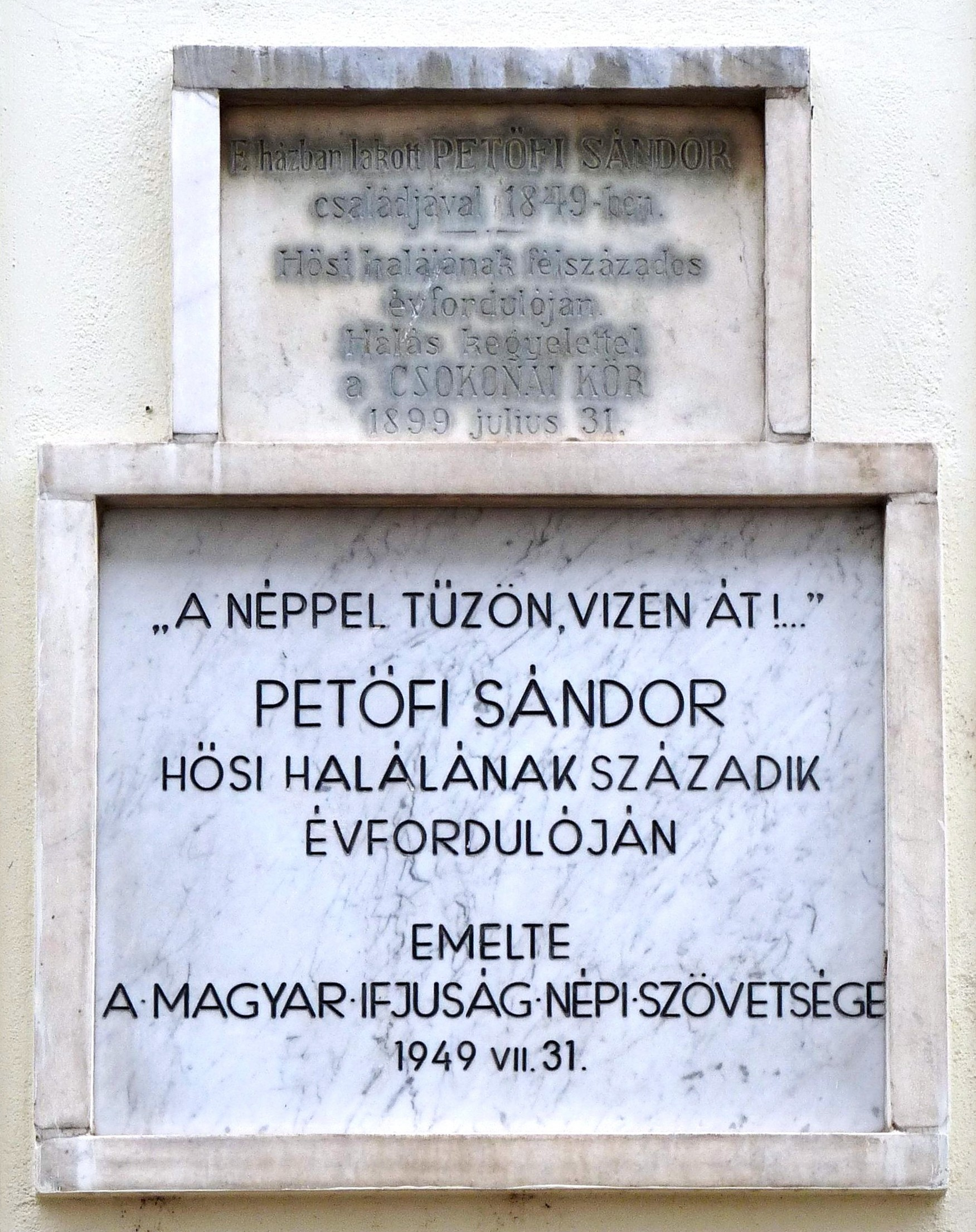
Petőfi Sándor, Batthyány utca 16. alkotó: Tóth András
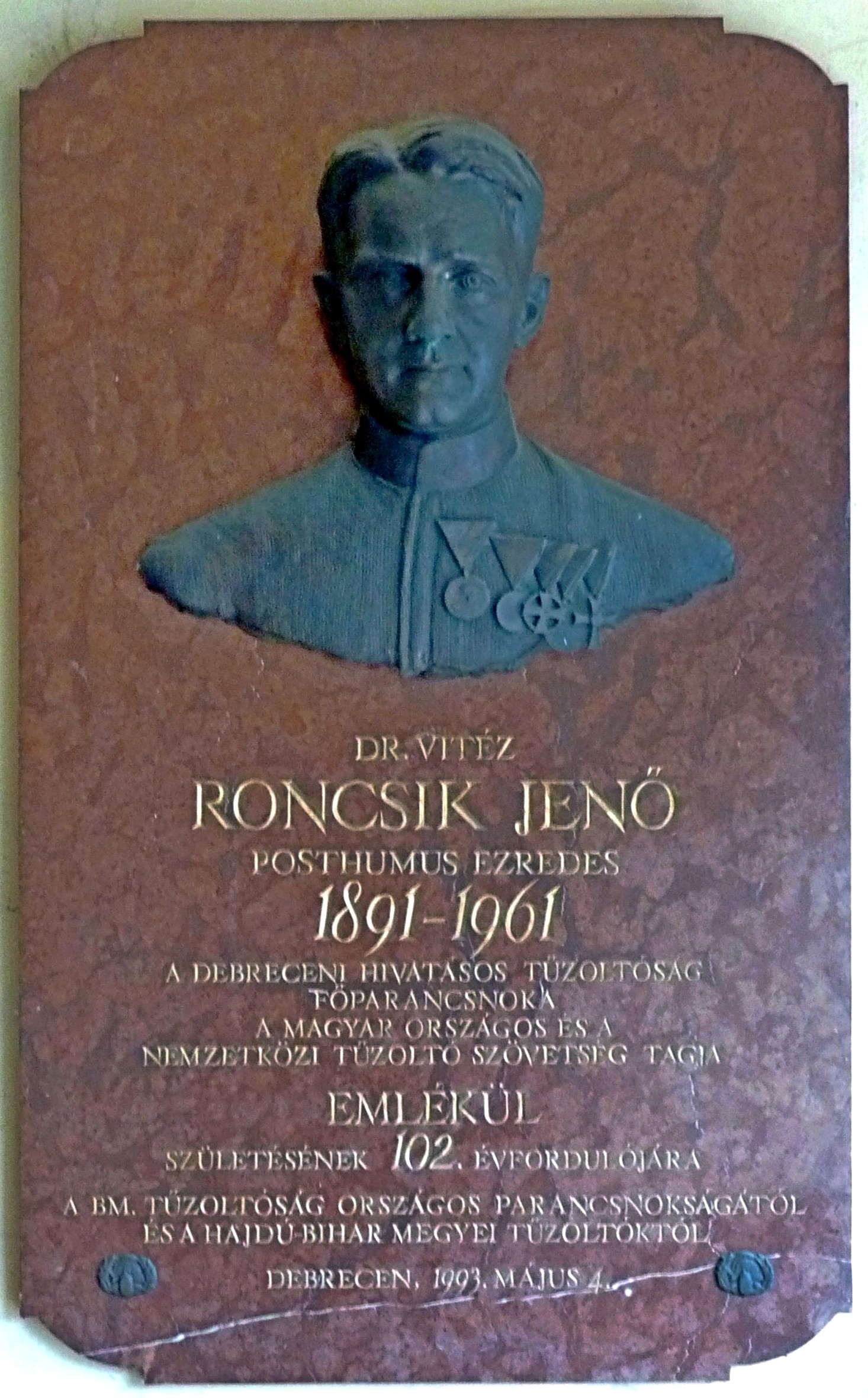
Roncsik Jenő, Böszörményi út 46-56.
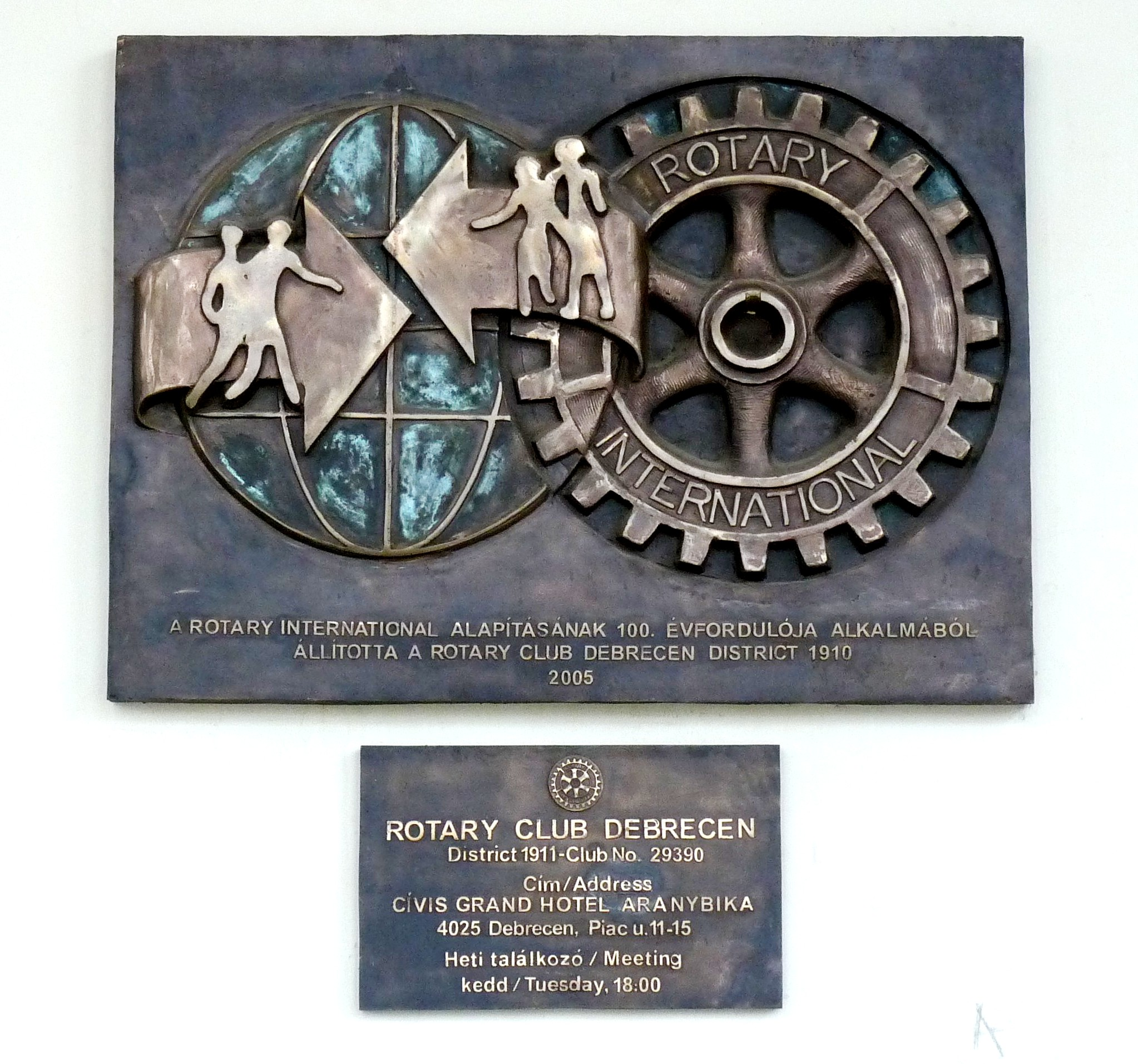
Rotary International, Piac utca 11-15.
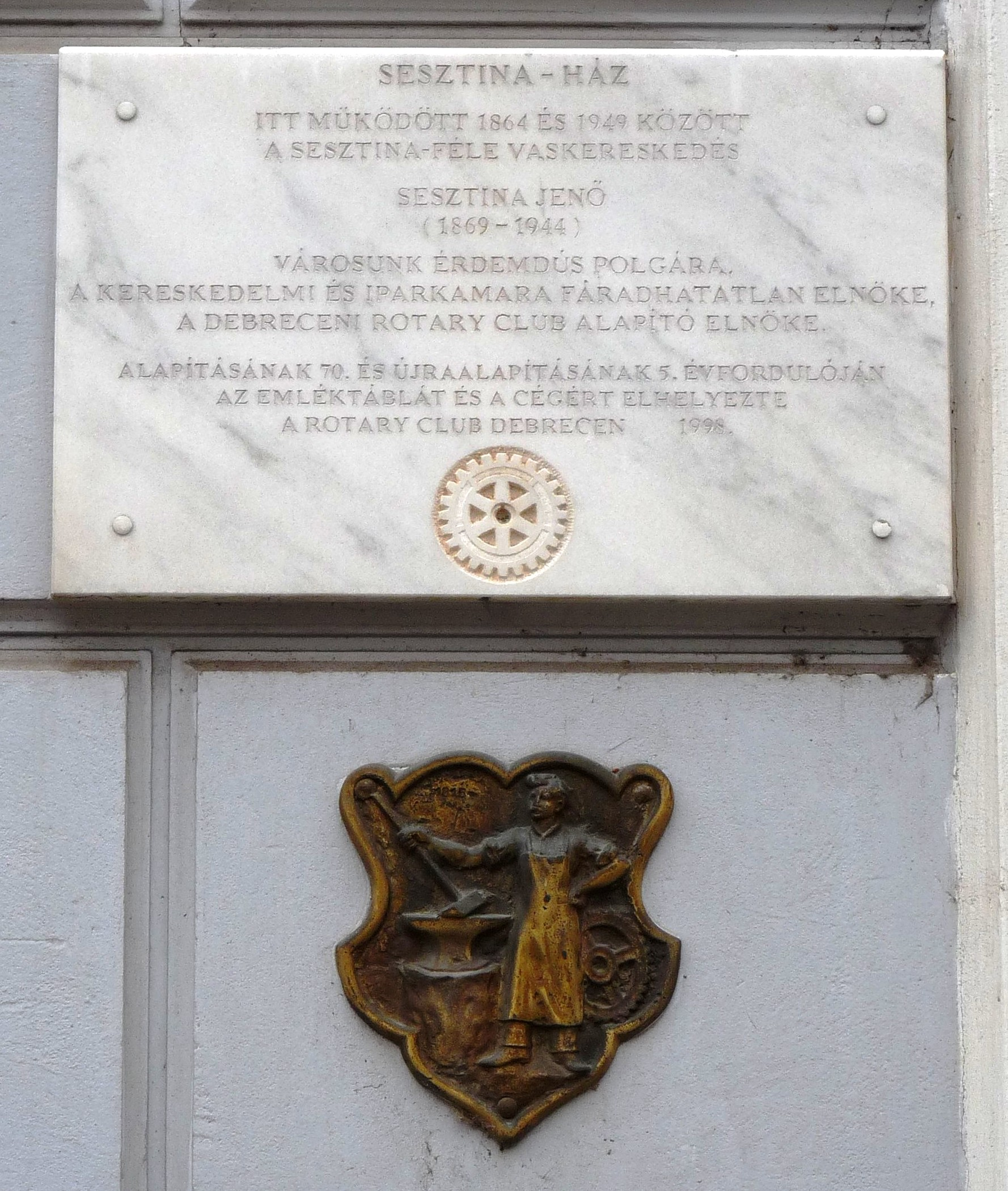
Sesztina Jenő, Piac utca 23.
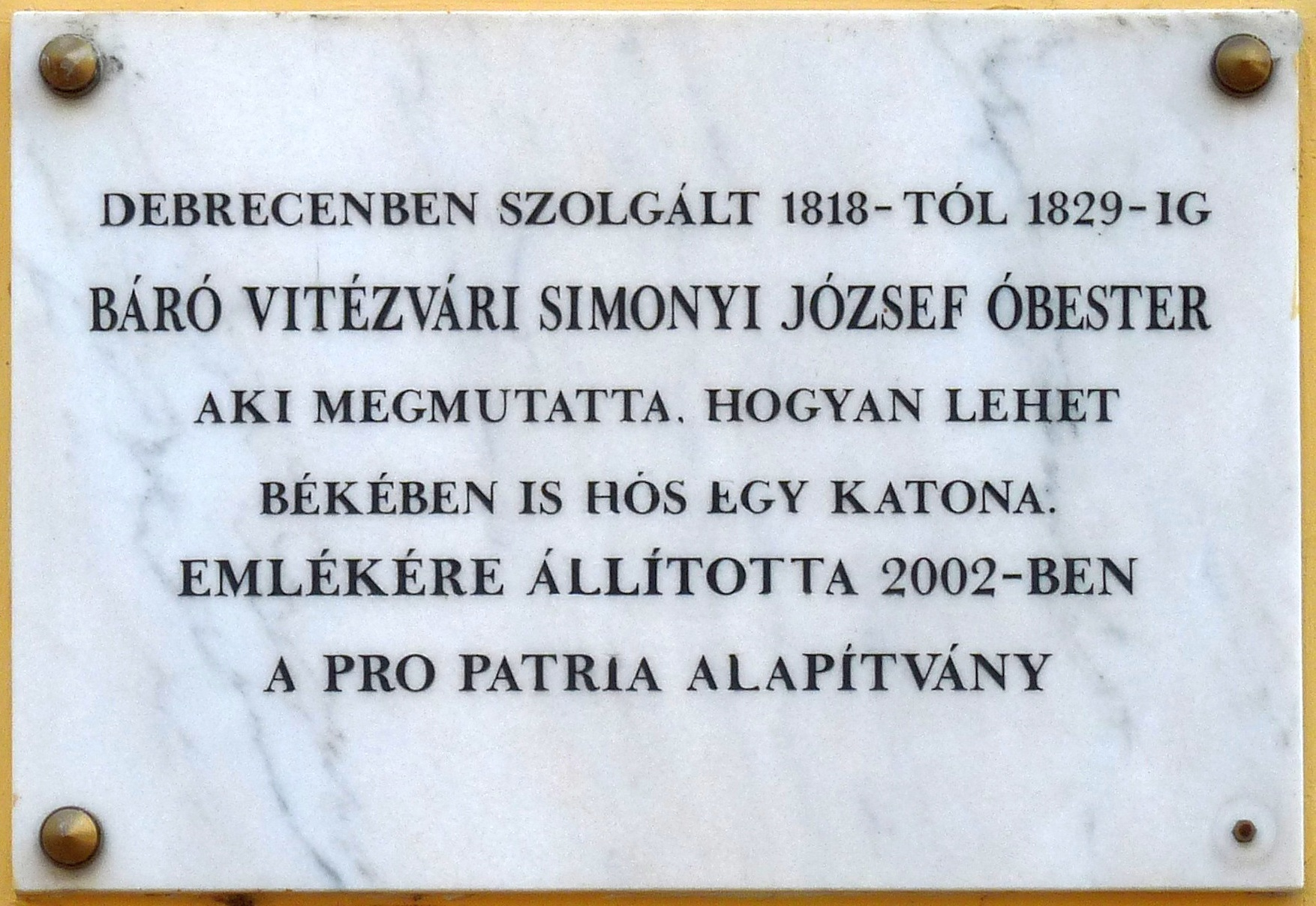
Simonyi József, Piac utca 37.
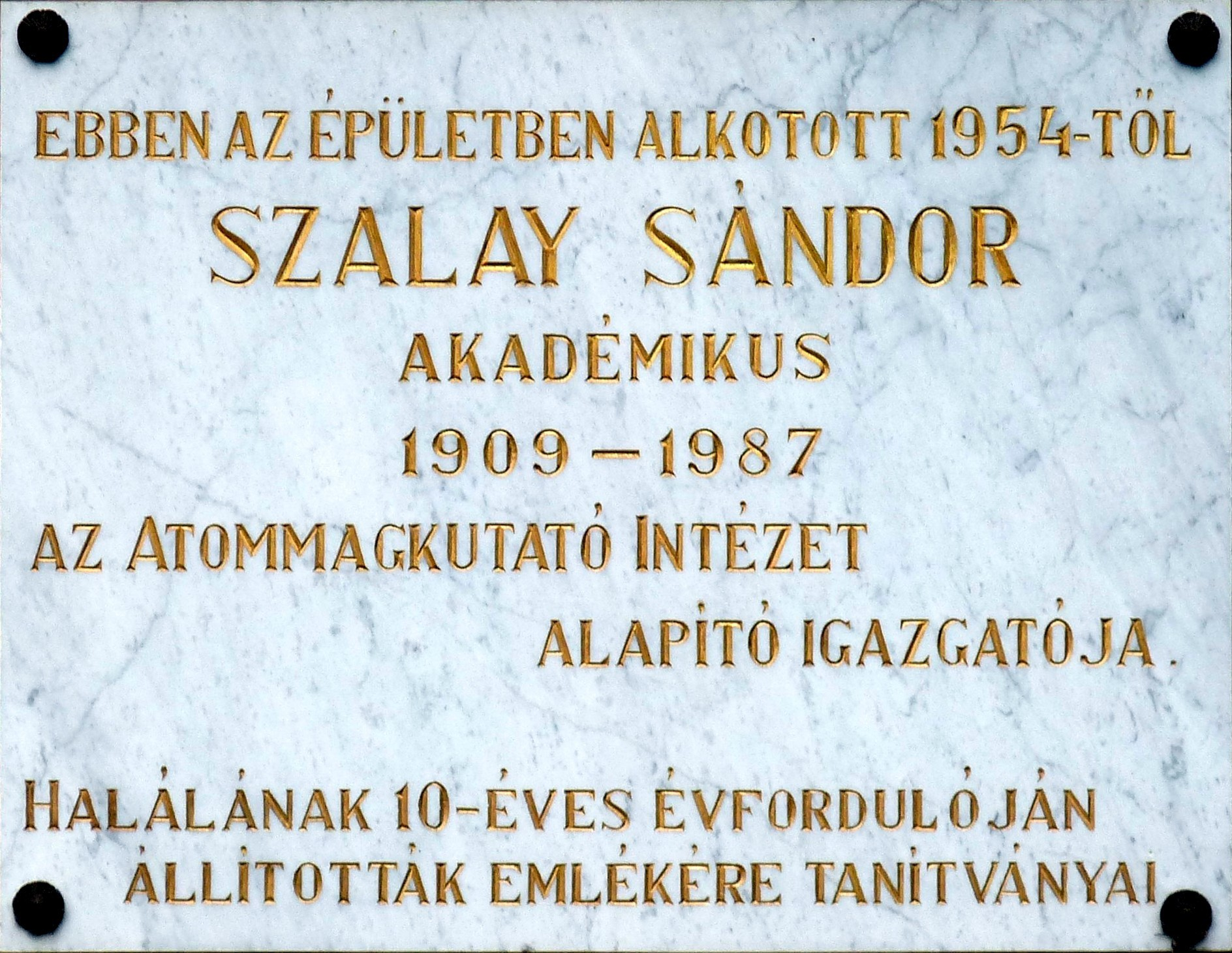
Szalay Sándor, Bem tér 18/c.
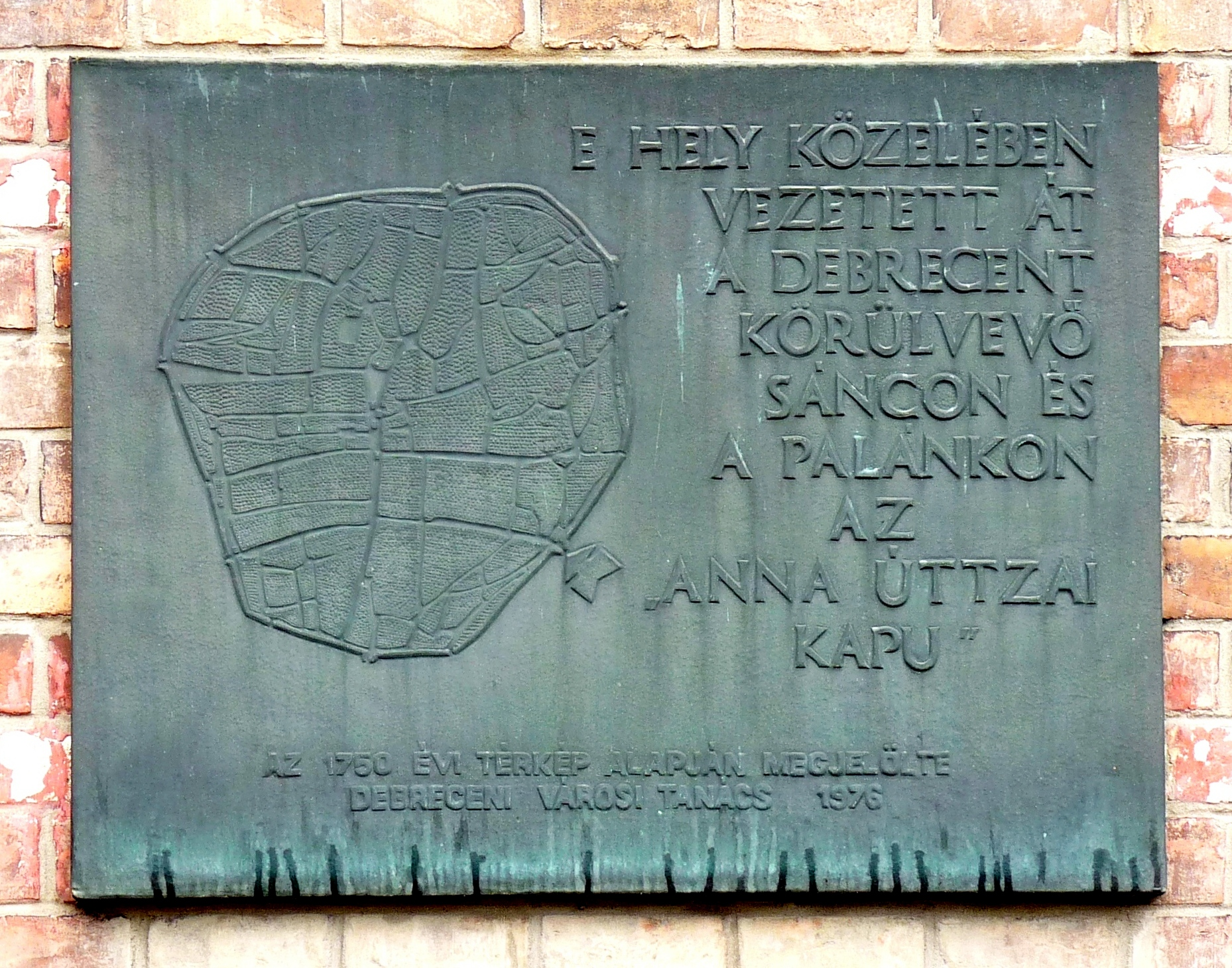
Szent Anna utcai kapu, Attila tér 1.
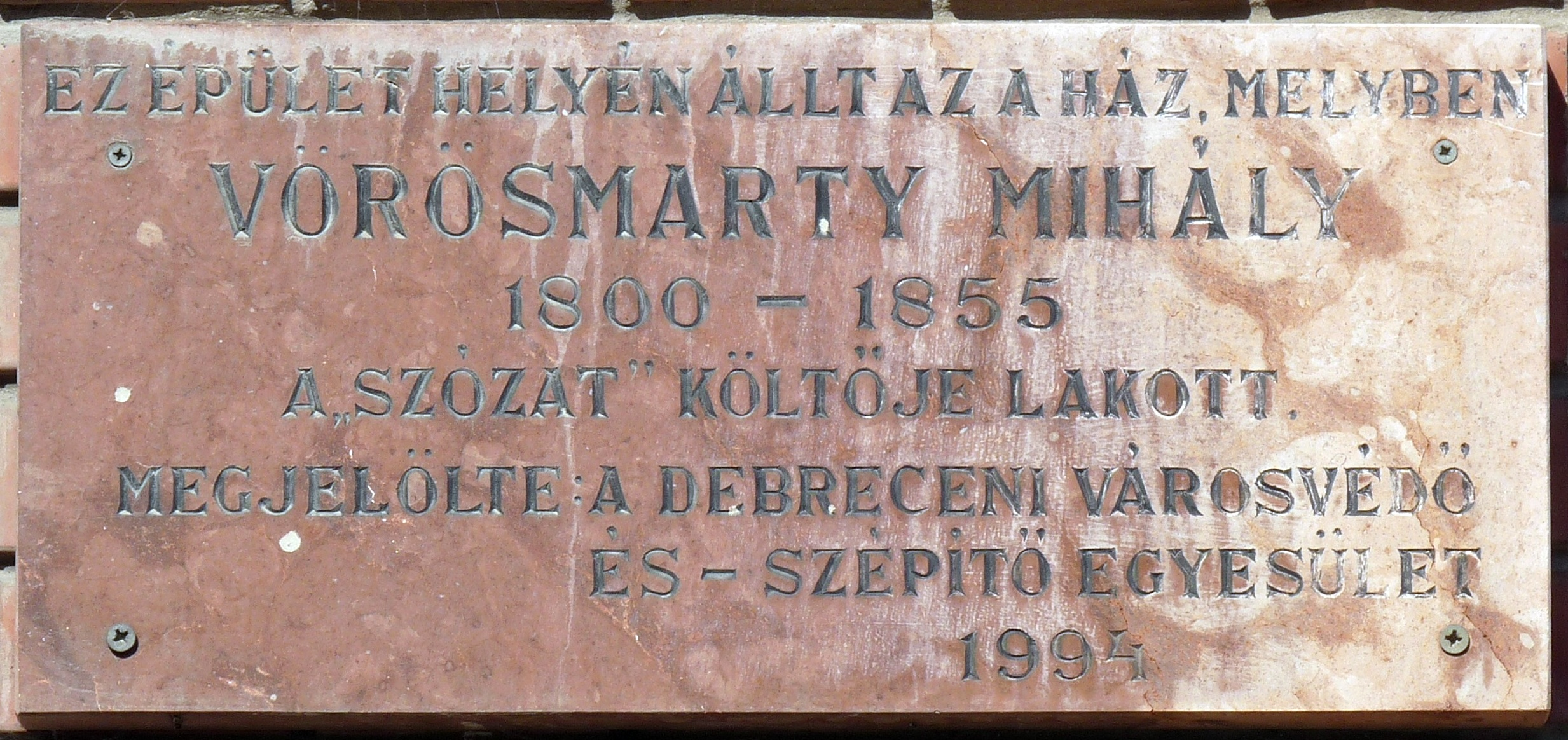
Vörösmarty Mihály, Csapó utca 18.
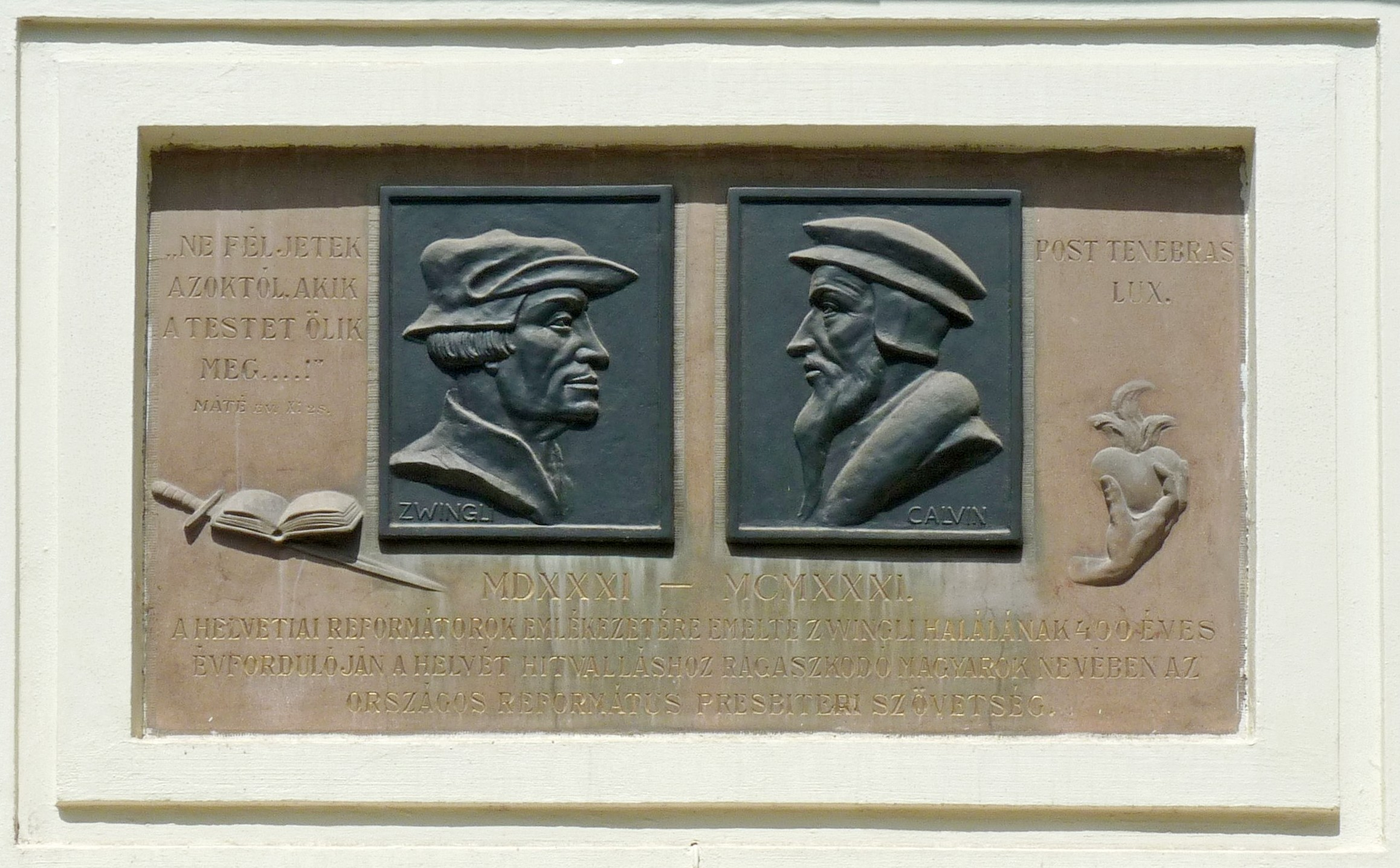
Ulrich Zwingli, Kálvin tér 16. alkotó: Nagy Sándor János

### Botlatókövek

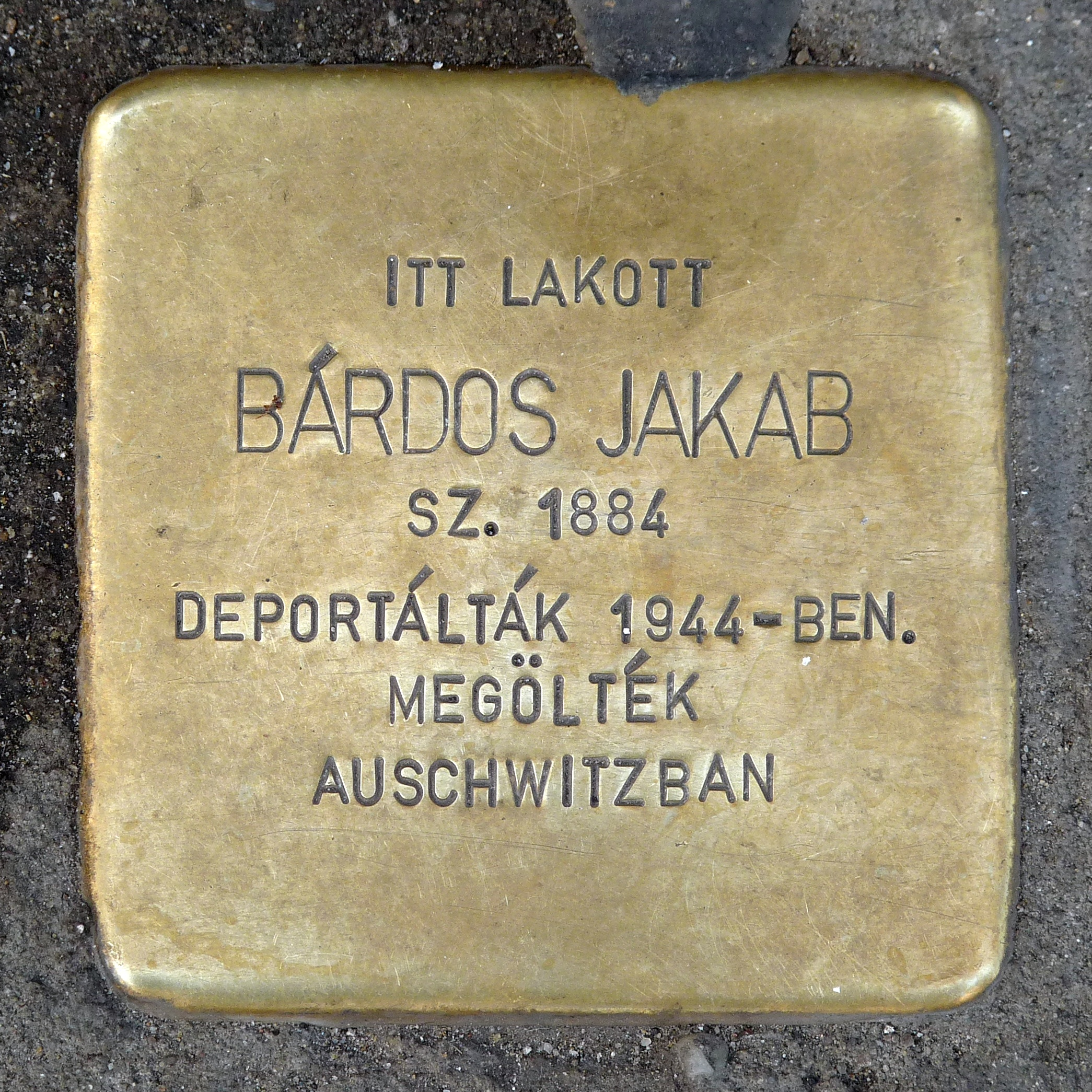
Bárdos Jakab Hatvan utca 6.
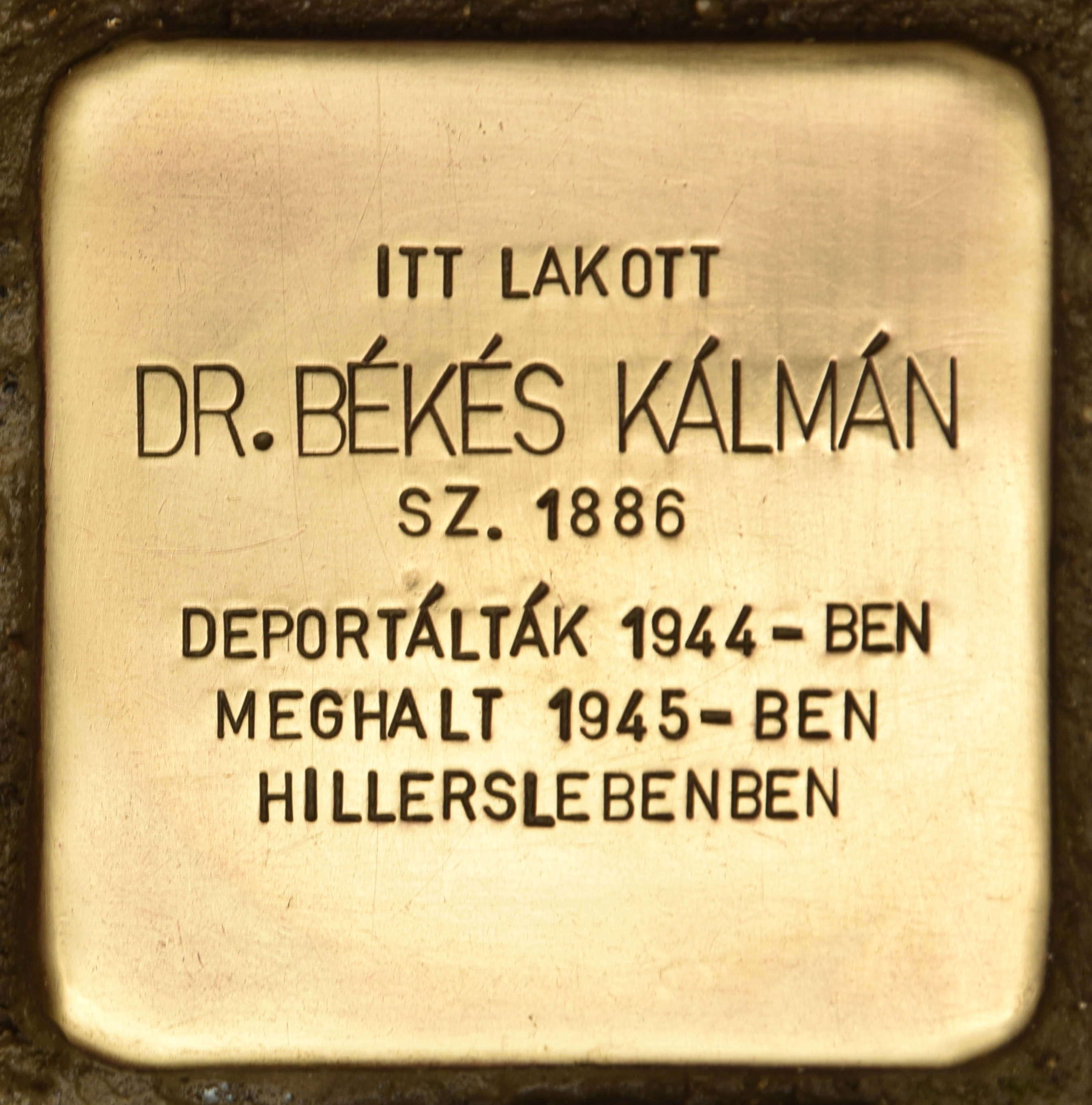
Dr. Békés Kálmán Batthyány utca 11/C.
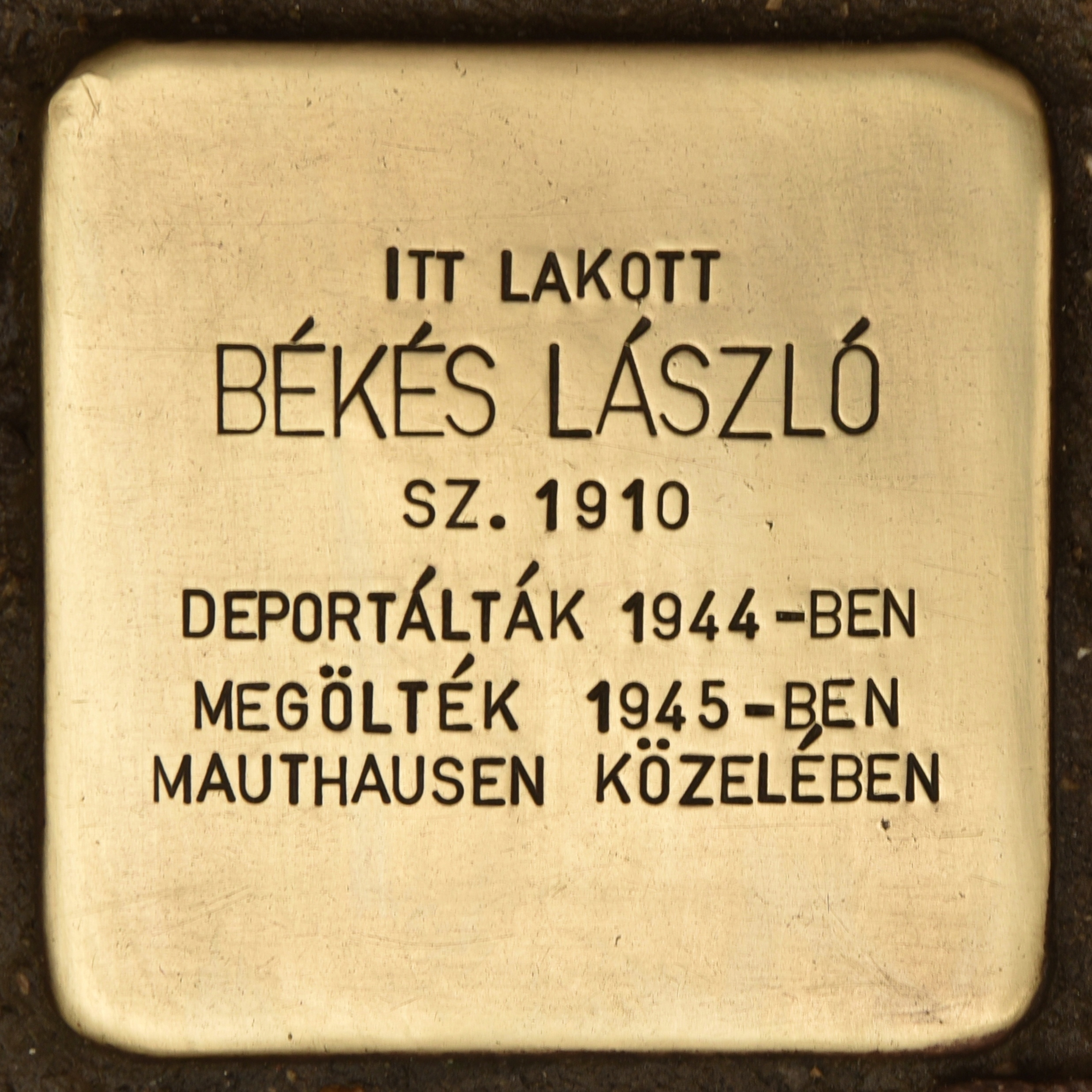
Békés László Széchenyi utca 21.
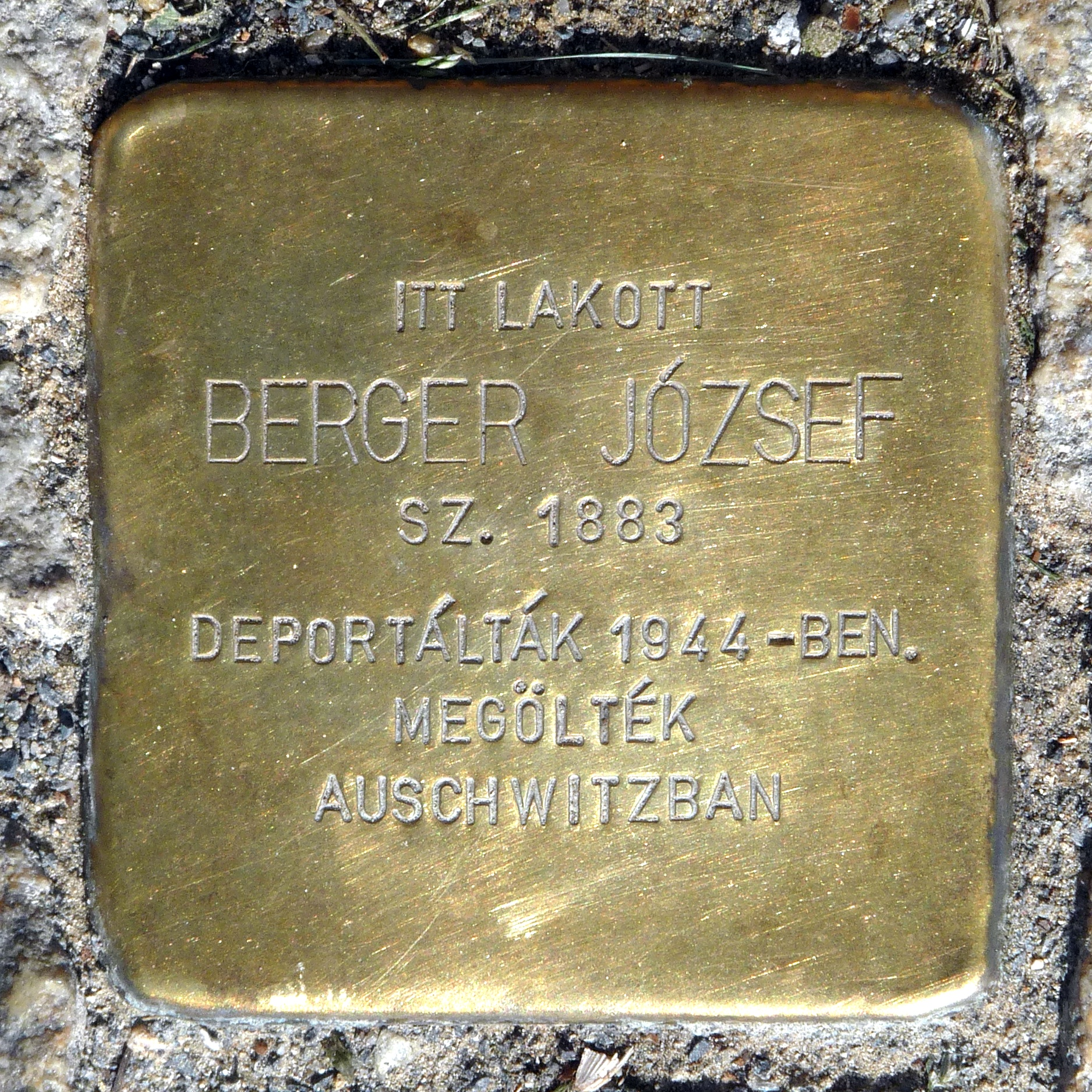
Berger József Hatvan utca 21.
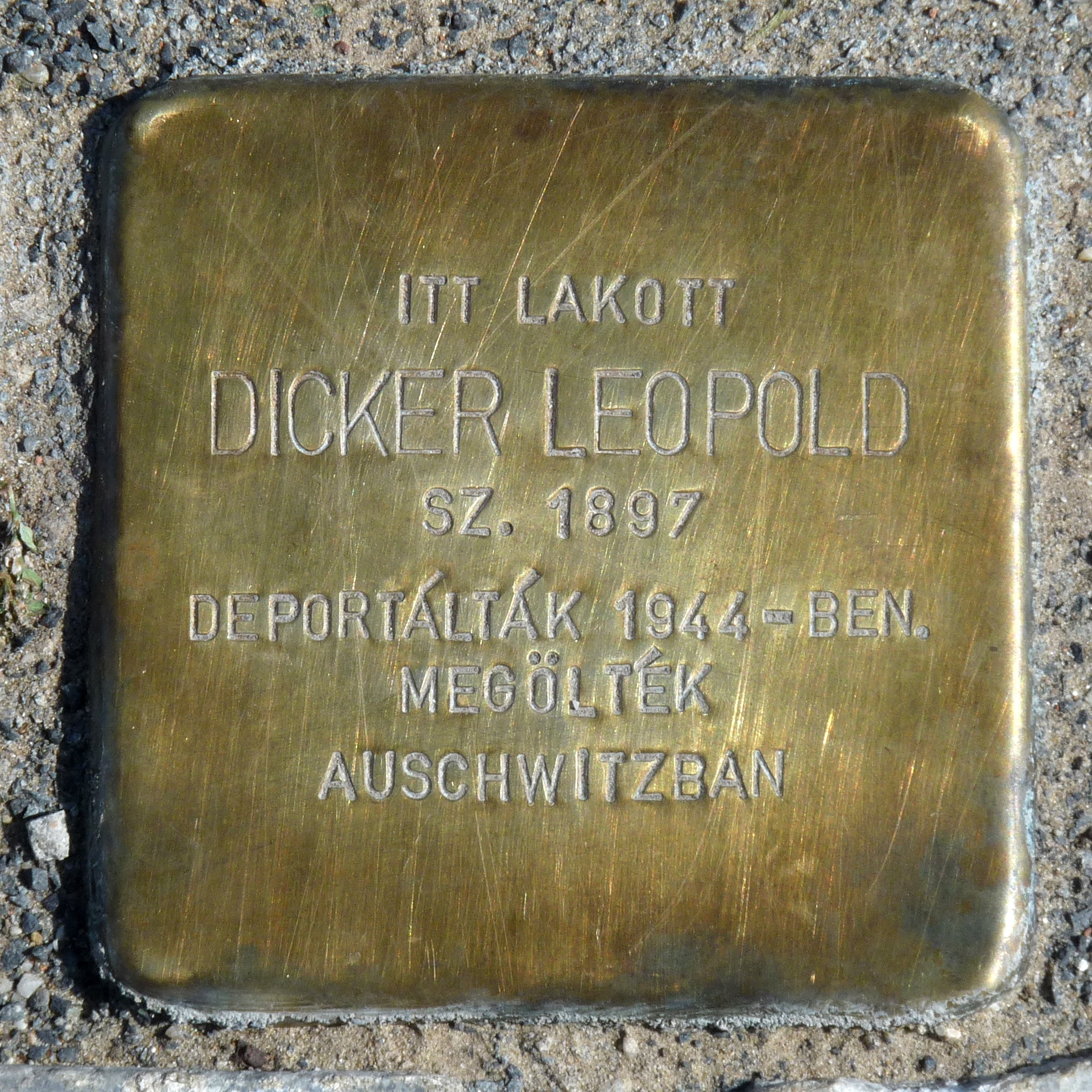
Dicker Leopold Hatvan utca 36.
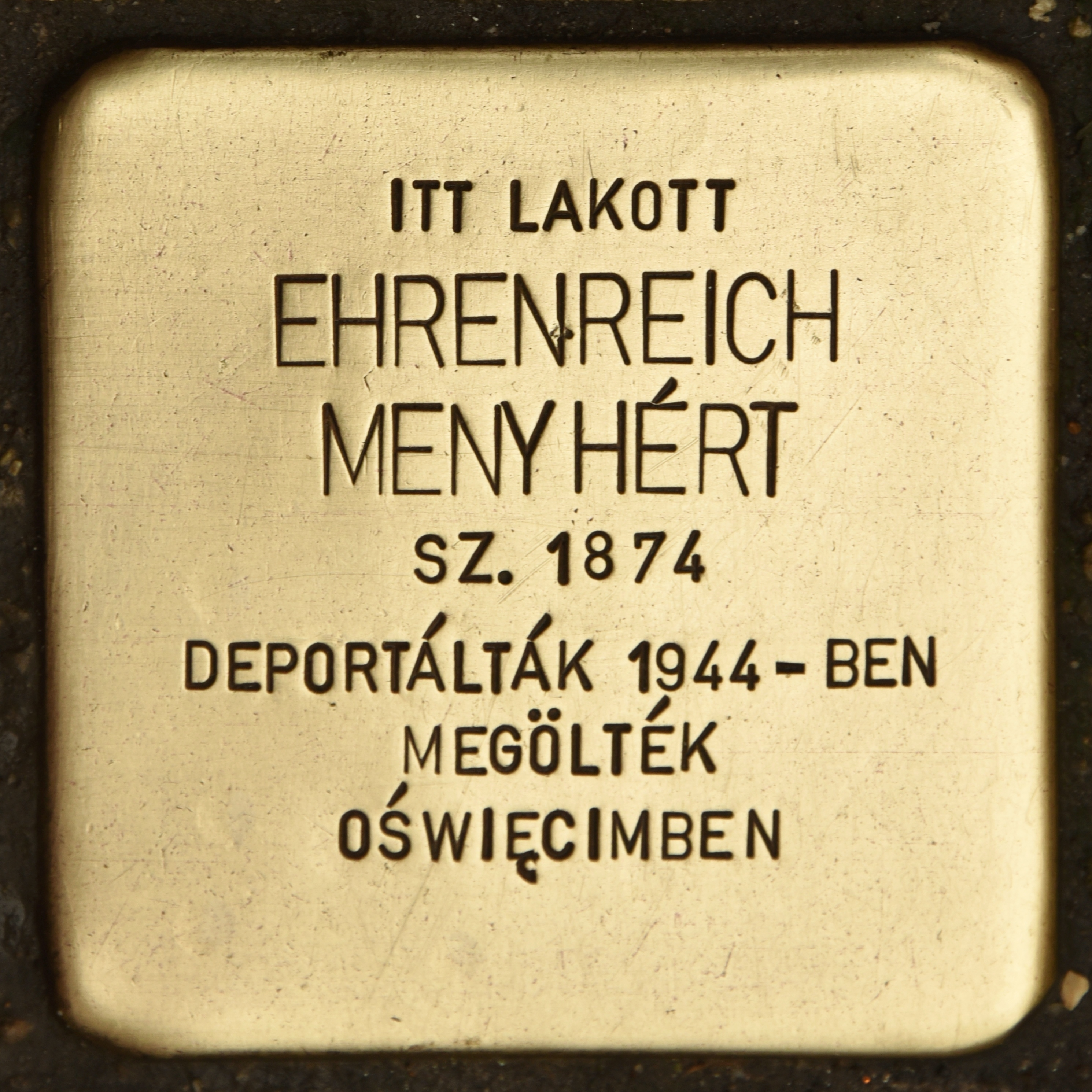
Ehrenreich Menyhért Vár utca 2.
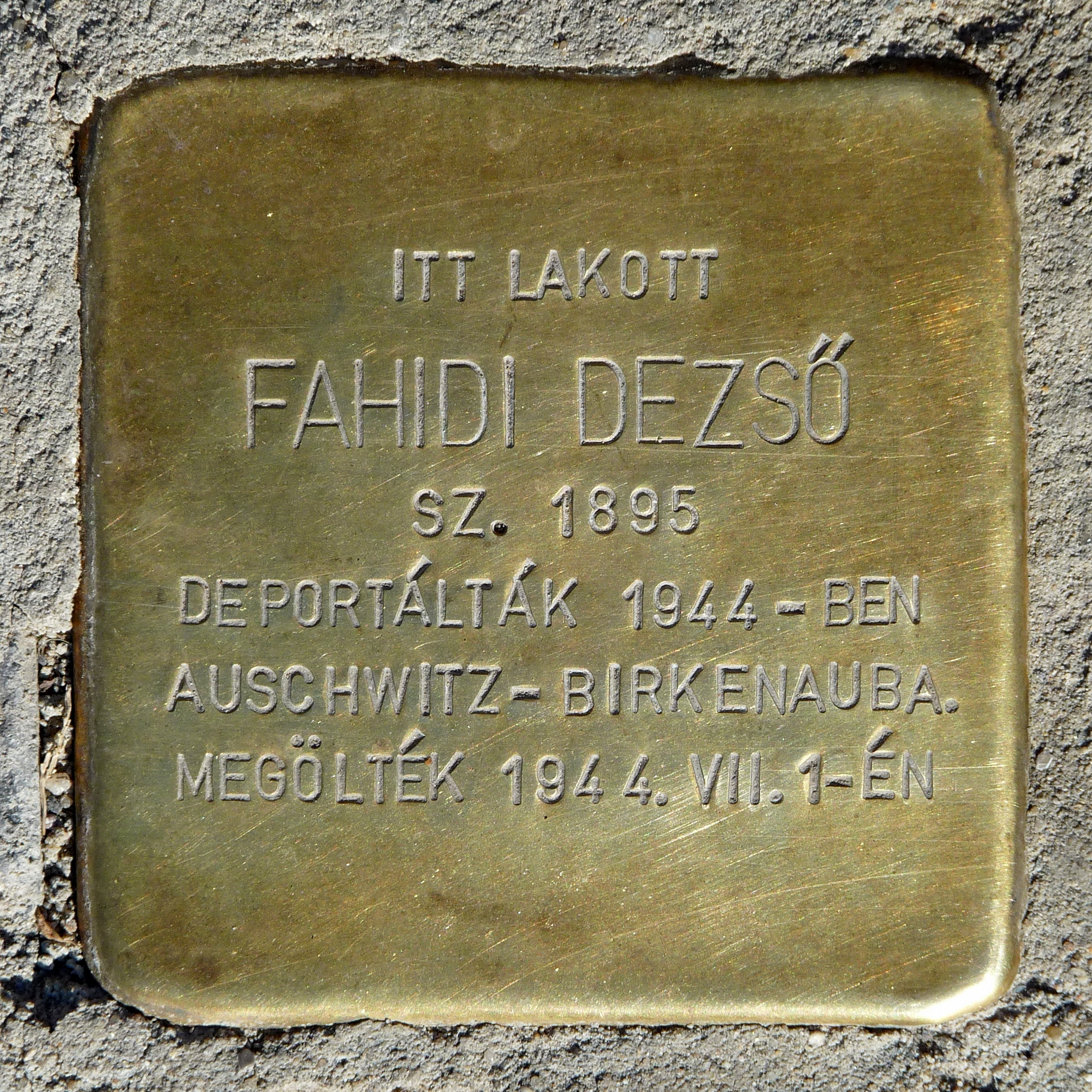
Fahidi Dezső Szoboszlói út 27.
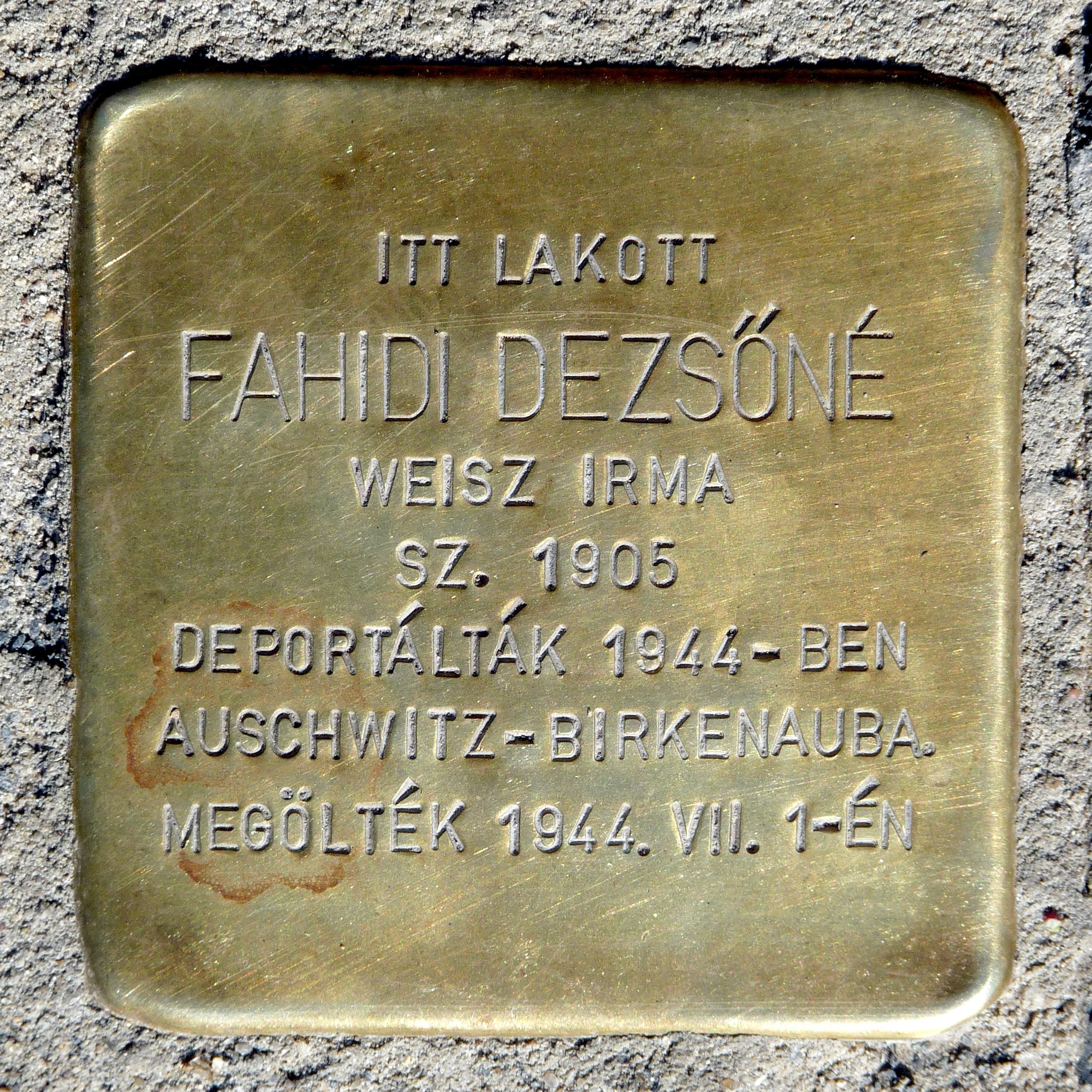
Fahidi Dezsőné Szoboszlói út 27.
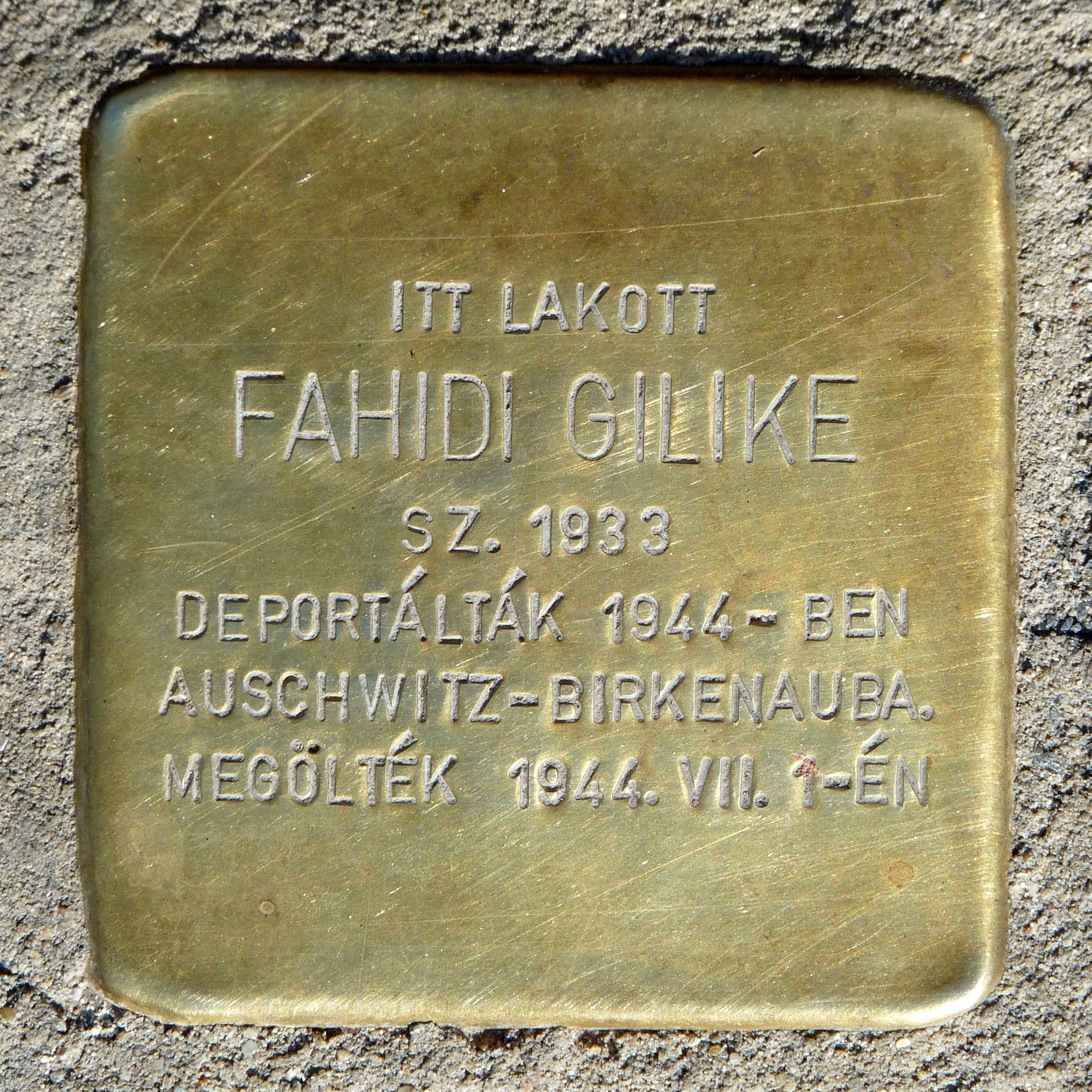
Fahidi Gilike Szoboszlói út 27.
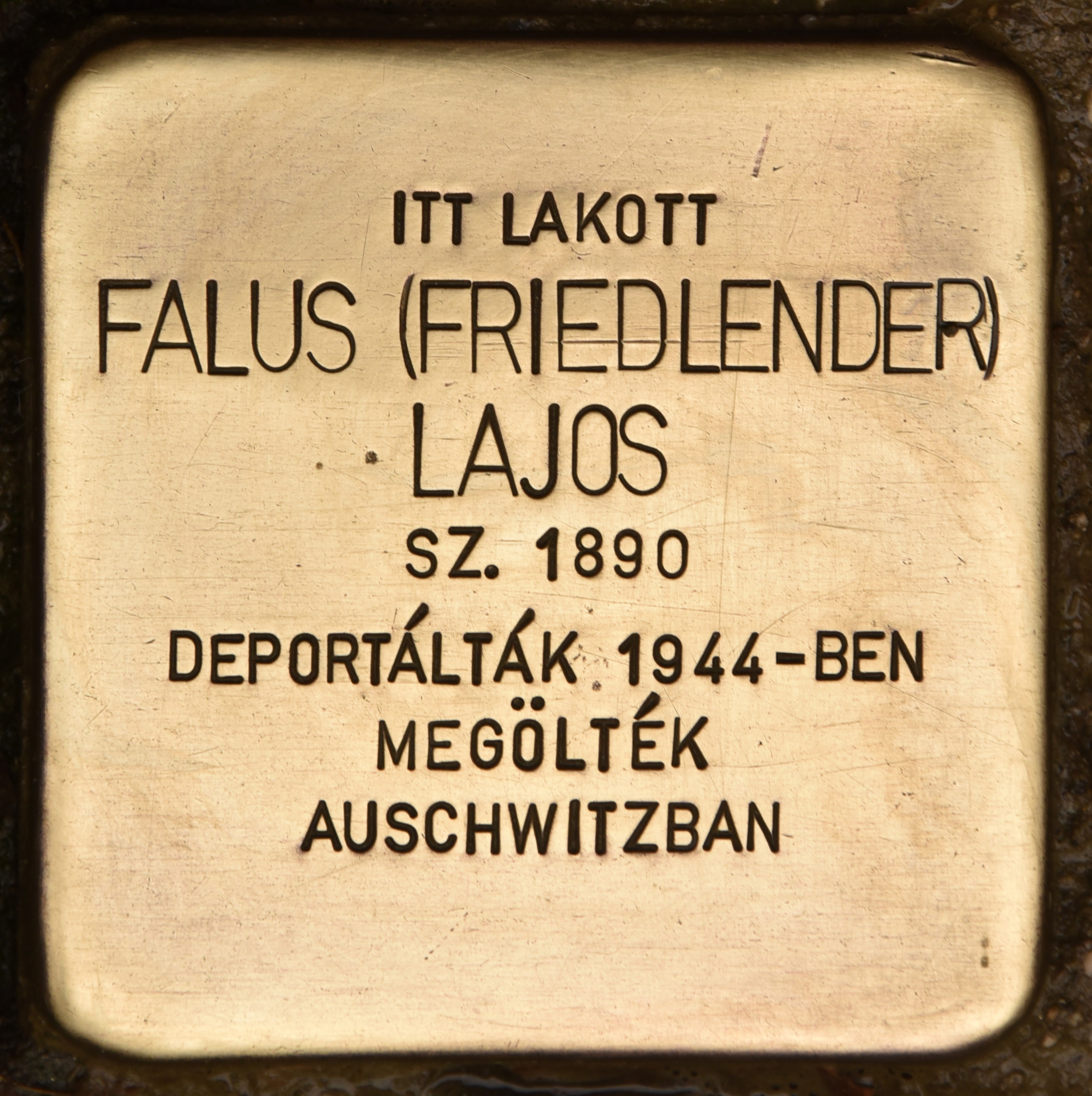
Falus Lajos Piac utca 77.
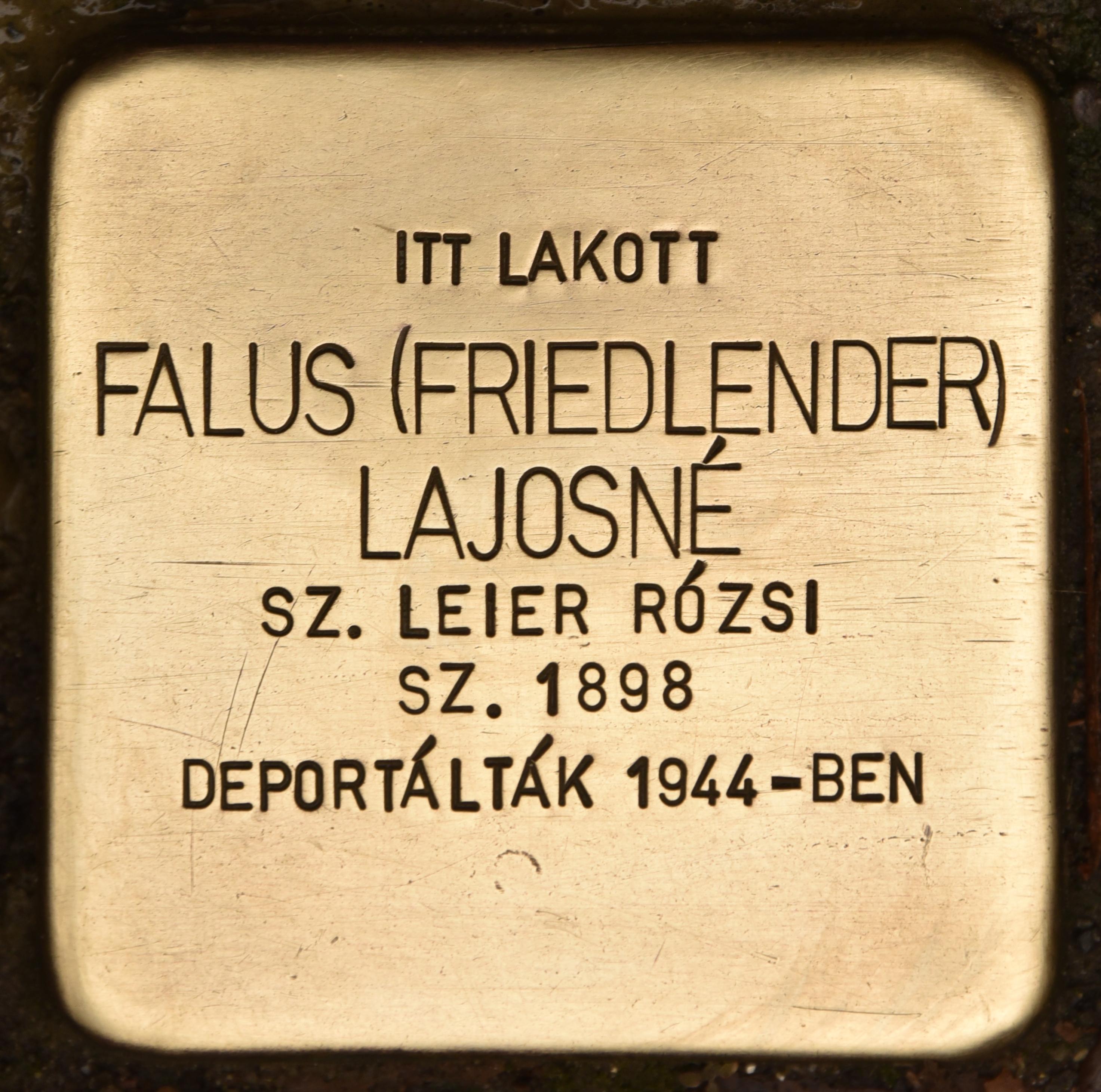
Falus Lajosné Piac utca 77.
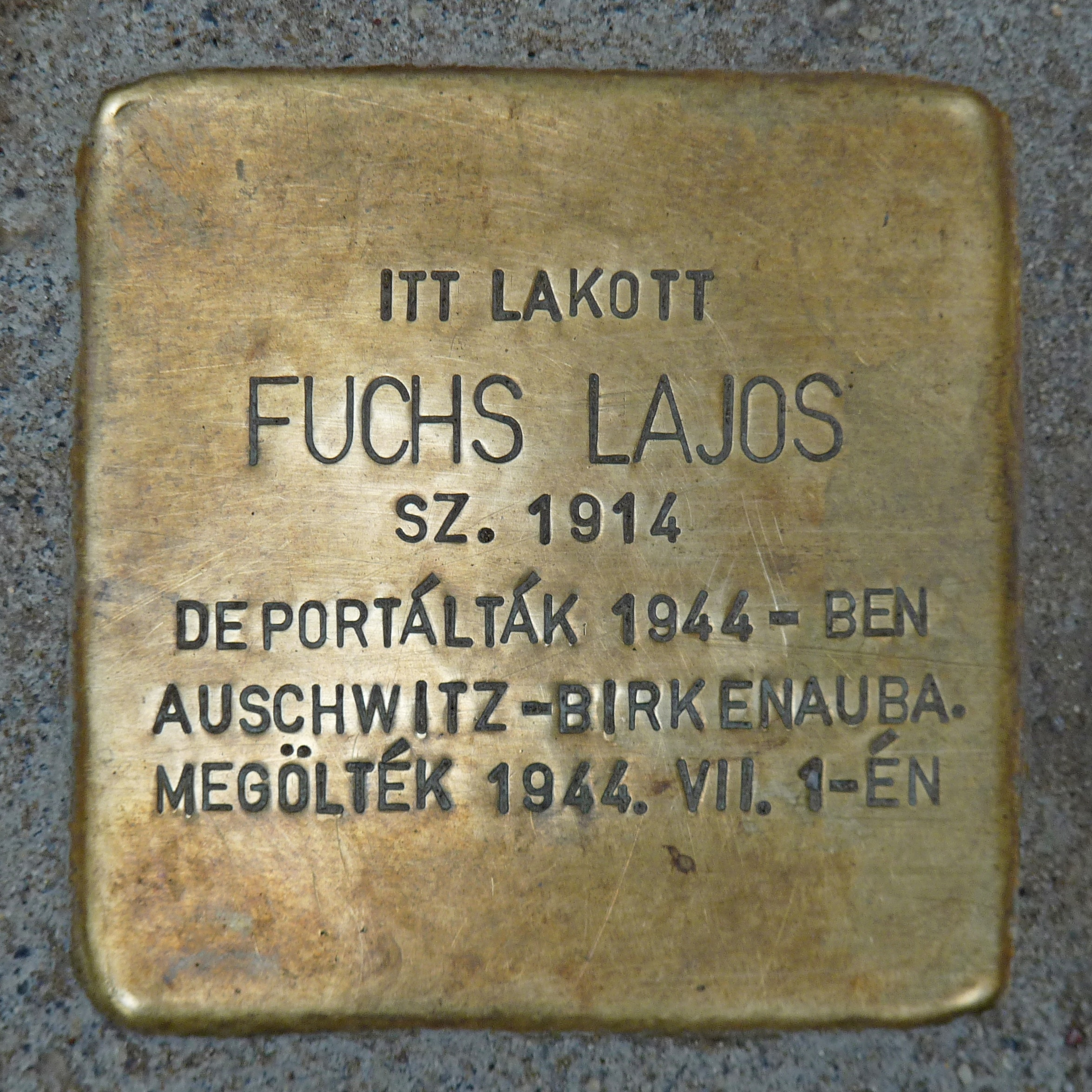
Fuchs Lajos Blaháné utca 8.
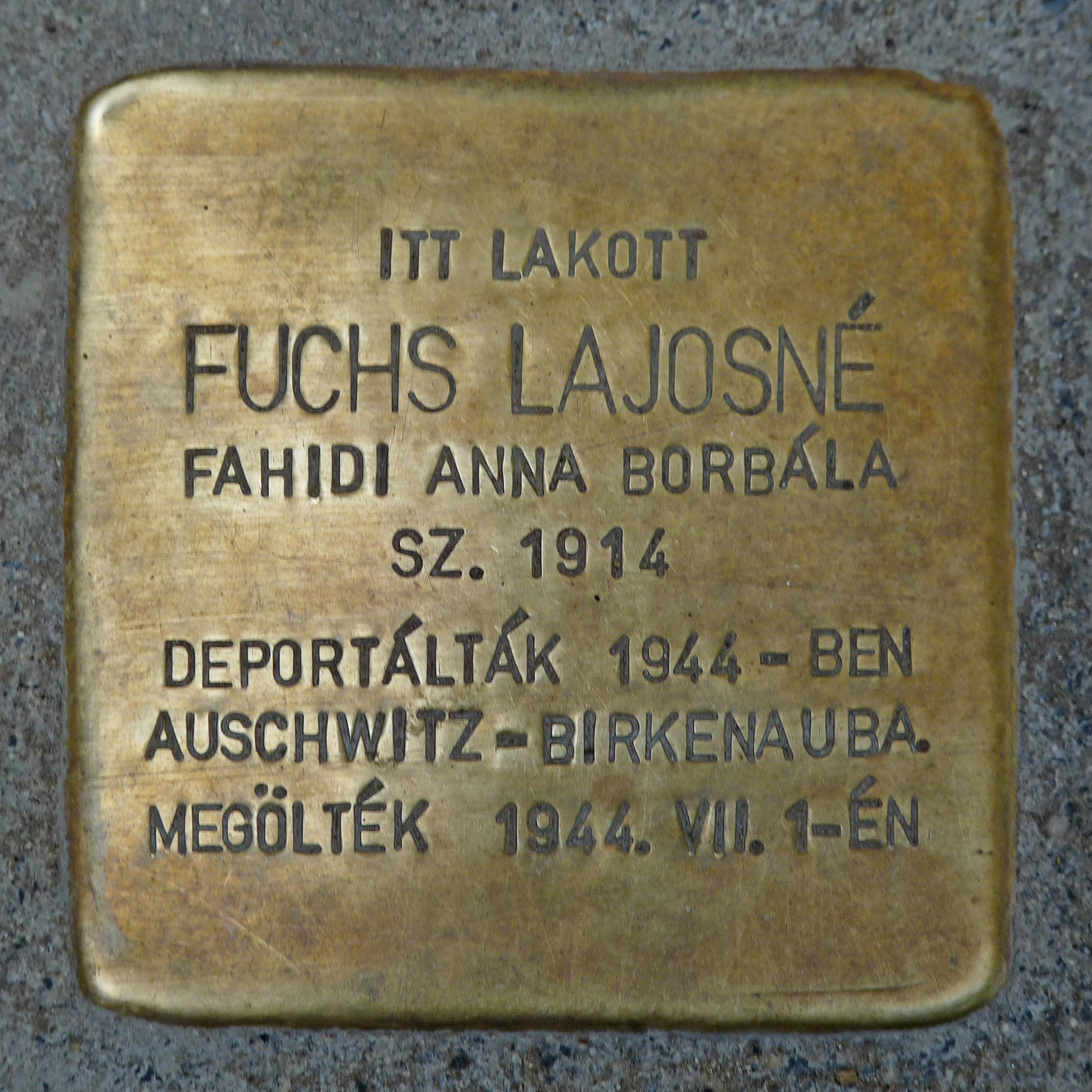
Fuchs Lajosné Blaháné utca 8.
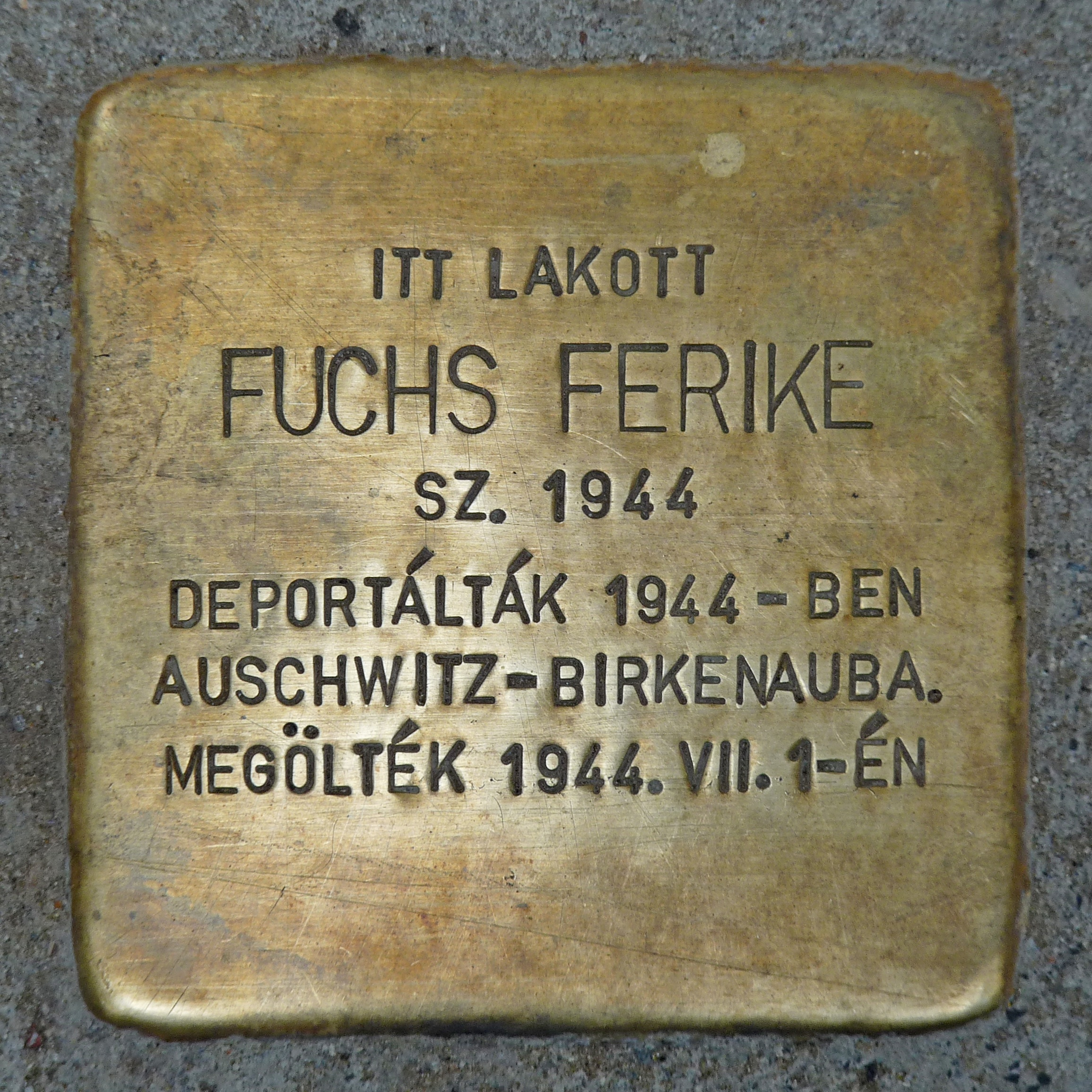
Fuchs Ferenc Blaháné utca 8.
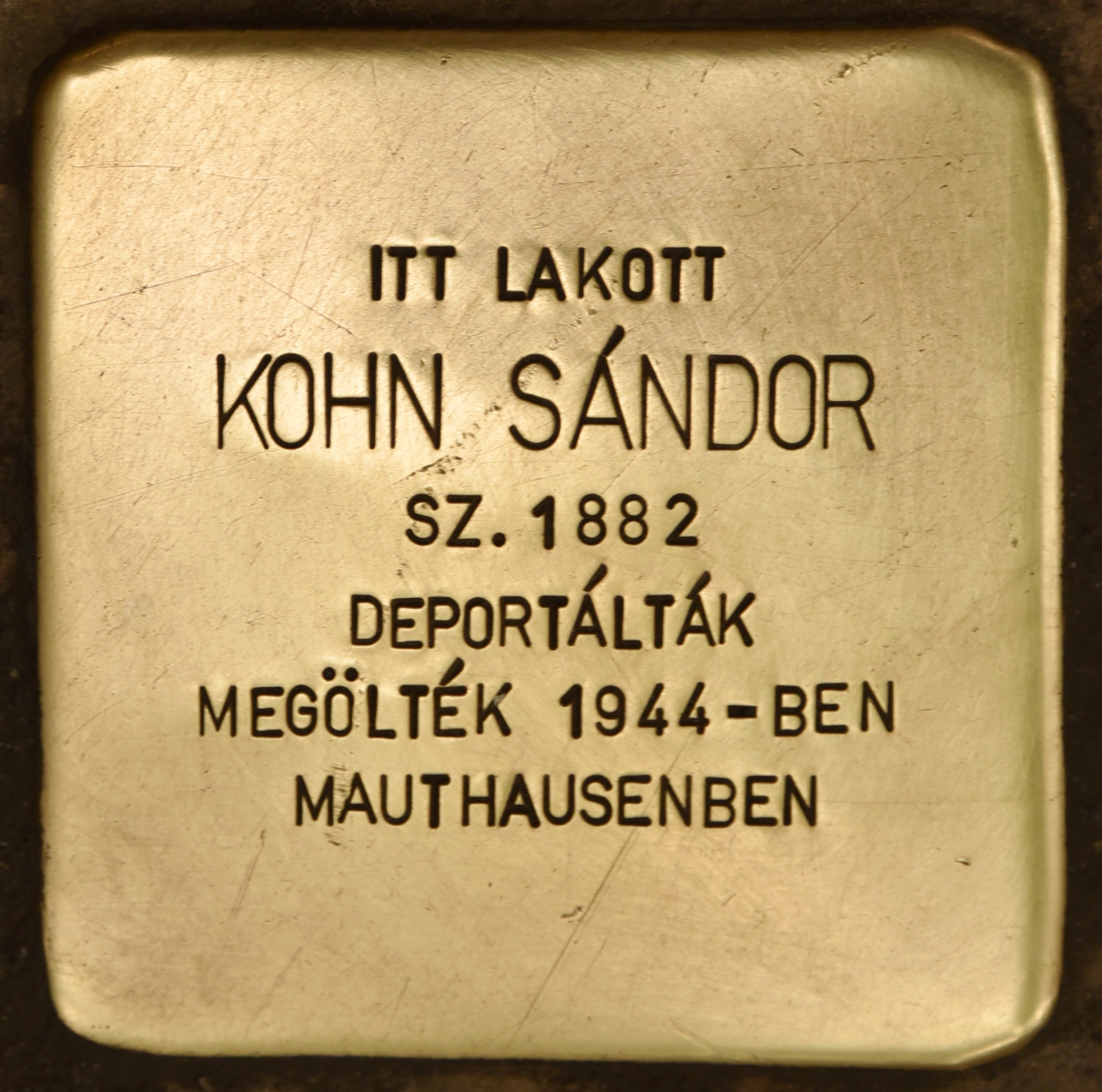
Kohn Sándor Hatvan utca 47.
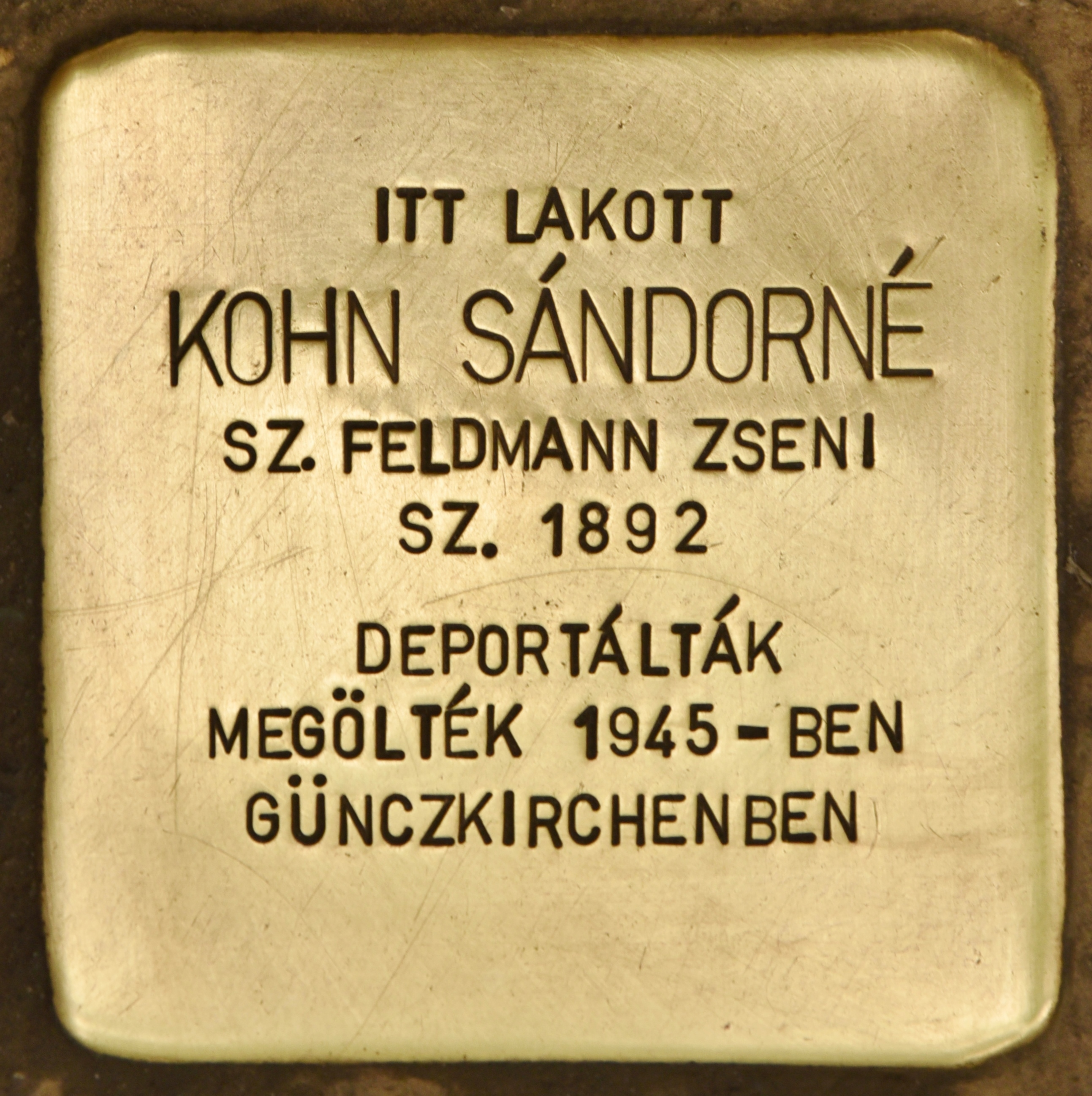
Kohn Sándorné Hatvan utca 47.
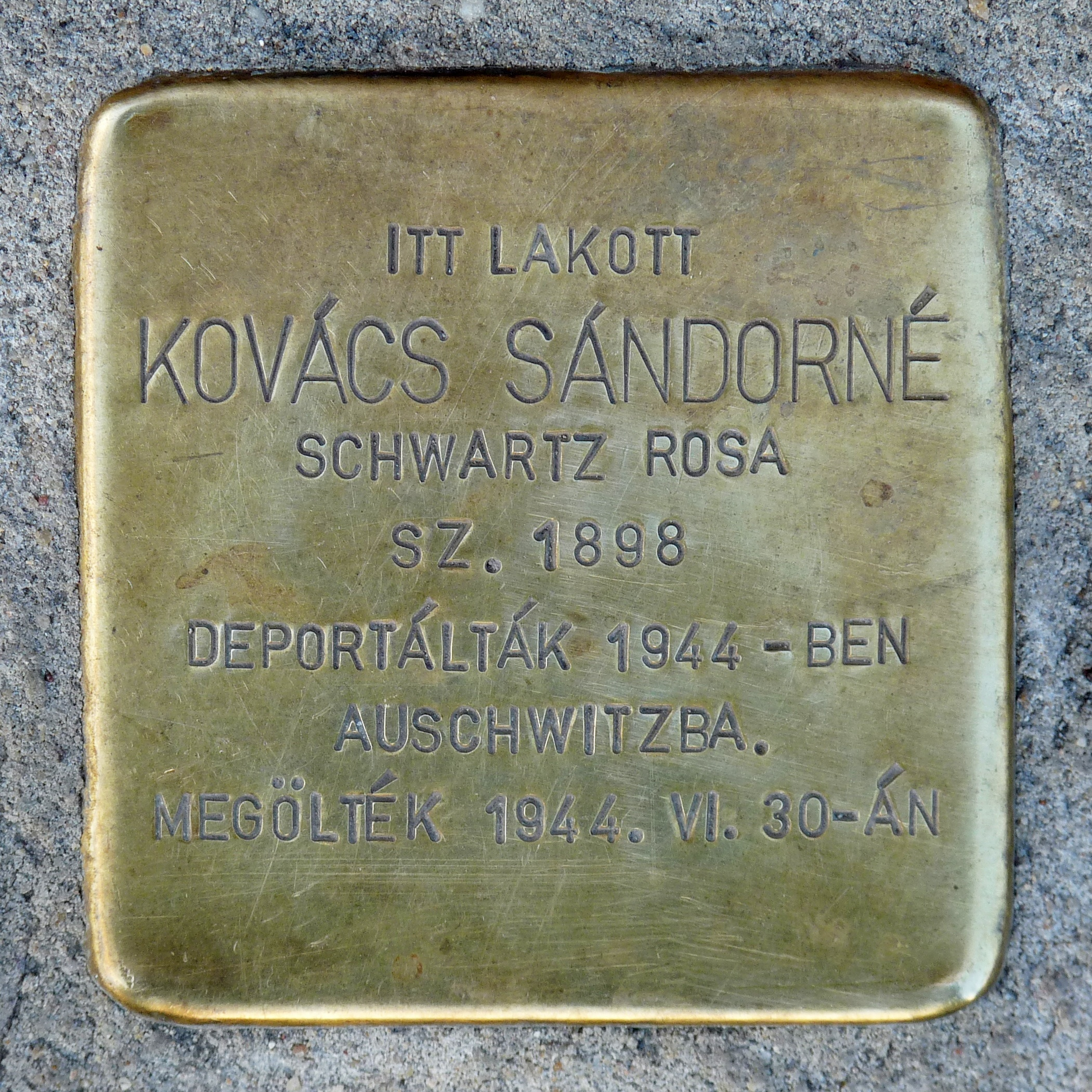
Kovács Sándorné Hatvan utca 16.
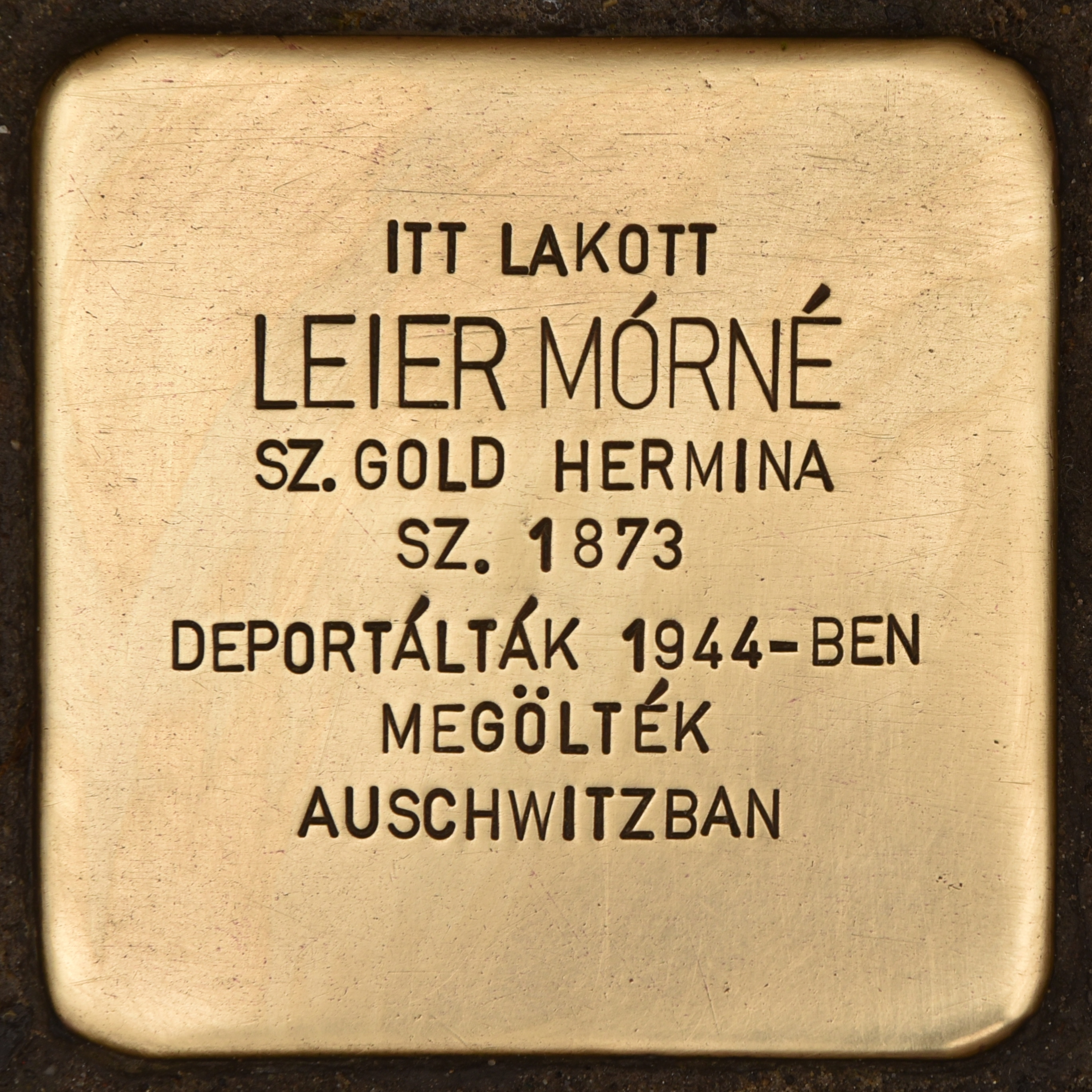
Leier Mórné Csapó utca 52.
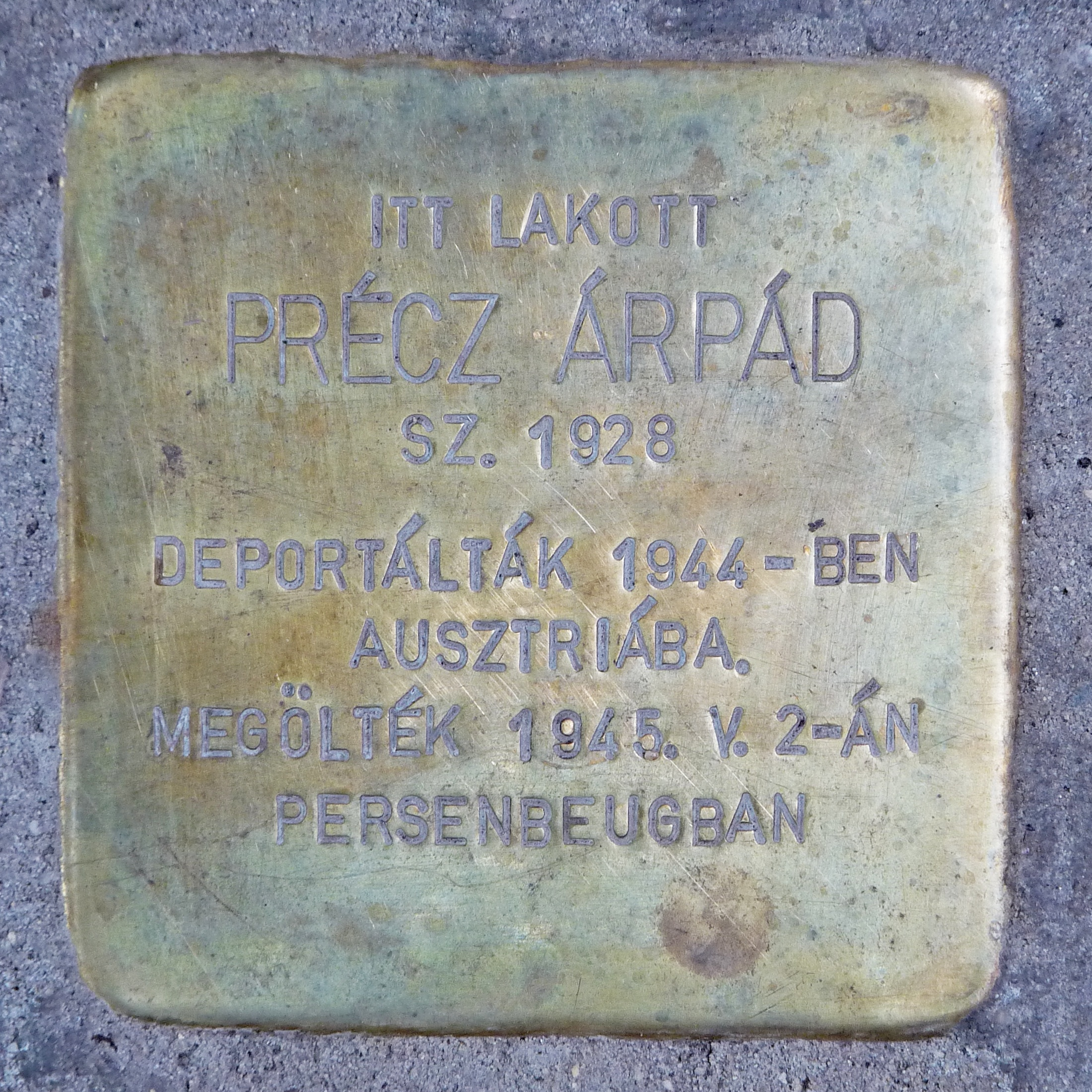
Précz Árpád Thaly Kálmán utca 13.
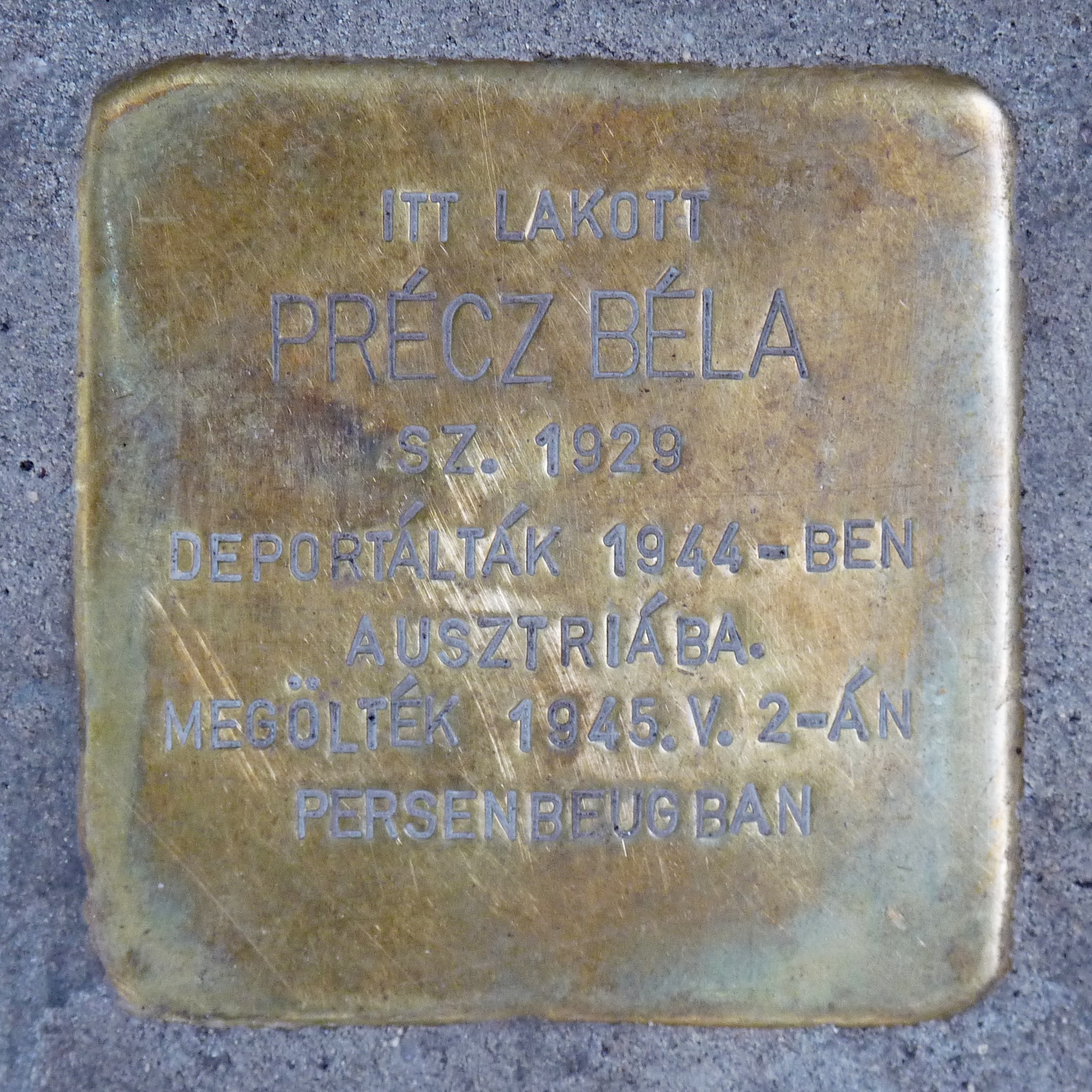
Précz Béla Thaly Kálmán utca 13.
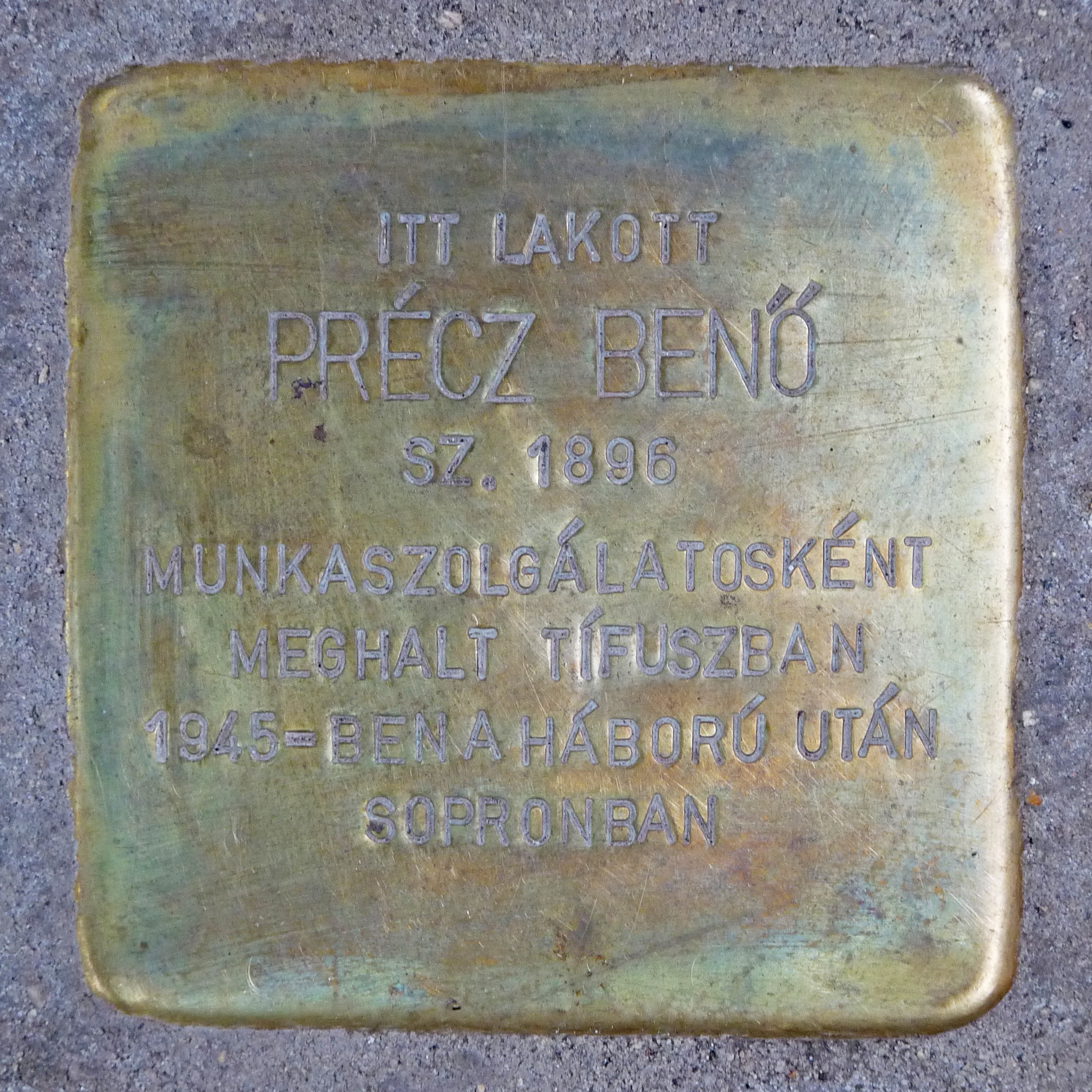
Précz Benő Thaly Kálmán utca 13.
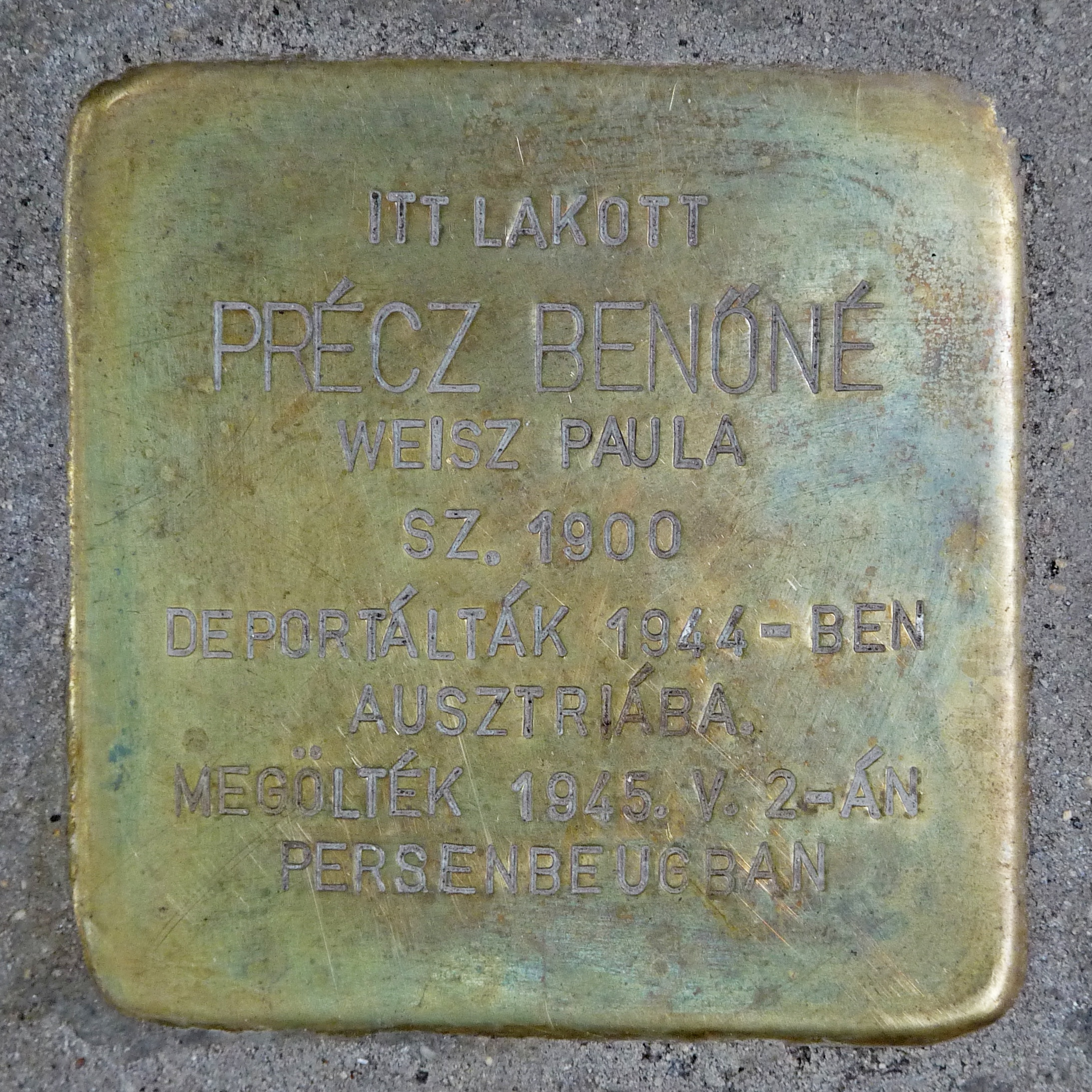
Précz Benőné Thaly Kálmán utca 13.
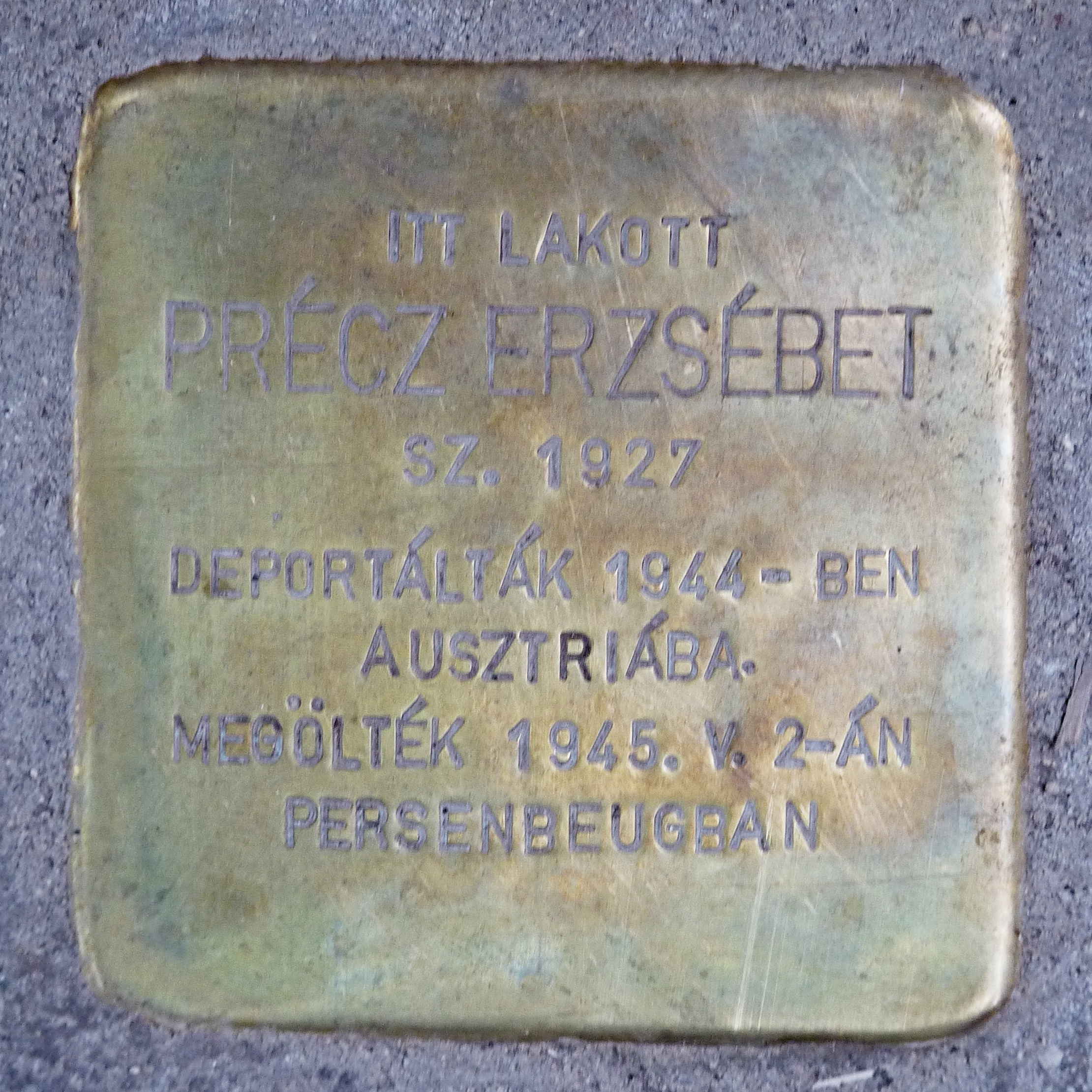
Précz Erzsébet Thaly Kálmán utca 13.
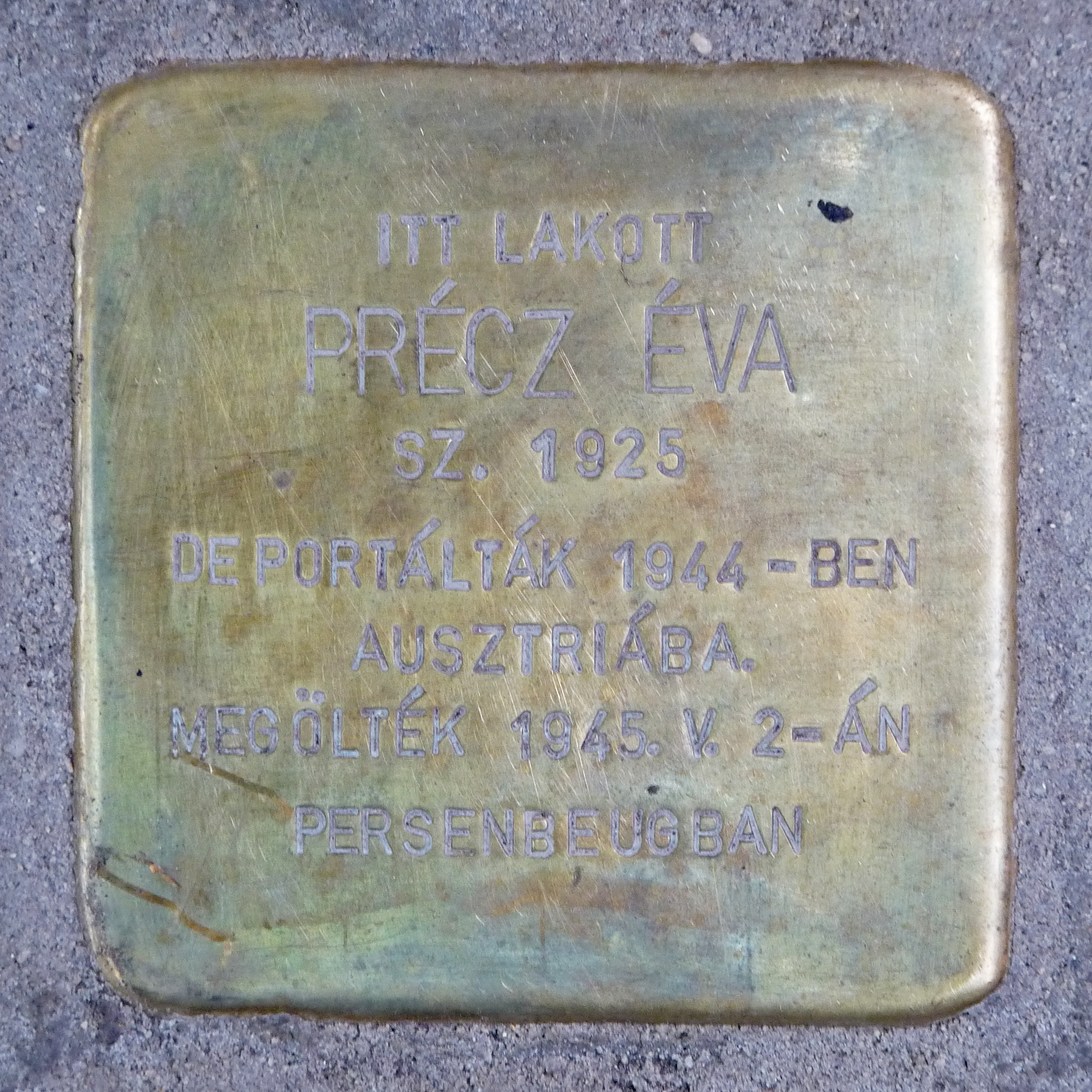
Précz Éva Thaly Kálmán utca 13.
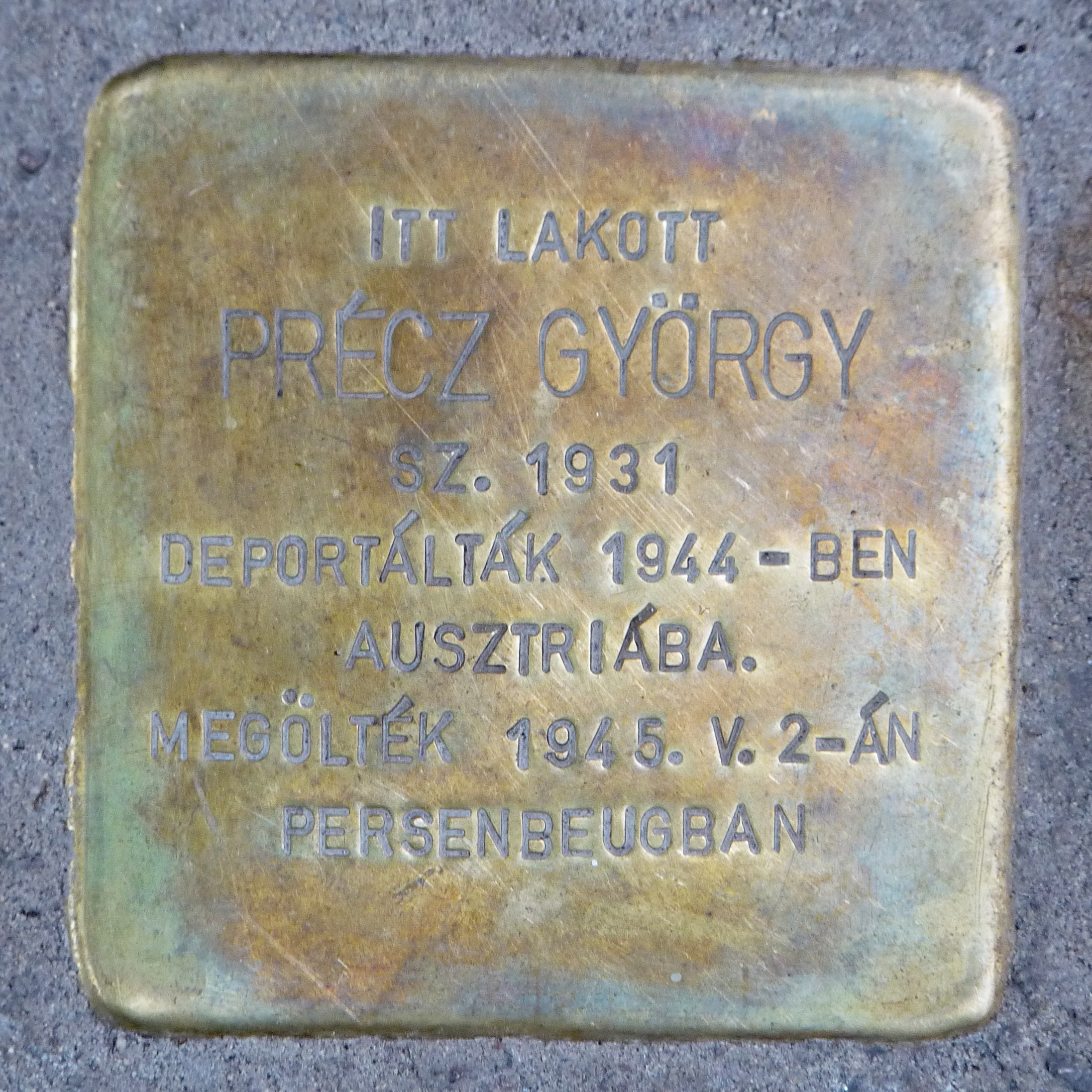
Précz György Thaly Kálmán utca 13.
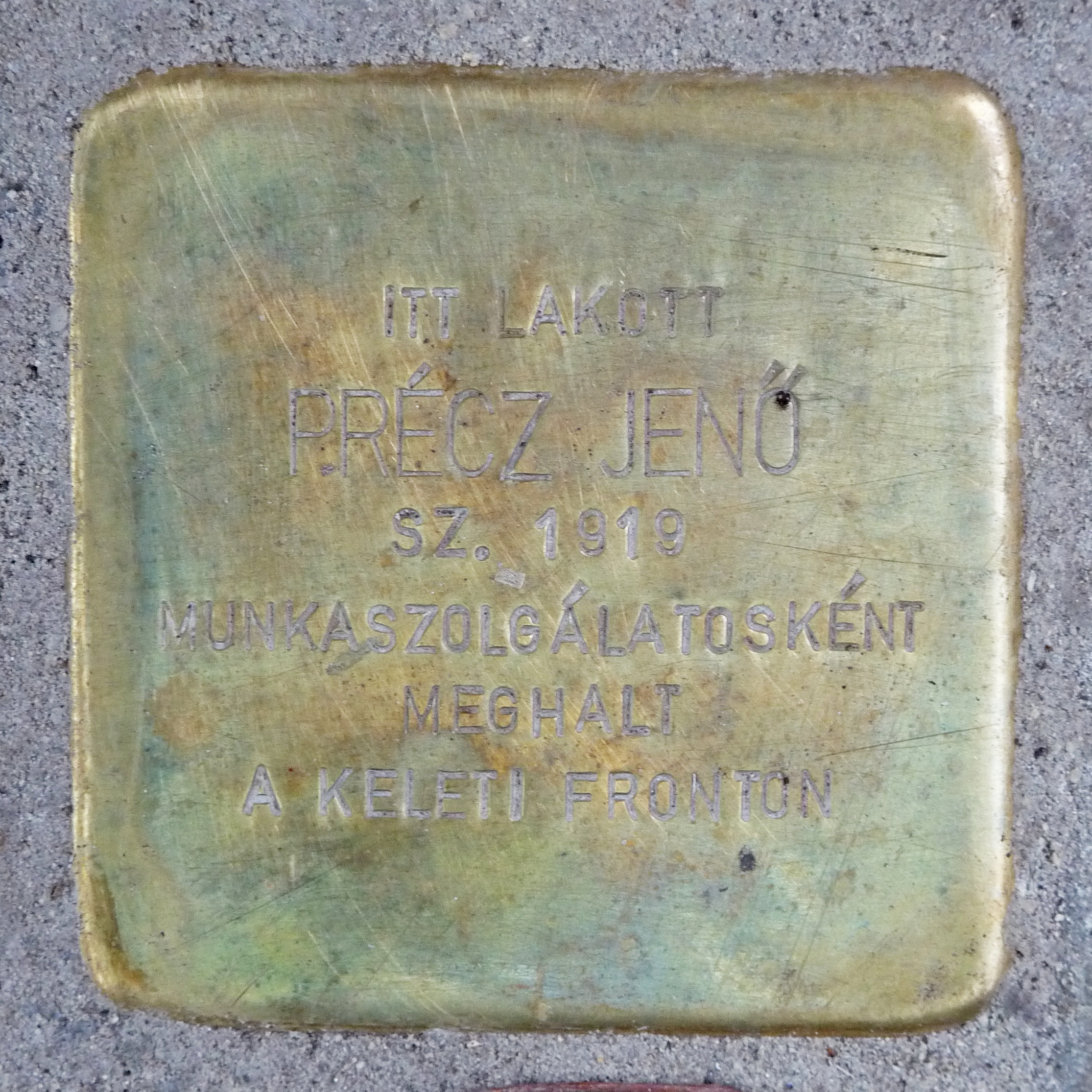
Précz Jenő Thaly Kálmán utca 13.
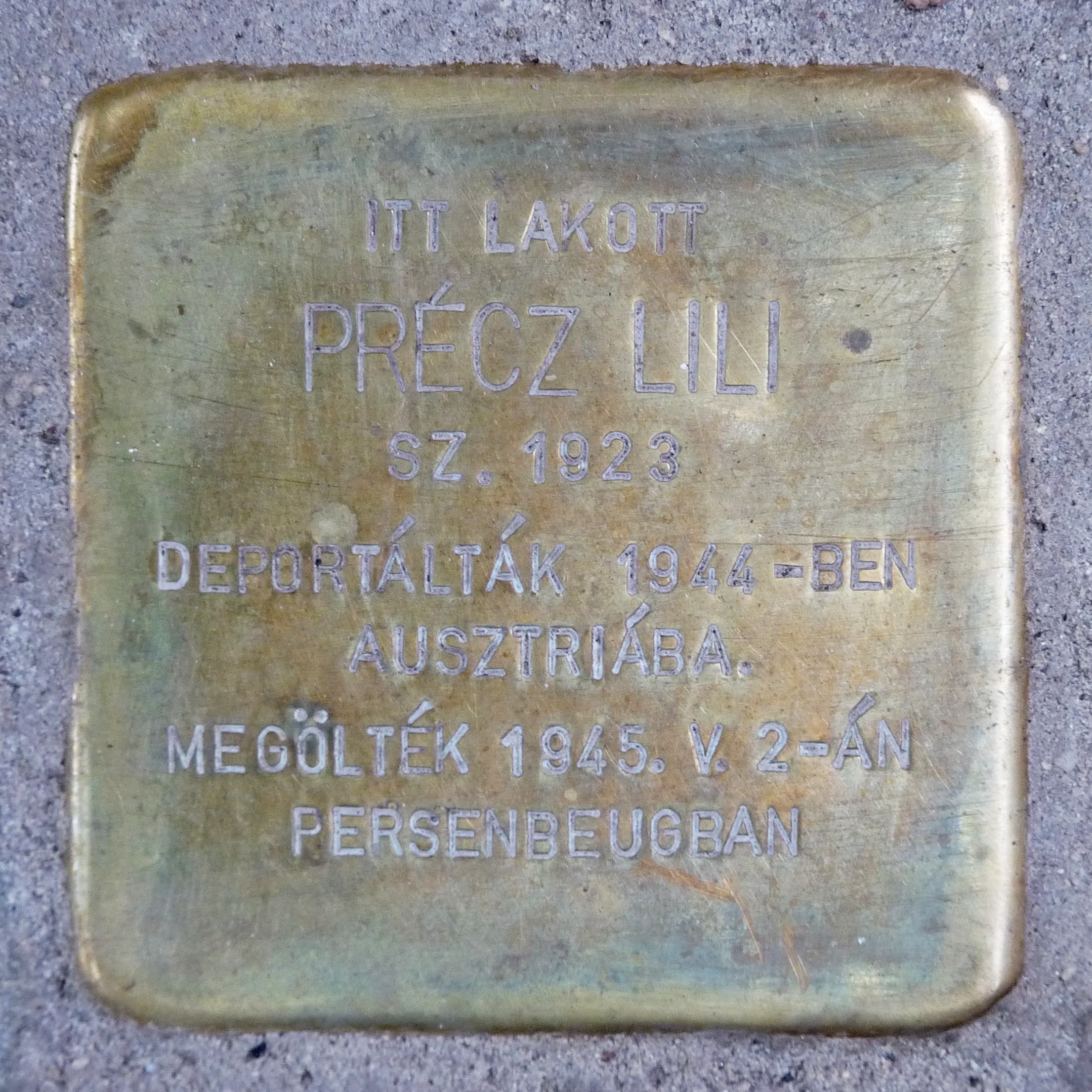
Précz Lili Thaly Kálmán utca 13.
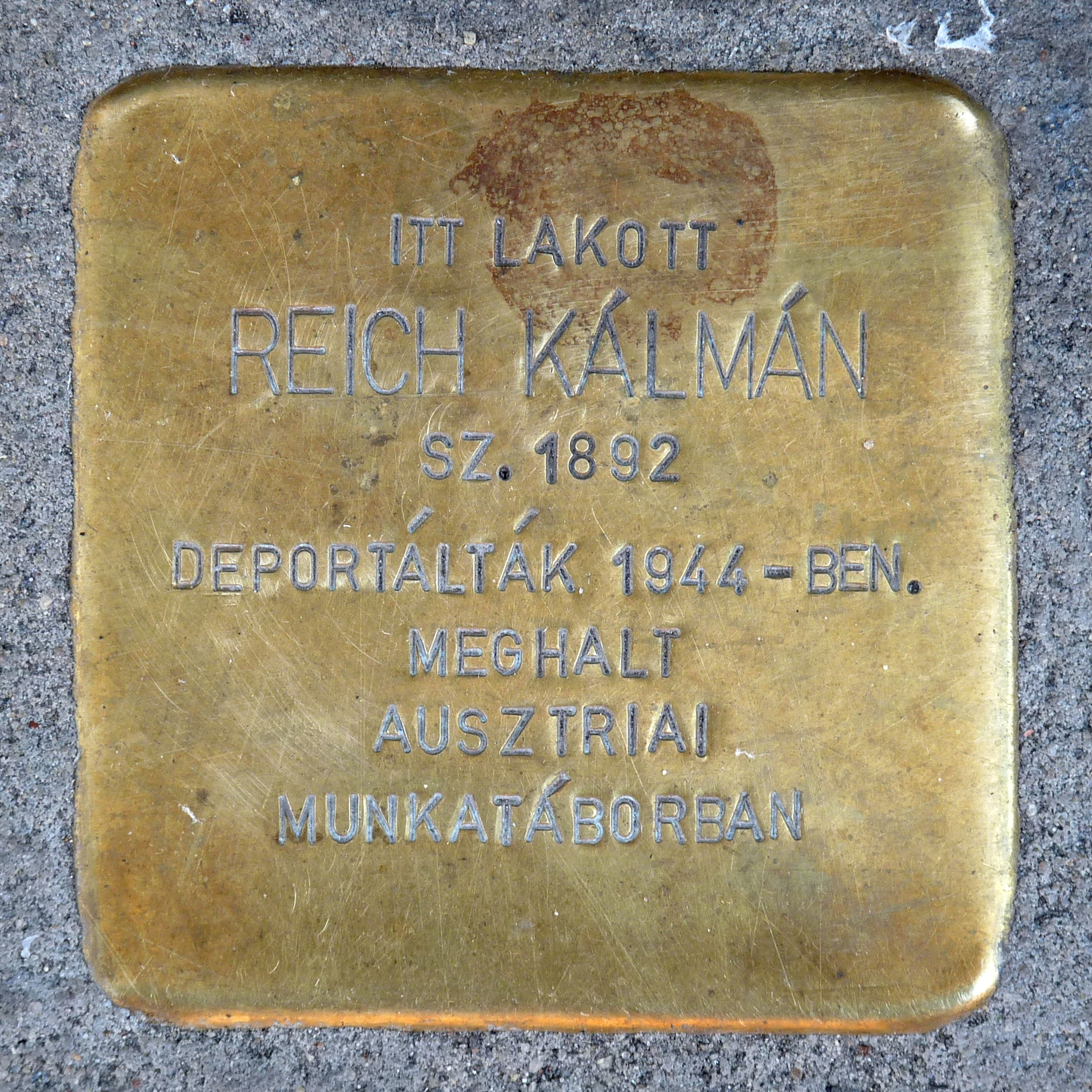
Reich Kálmán Pásti utca 2.
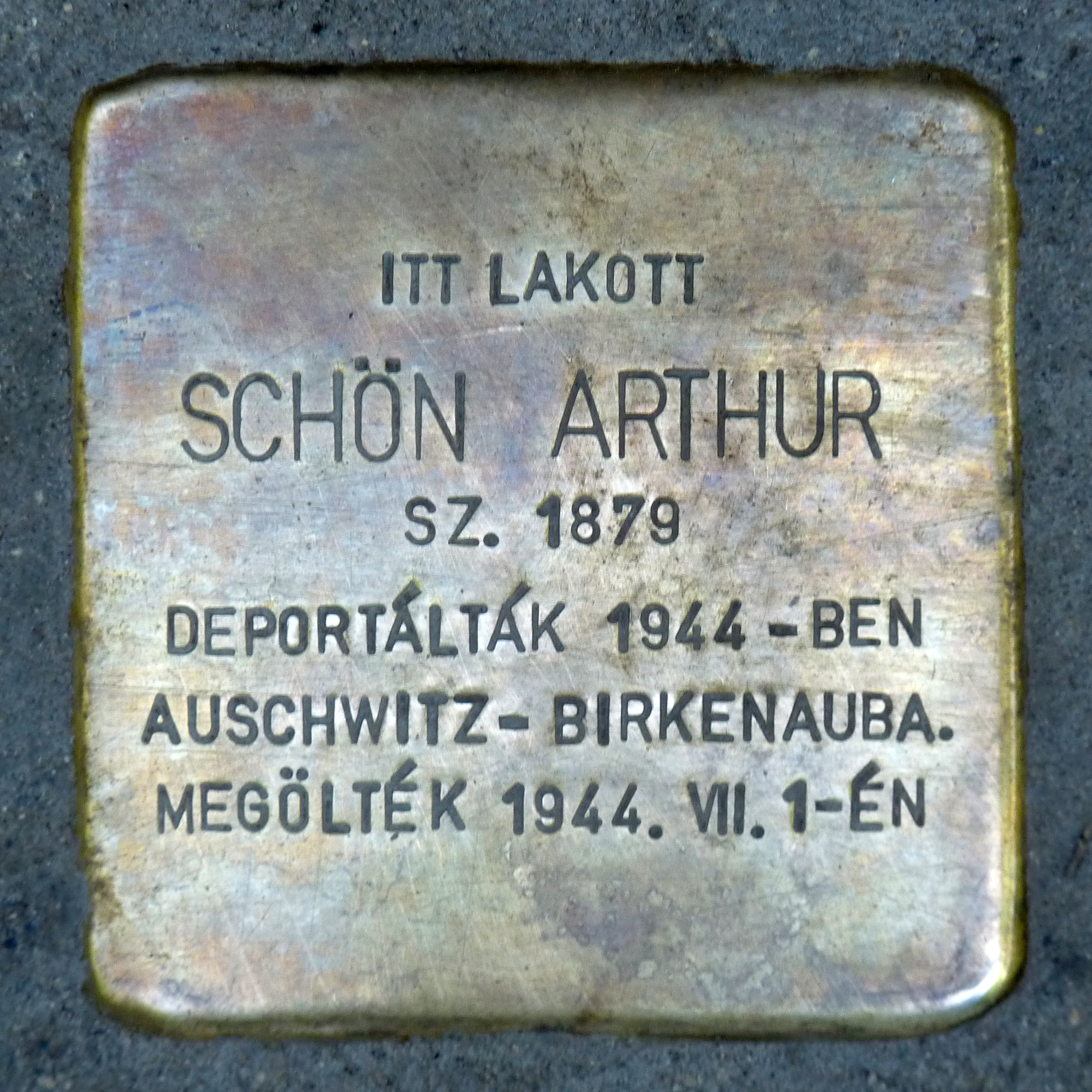
Schön Arthur Szív utca 14.
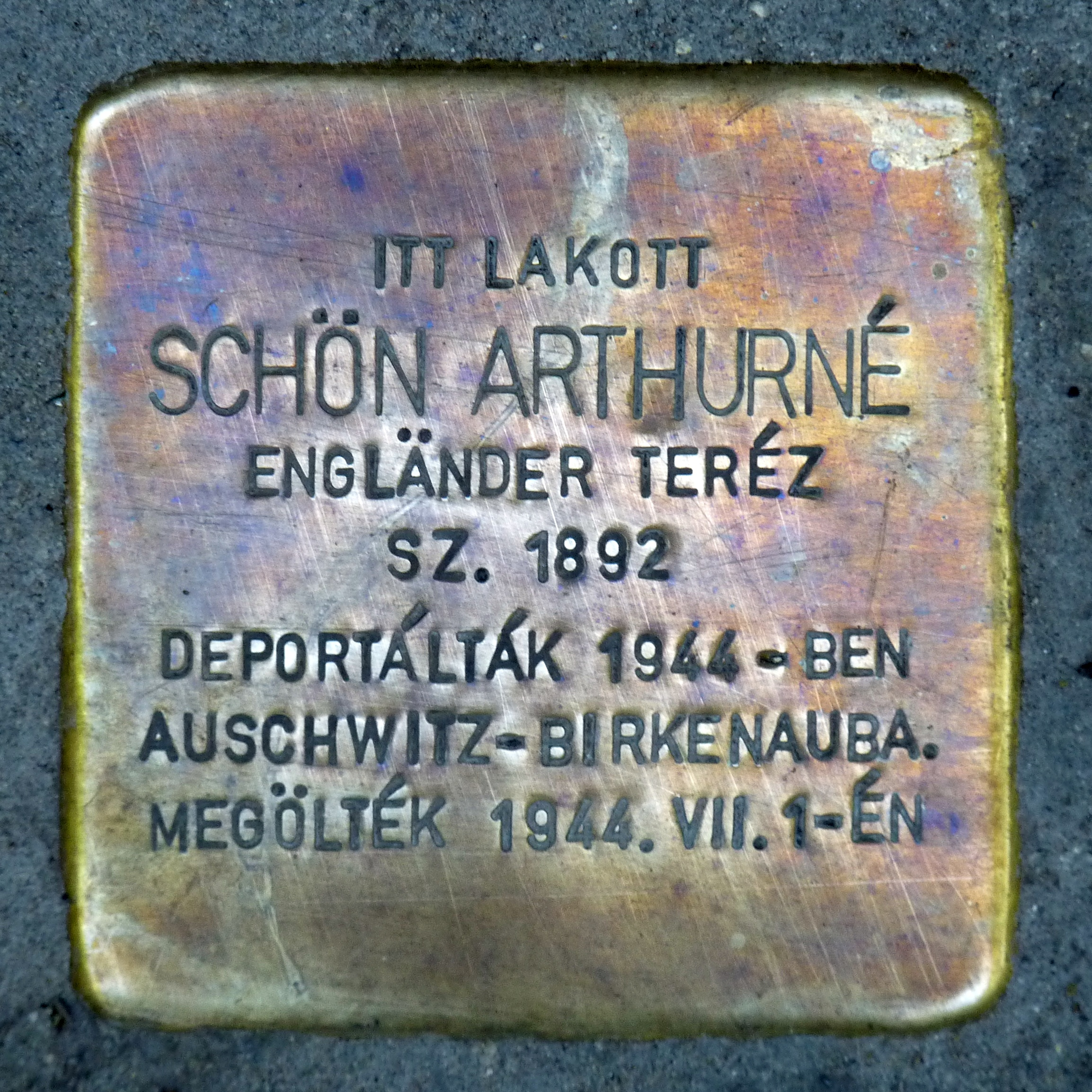
Schön Arthurné Szív utca 14.
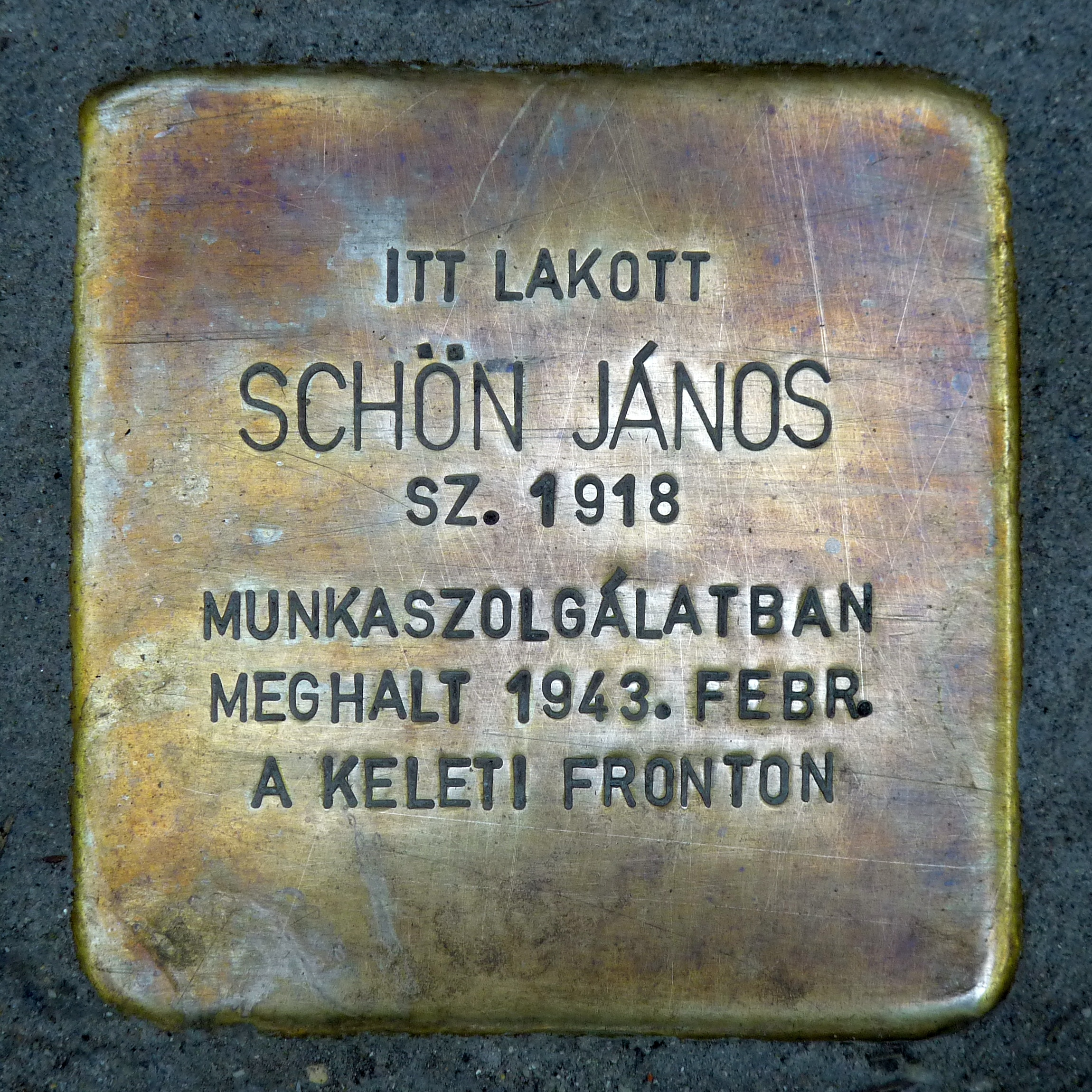
Schön János Szív utca 14.
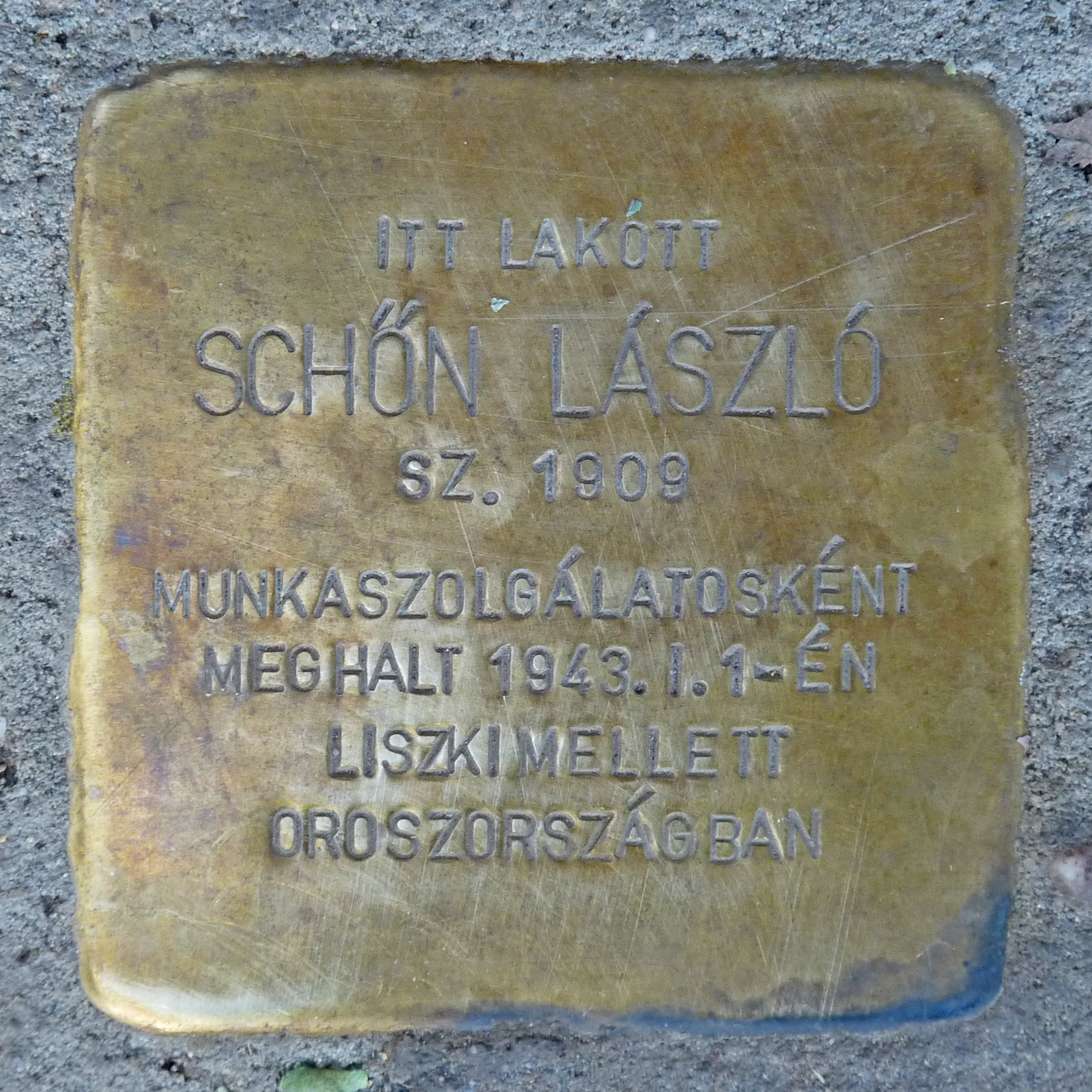
Schön László Egymalom utca 4.
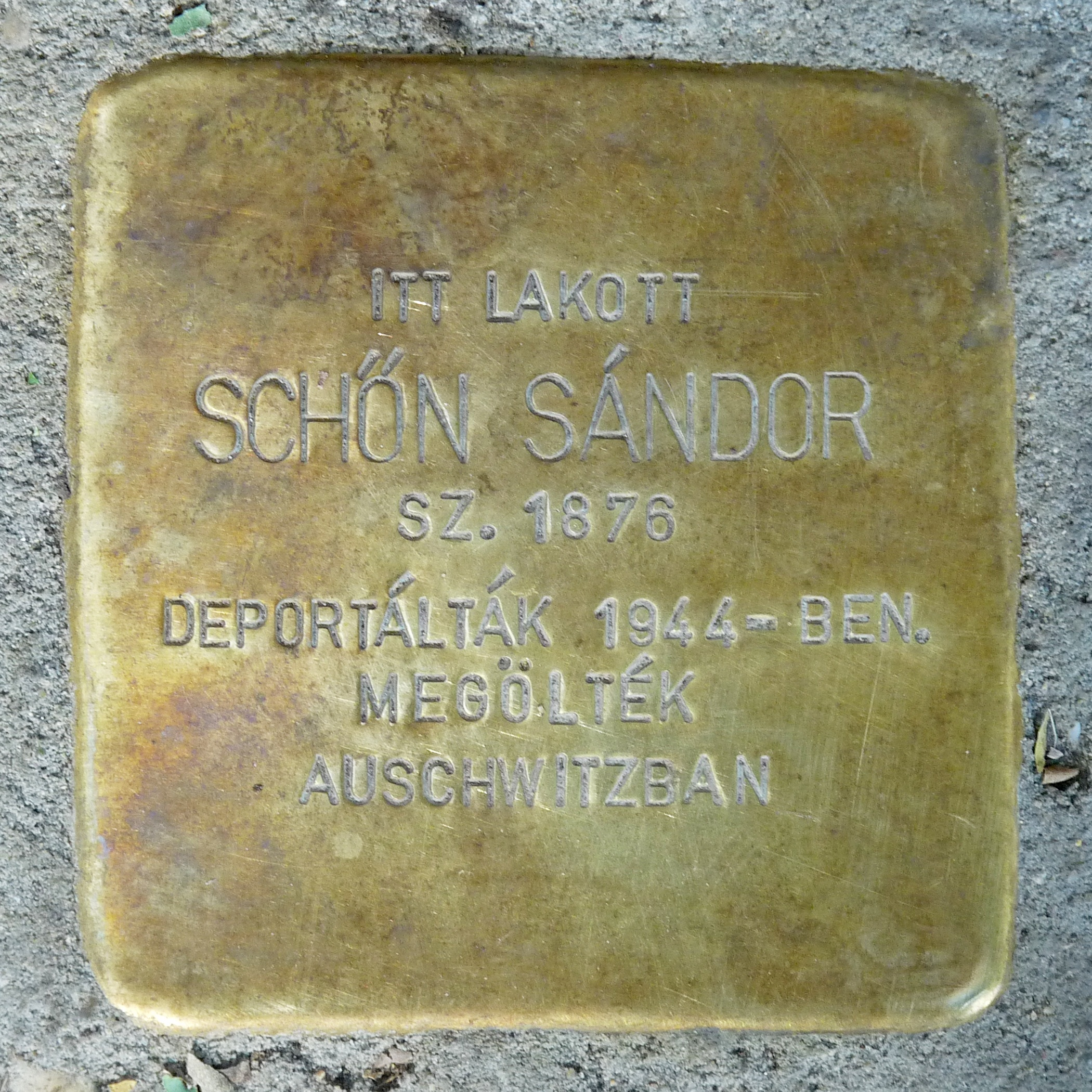
Schön Sándor Egymalom utca 4.
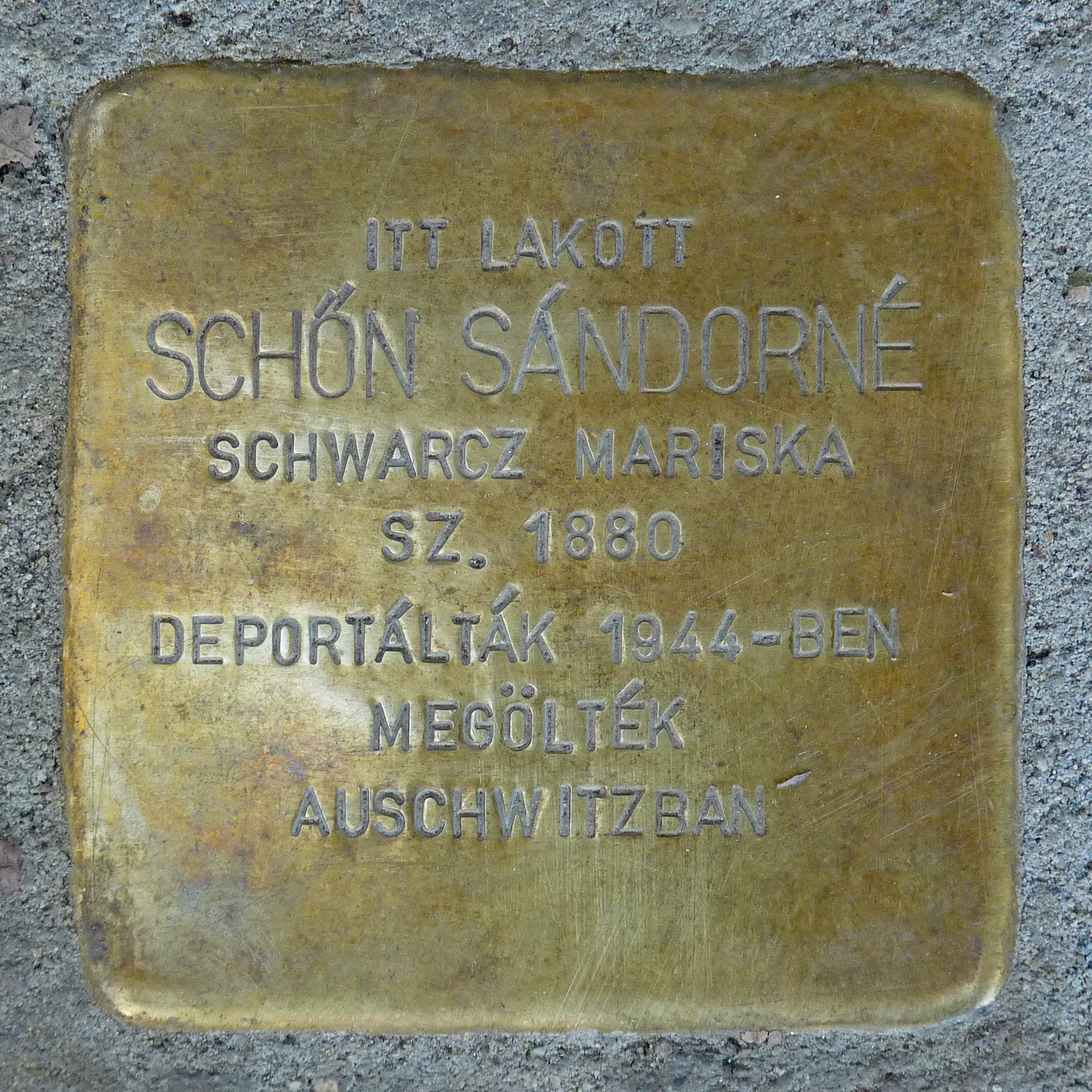
Schön Sándorné Egymalom utca 4.
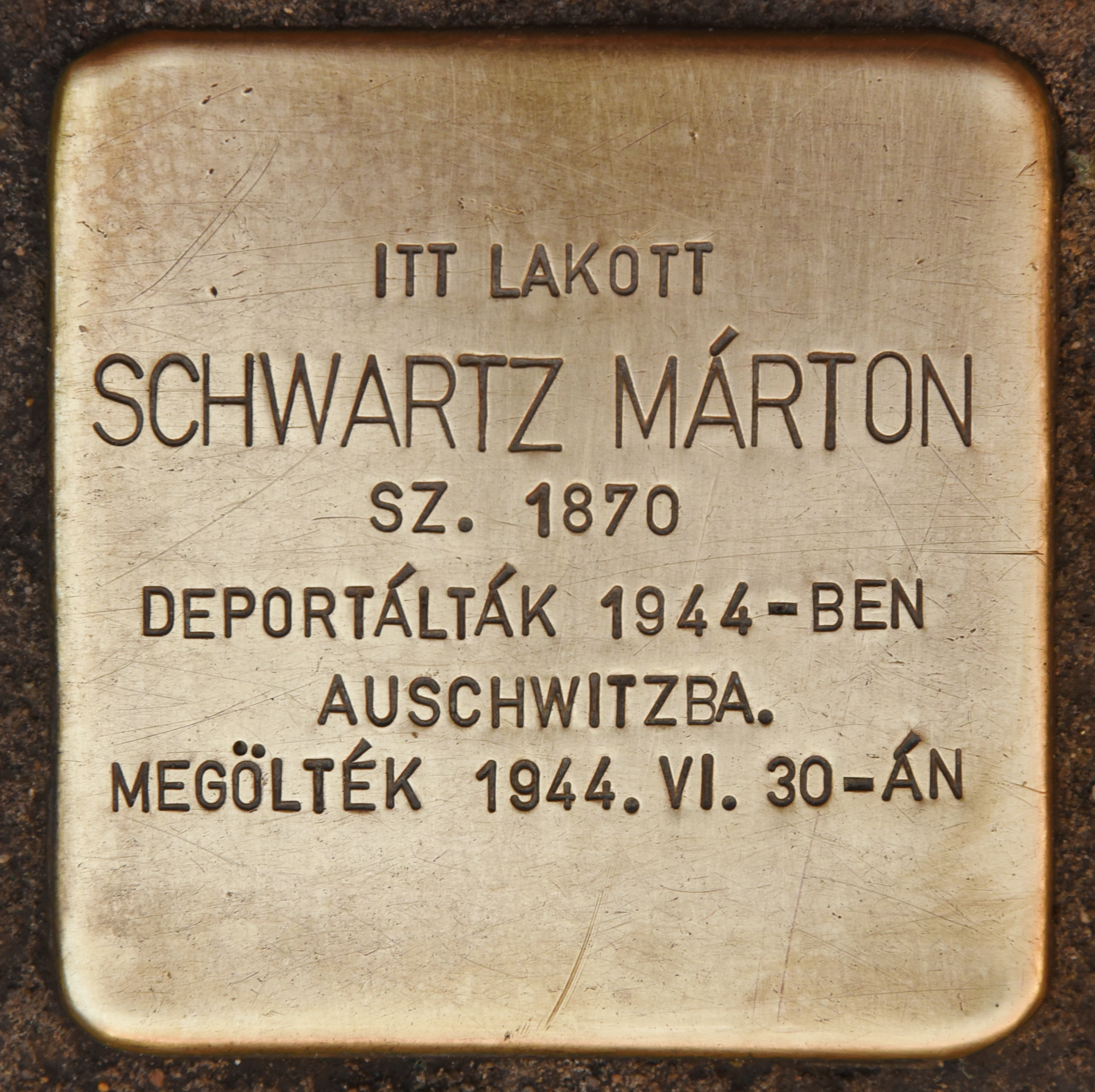
Schwartz Márton Hatvan utca 16.
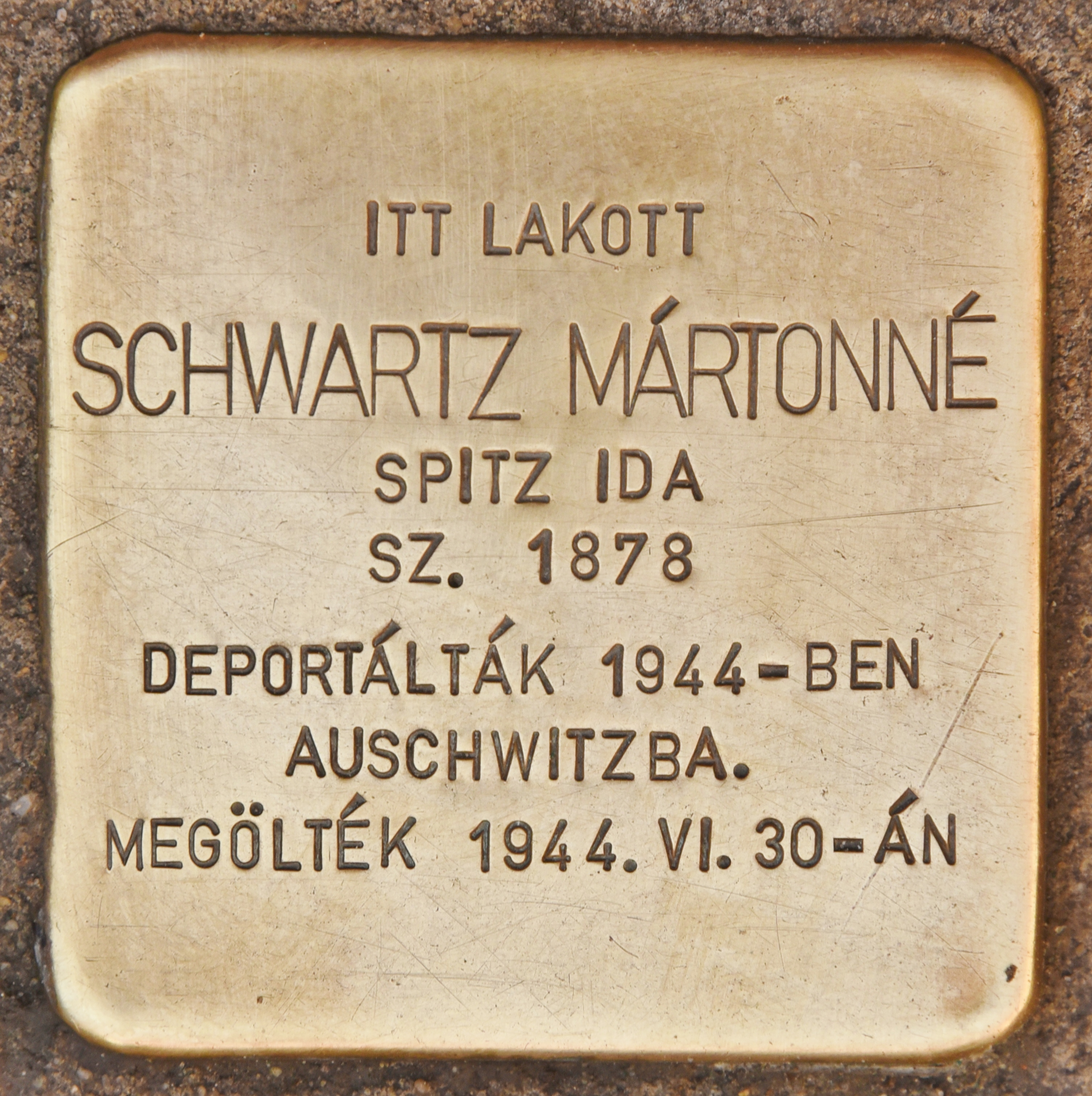
Schwartz Mártonné Hatvan utca 16.
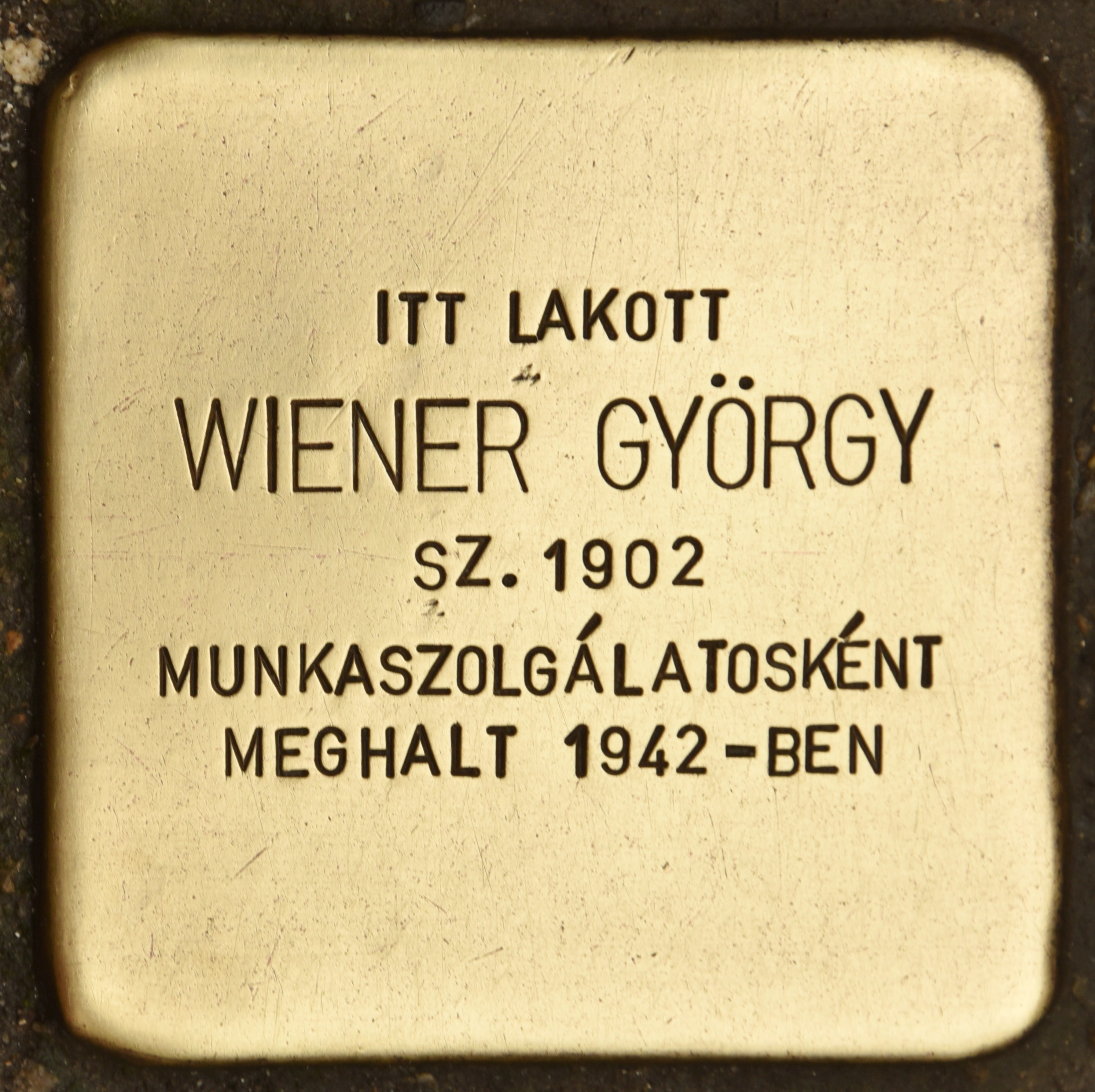
Wiener György Vár utca 2.

## Utcaindex
| Arany János utca (1.) Arany János Attila tér (1.) Szent Anna utcai kapu Batthyány utca (1.) Berze Nagy János (2.) Batthyány Lajos (11/c.) Arany János, Dr. Békés Kálmán, Petőfi Sándor (16.) Petőfi Sándor (3 db) Bem tér (17.) 1956-os nemzeti ellenállás (18/c.) Szalay Sándor Blaháné utca (8.) Fuchs Ferenc, Fuchs Lajos, Fuchs Lajosné, Gulyás György Böszörményi út (46-56.) Roncsik Jenő Csapó utca (18.) Vörösmarty Mihály (52.) Leier Morné Egymalom utca (4.) Schön Sándor, Schön Sándorné, Schön László Füvészkert utca (2.) Diószegi Sámuel, Fazekas Mihály Hatvan utca (6.) Bárdos Jakab (16.) Kovács Sándorné, Schwartz Márton, Schwartz Mártonné (21.) Berger József (23.) Csokonai Vitéz Mihály (36.) Dicker Leopold (47.) Kohn Sándor és Kohn Sándorné | Kálvin tér (16.) Arany János, Csokonai Vitéz Mihály, Földi János, Füvészkert, Kálvin János, Kölcsey Ferenc, Ulrich Zwingli, Kossuth utca (10.) Csokonai Vitéz Mihály Mester utca (45.) Mester utcai kapu Pásti utca (2.) Reich Kálmán Piac utca (11-15.) Hajós Alfréd (2 db), Rotary International (18.) Debreceni Zenede (23.) Sesztina Jenő (37.) Simonyi József (53.) MÁV kirendeltség (77.) Falus Lajos, Falus Lajosné Széchenyi utca (4.) Könyves Tóth Mihály (6.) XII. Károly svéd király (21.) Békés László Szent Anna utca (15.) Csáky Imre Szív utca (14.) Schön Arthur, Schön Arthurné, Schön János Szoboszlói út (27.) Fahidi Dezső, Fahidi Dezsőné, Fahidi Gilike Thaly Kálmán utca (13.) Précz Benő, Précz Benőné, Précz Jenő, Précz Lili, Précz Éva, Précz Erzsébet, Précz Árpád, Précz Béla, Précz György Vár utca (2.) Ehrenreich Menyhért, Martonfalvi Tóth György, Wiener György |